# St. Venantius (Wertheim)

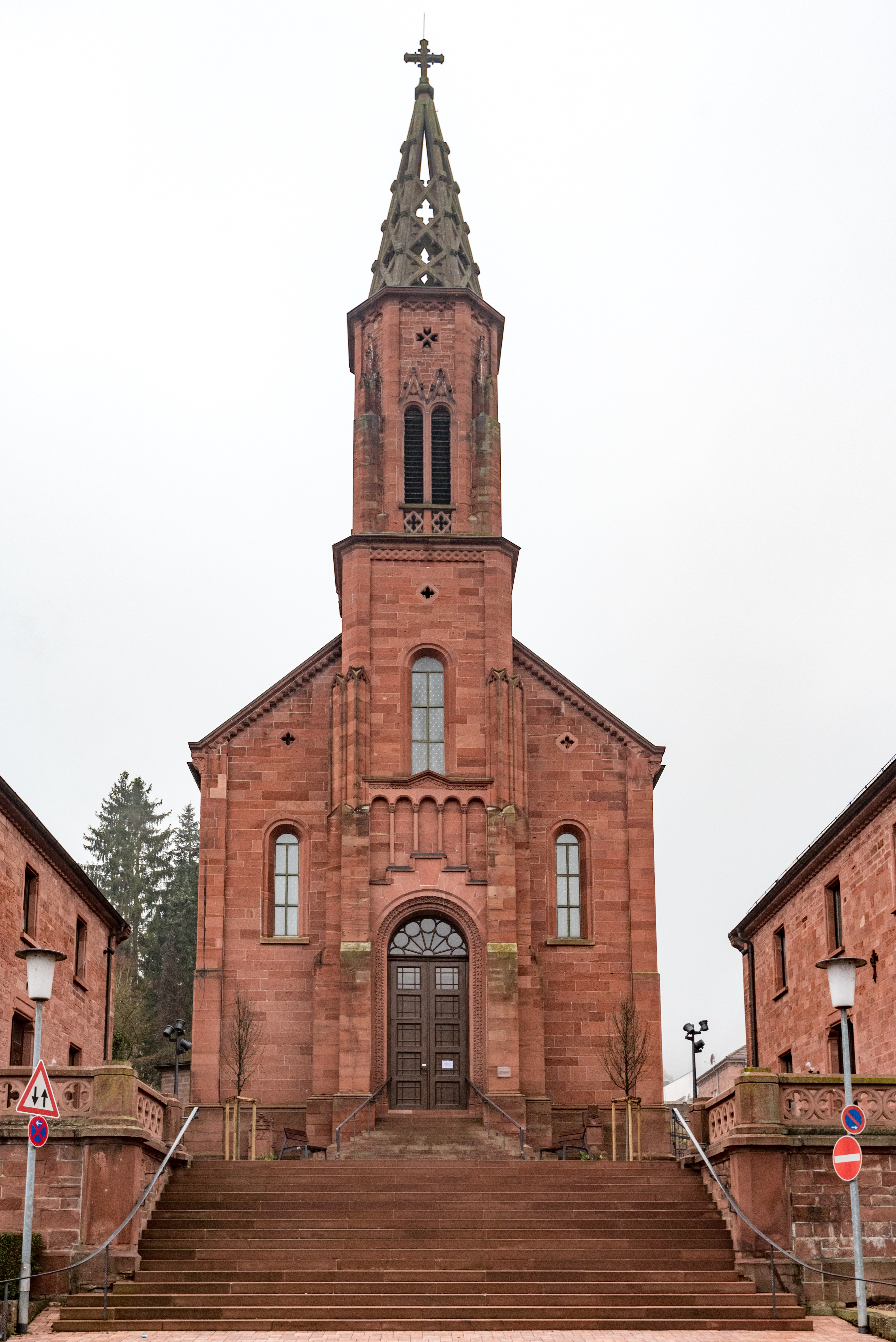
St. Venantius Wertheim

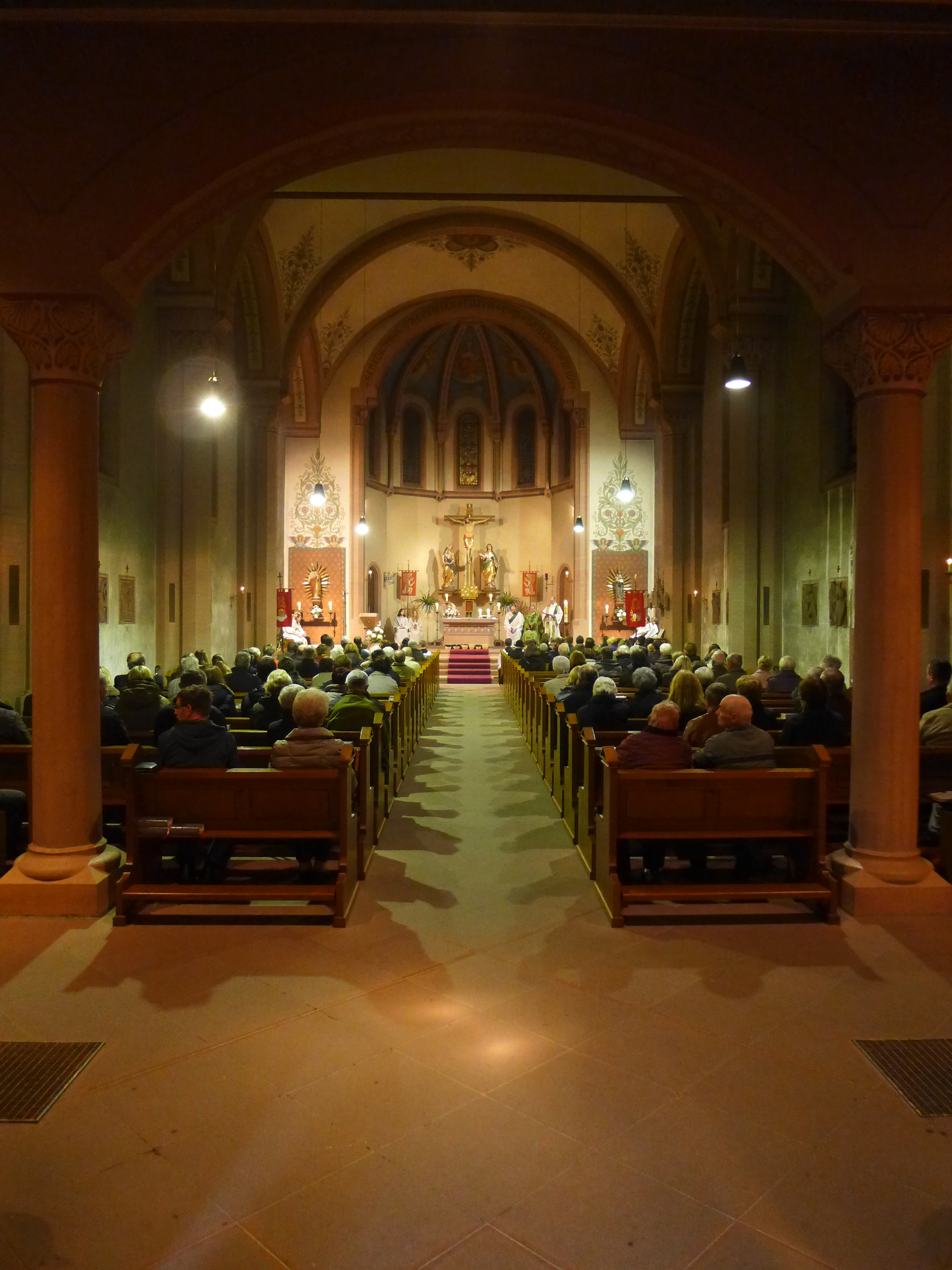
Wertheim St.Venantius, Kircheninneres vor der Renovierung des Inneren im November 2014

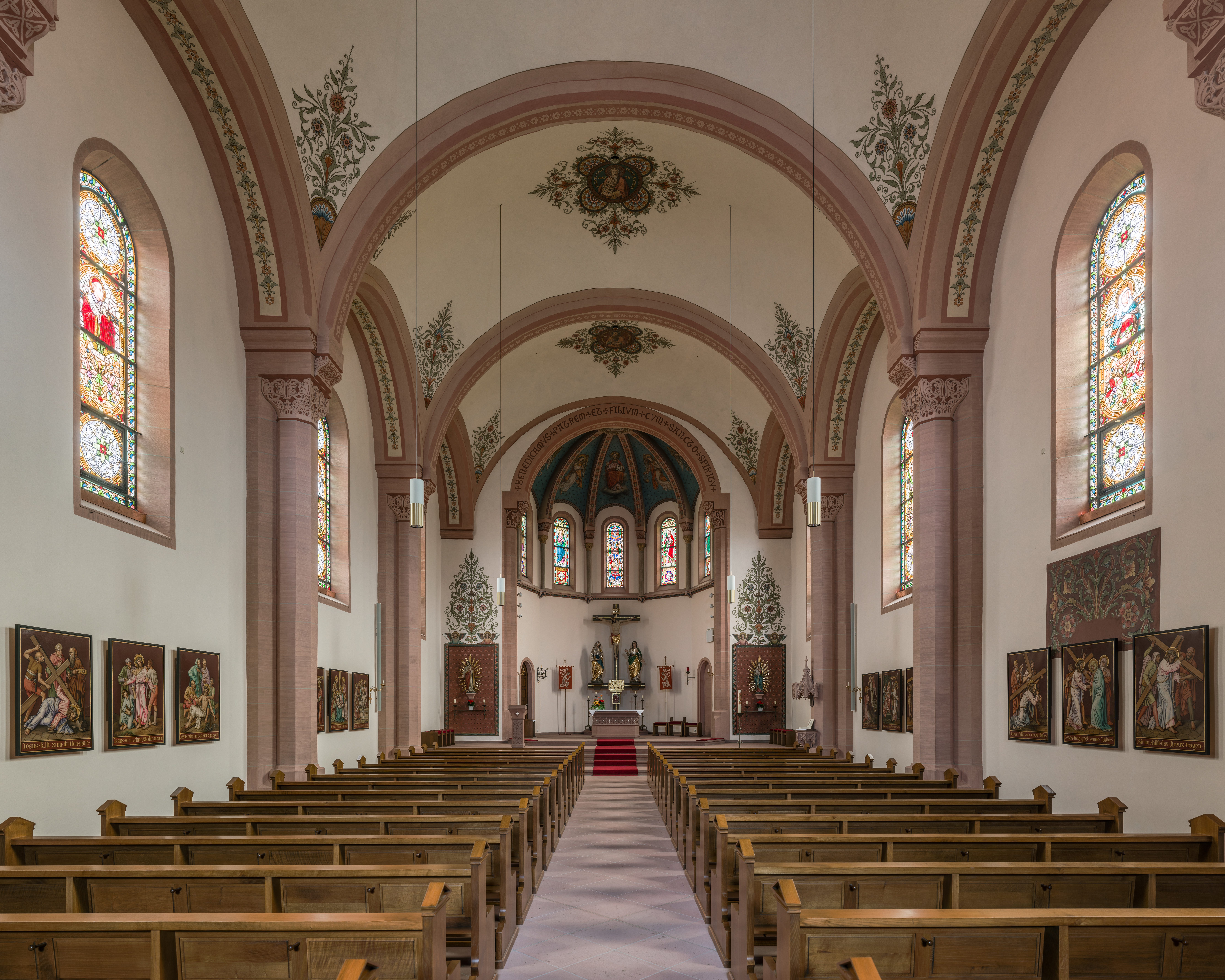
Kircheninneres nach der im Jahr 2016 abgeschlossenen Innenrenovierung

St. Venantius ist die 1840 bis 1842 erbaute römisch-katholische Stadtpfarrkirche von Wertheim im Main-Tauber-Kreis. Die Gemeinde ist dem Erzbistum Freiburg zugeordnet. Die Kirche trägt das Patrozinium des jugendlichen Märtyrers Venantius von Camerino, der während der Christenverfolgung unter dem römischen Kaiser Decius durch Enthauptung hingerichtet wurde. Sein Gedenktag ist der 18. Mai. 
Am 1. Januar 2015 wurde die Seelsorgeeinheit Wertheim zur römisch-katholischen Kirchengemeinde Wertheim mit drei Pfarreien und einer Filialpfarrei umbildet. Zum Bereich der Pfarrei St. Venantius gehören die Innenstadt Wertheims, die Stadtteile Wartberg, Reinhardshof (mit der Bestenheider Höhe) und Vockenrot sowie die Orte Nassig und Sonderriet. Die Pfarrei St. Lioba umfasst den Stadtteil Eichel/Hofgarten sowie die Orte Urphar, Lindelbach, Dietenhan, Kembach, Bettingen und Dertingen. Zur Pfarrei St. Elisabeth gehören der Stadtteil Bestenheid, die Ortschaft Grünenwört und die Filialpfarrei St. Martin Mondfeld. Die vier Pfarreien bilden die Kirchengemeinde Wertheim. St. Venatus umfasst ca. 2800 Katholiken.

## Geschichte

### Stiftskirche und Chorstift Wertheim
Graf Johann I. von Wertheim schuf im Jahr 1384 mit dem Baubeginn der heutigen evangelischen Stiftskirche und damaligen katholischen Stadtpfarrkirche St. Marien die Voraussetzungen für die Anlage einer Familiengrablege in der Stadt Wertheim. Im Jahr 1481 wurde die Pfarrkirche zur Stiftskirche St. Marien erhoben. Ab dem Jahr 1547 wurde für das gesamte Vermögen des Wertheimer Kollegiatstiftes eine eigene Verwaltungsbehörde geschaffen, das sogenannte Chorstift. Das Stift diente als zentrale kirchliche Finanzstelle der Grafschaft Wertheim und war für die Besoldung der seit der Reformation evangelischen Pfarrer sowie der Schul- und Kirchendiener verantwortlich.

### Lutherische Reformation

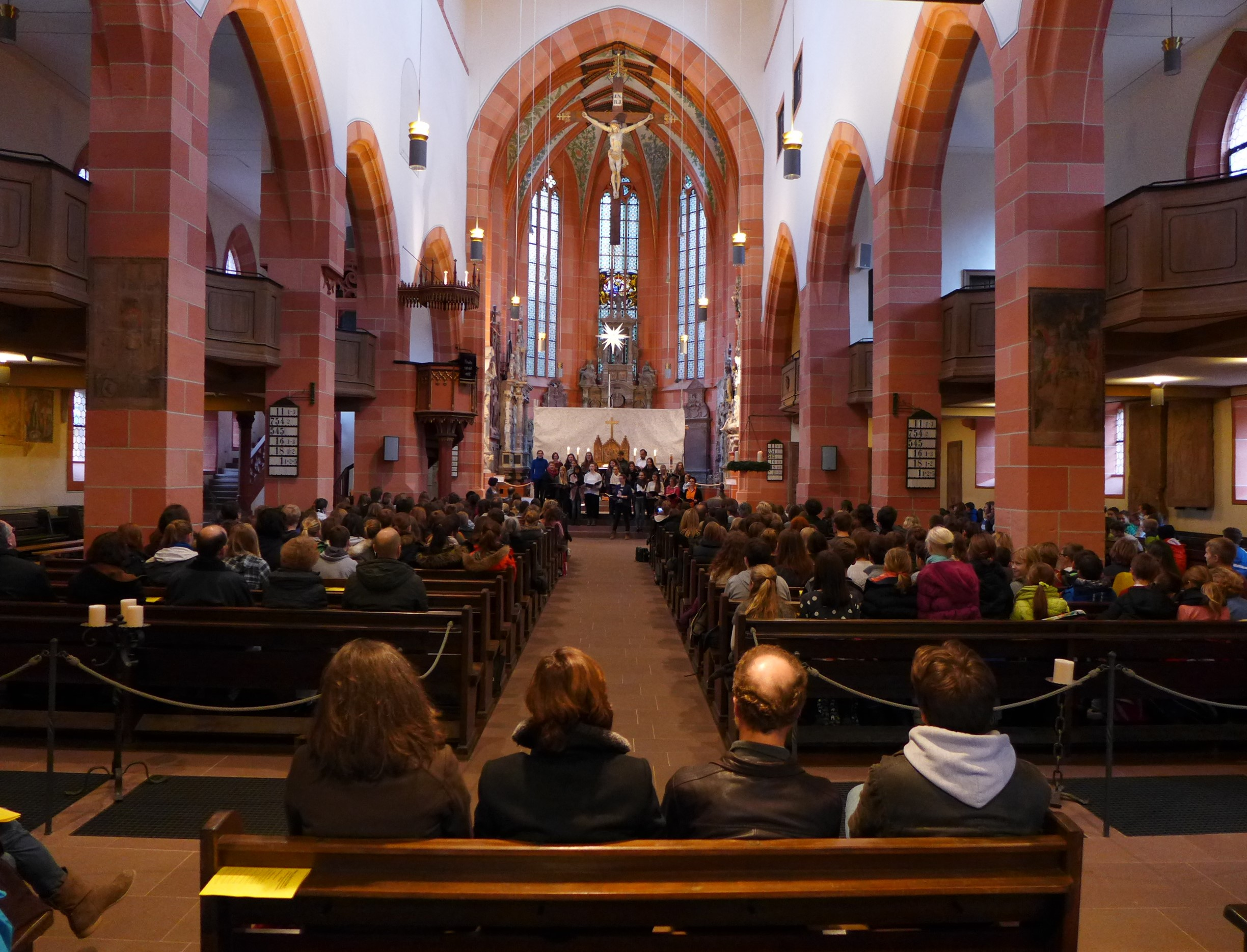
Evangelische Stiftskirche Wertheim, ehemals katholische Pfarrkirche St. Marien der Stadt Wertheim, Inneres

In der Hoffnung auf eine Intensivierung der eigenen Staatlichkeit und auf eine Abgrenzung von den mächtigen Nachbarn, dem Erzstift Mainz und dem Hochstift Würzburg, stellte sich Graf Georg II. von Wertheim bereits sehr früh auf die Seite der Reformation. Vermutlich Mitte des Jahres 1518 ließ Graf Georg unter dem Eindruck von Martin Luthers 95 Thesen ein Schriftstück gegen kostspielige kirchliche Begräbnisfeiern und Seelenmessen an der Tür der Wertheimer Stiftskirche St. Marien anheften. Auf dem Reichstag zu Worms im Jahr 1521 hatte der junge Wertheimer Graf erstmals Gelegenheit, Luther persönlich kennenzulernen. Im Folgejahr bat Graf Georg Luther um die Empfehlung eines geeigneten Predigers des „reinen Evangeliums“ für die Wertheimer Stiftskirche. Im Jahr 1526 kam der Theologe Johann Eberlin von Günzburg als Vertrauter Graf Georgs nach Wertheim und wurde von ihm zum Superintendenten der Grafschaft Wertheim berufen. In den Jahren 1527/1528 verfasste Eberlin eine neue Kirchenordnung für die Grafschaft, im Jahr 1528 wurden die kirchlichen Feiertage reduziert und die kirchlichen Güter erstmals systematisch inventarisiert. Als Graf Georg im Jahr 1530 starb, konnte die Reformation in der Grafschaft allerdings noch nicht als abgeschlossen gelten. Es bestanden sowohl die traditionelle katholische als auch die neue protestantische Lehre lutherischer Prägung nebeneinander, aber der Protestantismus hatte in Wertheim bereits eine solide Grundlage erhalten.
Vollendet wurde die protestantische Reformation der Grafschaft Wertheim erst unter Graf Michael III. Im Jahr 1552 unterstellte dieser die Klöster Grünau und Holzkirchen der Aufsicht der gräflichen Verwaltung. Die Ordensleute und Stiftsherren wurden aus den Klöstern vertrieben, die Erträge und Güter fielen teilweise an den Grafen, teilweise an das Chorstift der Stiftskirche sowie das Wertheimer Hospital (heute Wertheimer Kulturhaus). Im Jahr 1552 konvertierte der im Jahr 1548 gewählte Abt des Klosters Bronnbach, Clemens Leusser, aus eigener Überzeugung zum reformatorischen Bekenntnis. Damit hinterließ Graf Michael III. im gräflichen-wertheimischen Territorium eine verhältnismäßig gefestigte evangelische Landeskirche lutherischer Prägung.

### Gegenreformation und Dreißigjähriger Krieg
Auch wenn die Erben der Grafschaft Wertheim, die Grafen Ludwig zu Stolberg-Königstein und Ludwig III. von Löwenstein, als überzeugte Protestanten eine Rekatholisierung energisch zu verhindern suchten, konnte der Katholizismus gegenreformatorische Erfolge erzielen: Im Jahr 1561 konnte der Abt von Fulda die Rückgabe der Propstei Holzkirchen an die katholische Konfession erreichen, auch wenn das Kirchenpatronat über die Klosterpfarreien bei der Grafschaft Wertheim verblieb. Im Kloster Bronnbach konnte im Jahr 1572 die katholische Messe wieder eingeführt werden.
Nach dem Tode Graf Ludwigs von Stolberg-Königstein im Jahr 1574 trat der Konflikt mit dem Hochstift Würzburg in eine neue Runde. Die sogenannte Würzburger Fehde bedeutete für die Grafen von Löwenstein-Wertheim einen empfindlichen Machtverlust. Nach annähernd einhundert Jahren dauernden Streitigkeiten zwischen dem Kloster Bronnbach, das vom Hochstift Würzburg unterstützt wurde, und den Grafen von Löwenstein-Wertheim um die drei Dörfer Reicholzheim, Nassig und Dörlesberg fielen diese im Jahr 1673 fast vollständig dem Kloster Bronnbach zu.
Zusätzlich verschärft wurde der konfessionelle Konflikt mit dem Übertritt des Grafen Johann Dietrich zum Katholizismus. Johann Dietrich unternahm ab dem Jahr 1631 den Versuch, die Alleinherrschaft in der Grafschaft an sich zu reißen und diese wieder zu rekatholisieren. So konnte am 24. Juli 1631 in der Apsis der Stiftskirche nach langer Zeit wieder eine Heilige Messe zelebriert werden. Die Rekatholisierungsmaßnahmen wurden allerdings durch den über Wertheim hereinbrechenden Dreißigjährigen Krieg und den Einfall der Schweden zunichtegemacht. Graf Johann Dietrich musste fliehen, und im Kloster Bronnbach wurden alle Heiligenbilder radikal zerstört. Nach dem Abzug der Schweden blieb es bei der gemeinschaftlichen Regierung der Grafschaft Wertheim durch die beiden Linien Löwenstein-Wertheim-Rochefort und Löwenstein-Wertheim-Virneburg. Ab dem Jahr 1651 wurde die Stiftskirche für fast zwei Jahrhunderte als konfessionelles Simultaneum sowohl von evangelischen als auch katholischen Gläubigen zu Gottesdiensten genutzt.

### Ansiedelung von Kapuzinern
Im Jahr 1631 holte Graf Johann Dietrich zu Löwenstein-Wertheim-Rochefort Kapuziner zur Rückgewinnung der Seelen der Wertheimer Bevölkerung zum katholischen Glauben nach Wertheim. Aufgrund der Bestimmungen des Westfälischen Friedens mussten sie die Stadt aber bereits 1649 wieder verlassen. Der spätere Fürst Maximilian Karl zu Löwenstein-Wertheim-Rochefort berief 1682 erneut Kapuziner als Hofkapläne nach Wertheim und wies ihnen das nahe der Stiftskirche gelegene "Klösterle" als Niederlassung zu. Die Kapuziner feierten bis ins 19. Jahrhundert Heilige Messen im Chorbereich der durch die Reformation evangelisch gewordenen Stiftskirche. Die kleine Kapuzinerniederlassung Wertheim, die zwei bis vier Ordensbrüder beherbergte, wurde von der Löwenstein-Wertheim-Rosenbergischen Standesherrschaft mit Naturalien und Finanzmitteln versorgt. Die Brüder wurden von ihren Konventen auf Zeit nach Wertheim entsandt; ca. alle drei Jahre erfolgte ein Wechsel. Mit der Zurruhesetzung des letzten Präses Venantius Arnold im Jahr 1834 und dessen Tod im Jahr 1836 erlosch das Kapuzinerhospiz Wertheim.
Pater Venantius Arnold (1754–1836) hatte über 35 Jahre als Hofkaplan und katholischer Stadtpfarrer in Wertheim gewirkt. Venantius Arnold war als Lorenz Arnold am 14. August 1754 im katholisch geprägten Freudenberg am Main unter dem Geburtsnamen Lorenz Arnold als Sohn des Ehepaares Christoph Arnold und dessen Frau Maria Eva (geb. Schureck) geboren worden. Arnold war im Alter von ungefähr 22 Jahren in den Kapuzinerorden eingetreten und am 20. März 1779 zum Priester geweiht worden. Elf Jahre später, am 6. August 1790, kam er als Pater in die protestantisch geprägte Stadt Wertheim. Am 25. August 1797 wurde Venantius Arnold Präses der Ordensniederlassung in Wertheim. Seit dem Jahr 1808 war Venantius Arnold der letzte in der Wertheimer Ordensniederlassung lebende Pater. Erst im Jahr 1829, im Jahr seines 50-jährigen Priesterjubiläums, wurde Pater Venantius ein weltgeistlicher Kooperator beigesellt. Pater Venantius versah sein Amt in Wertheim noch bis zum Jahr 1832. Er starb am 15. Oktober 1836 im Alter von 82 Jahren. Ein großes Anliegen war ihm der Bau einer eigenen katholischen Kirche gewesen. Zum Bau einer katholischen Schule in Wertheim hatte er die Summe von 5.000 Gulden gestiftet. Das Grabmal von Pater Venantius Arnold befindet sich heute rechts neben dem Turmportal der St. Venantius-Kirche.

### Wiedererstarken des Katholizismus im 19. Jahrhundert
Im 19. Jahrhundert siedelten sich erstmals seit der Reformation wieder vermehrt Katholiken in Wertheim an, jedoch stellten diese bis Mitte des Jahrhunderts nur etwa ein Fünftel der Bevölkerung. Im Jahr 1837 zählte man 571 Katholiken in der Stadt. Zunächst gehörten die Gemeindeglieder zur Pfarrei Reicholzheim, die seit dem Jahr 1673 wieder katholisch geworden war. Den Katholiken stand als Gottesdienstraum nur ein Kapellenraum in der fürstlichen Hofhaltung zur Abhaltung von Gottesdiensten zur Verfügung oder sie konnten sich im Chorbereich der evangelischen Stiftskirche zur Heiligen Messe zusammenfinden, was allerdings aufgrund der dort aufgestellten Grabdenkmale nur eingeschränkt möglich war. Darüber hinaus war den Katholiken die Benutzung der Glocken und der Orgel nicht gestattet. Die Abhaltung der Heiligen Messe durfte nur nach dem Ende des evangelischen Gottesdienstes erfolgen. Pater Venantius Arnold war die Wiedergründung der katholischen Pfarrei Wertheim und der Bau einer katholischen Schule gelungen. Seit dem Jahr 1831 hatte man konkrete Pläne zum Bau einer eigenen katholischen Pfarrkirche in Wertheim ins Auge gefasst.
Nachfolger von Pater Venantius Arnold als katholischer Seelsorger Wertheims wurde im Jahr 1832 Pfarrverwalter Anton Gaß. Als Gaß bereits im Jahr 1834 starb, wurden die Katholiken Wertheims von Philipp Gärtner seelsorgerisch betreut. Für den notwendig gewordenen katholischen Kirchenbau fehlten jedoch immer noch die nötigen Mittel. Die Erbschaft des inzwischen verstorbenen Paters Venantius Arnold im Jahr 1836 fiel der katholischen Wertheimer Gemeinde mit der Auflage zu, den Geldbetrag zum Bau einer eigenen katholischen Kirche zu verwenden. Am 3. Mai 1834 war bereits durch das großherzoglich-badische Innenministerium eine Kollekte in allen katholischen Gemeinden des Großherzogtums Baden sowie eine konfessionsunabhängige Haussammlung in der Stadt Wertheim mit ihren damals 3.514 Einwohnern genehmigt worden. Die badische Kollekte erbrachte 4.118 Gulden und die innerstädtische Sammlung 1593 Gulden.
Auf ein Bittgesuch hin genehmigte das Innenministerium in Karlsruhe am 24. Januar 1837 staatliche Zuschüsse zum Kirchenbau in Höhe von 16.288 Gulden. Dabei war zur Auflage gemacht worden, dass 1.000 Gulden als Kirchenunterhaltsfonds angelegt werden mussten. Diese Summen machten endlich den Neubau möglich.
Bei der Suche nach einem geeigneten Standort war man im Neubaugebiet links der Tauber fündig geworden. In einer Hanglage, die eine gute Sicht auf den zu errichtenden katholischen Sakralbau vom alten Stadtzentrum her bot, sollte die neue Kirche zu stehen kommen. Im Jahr 1838 erwarb die katholische Kirchengemeinde das Grundstück zum Preis von 870 Gulden und im Folgejahr konnten die Vermessungsarbeiten beginnen.
Die neue Kirche sollte zu Ehren von Pater Venantius Arnold dessen Namenspatron, dem heiligen Märtyrer Venantius, geweiht werden. Der Kirchenpatron, Venantius von Camerino, soll der legendarischen Tradition zufolge um das Jahr 250 im Alter von 15 Jahren unter Kaiser Decius den Märtyrertod erlitten haben.
Erster Höhepunkt der langjährigen Bemühungen der katholischen Pfarrgemeinde war die feierliche Grundsteinlegung der St. Venantius-Kirche am 2. Juli 1840 durch den erzbischöflichen Dekan und Stadtpfarrer von Tauberbischofsheim, Johann Baptist Binz. Die Festrede wurde vom Wertheimer Pfarrverwalter Philipp Gärtner gehalten. In den Grundstein wurden Schriftstücke, Wertheimer Weine und Münzen des Großherzogtums Baden aus den Jahren 1783, 1811, 1834 und 1839 eingelegt.

### Bau der St. Venantiuskirche

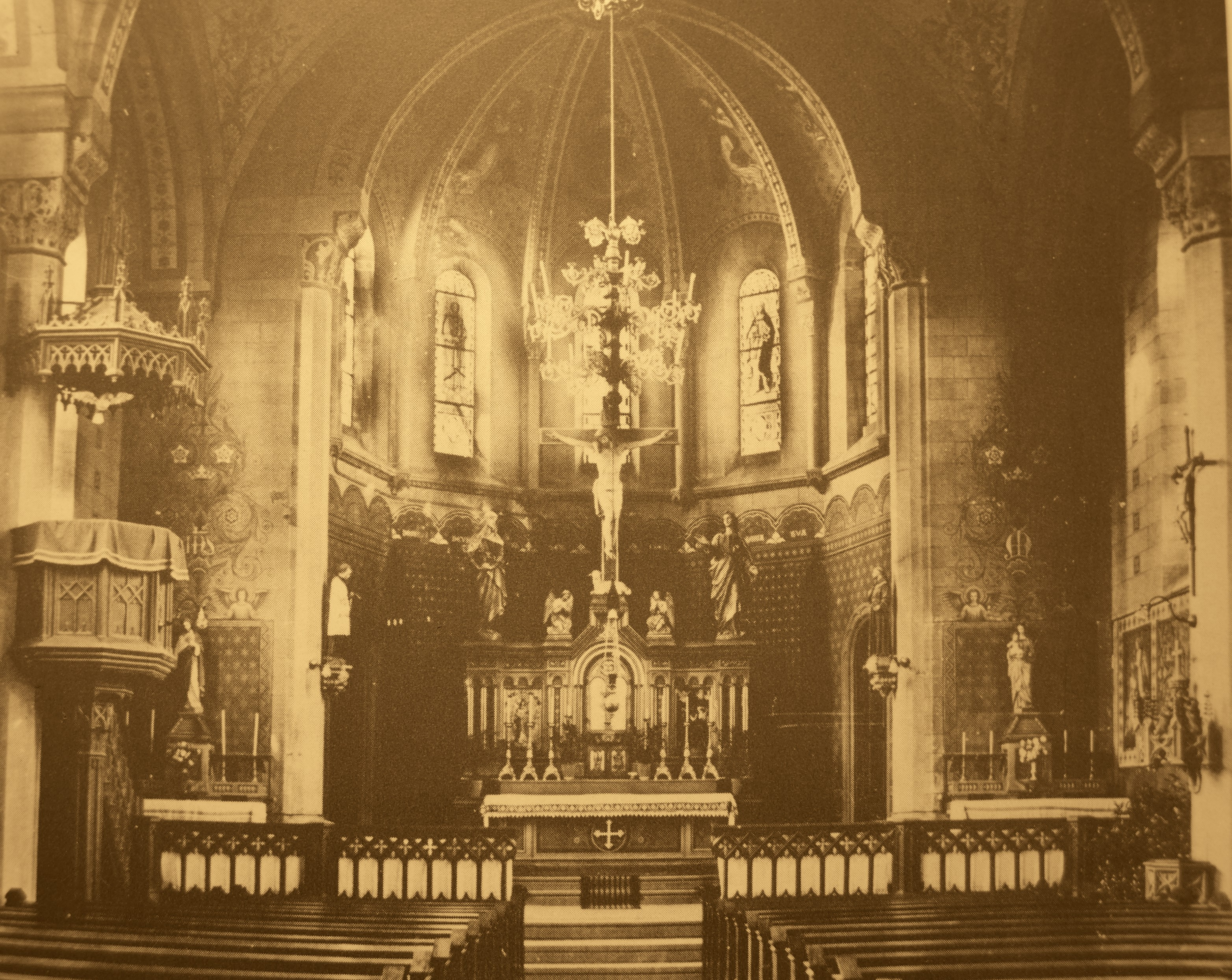
Wertheim, St. Venantius, Inneres um 1900 mit dem im Jahr 1963 zerstörten Hochaltar von Anselm Sickinger

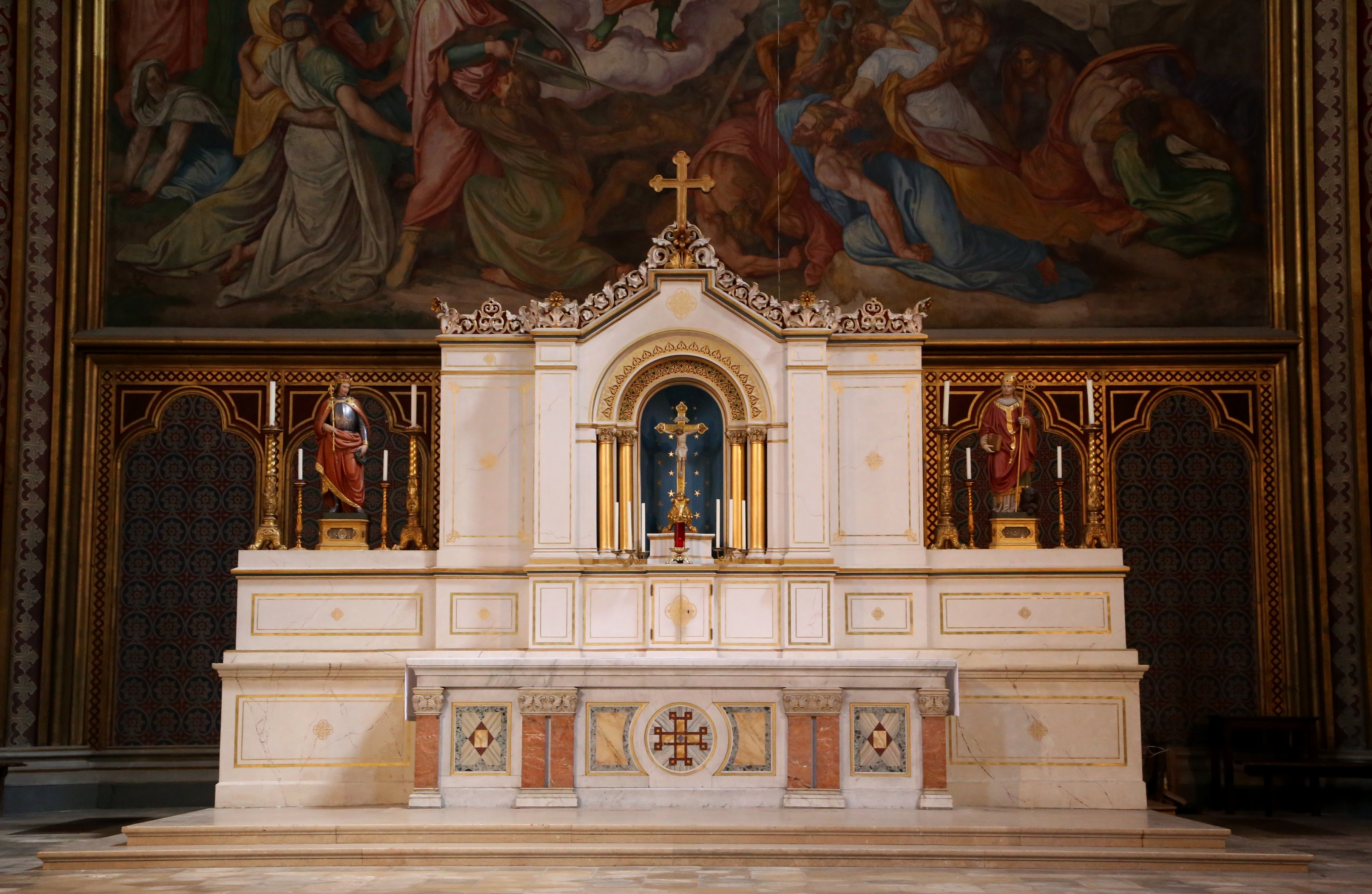
Hochaltar der Münchner St. Ludwigskirche als gestalterische Parallele zum Wertheimer Hochaltar in St. Venantius

Mit der Bauausführung der neuen Kirche im Stil des neoromanischen Historismus mit neogotischen Einzelformen wurden die Maurermeister Anton und Michael Josef Heß, die Zimmermeister Michael und Lorenz Stecher aus Königheim und Simon Kuhn aus Reicholzheim betraut. Die reinen Baukosten ohne die Innenausstattung und die Orgel beliefen sich insgesamt auf 23.000 Gulden.
Am 12. Juli 1842 wurde in Wertheim die Pfarrkirche St. Venantius durch den erzbischöflichen Dekan und Stadtpfarrer von Tauberbischofsheim, Johann Baptist Binz, feierlich eingeweiht. Zeitgleich wurden die beiden flankierenden Häuser (heute Pfarrhaus und Organistenhaus) eingeweiht. Die Feier erfolgte im Beisein zahlreicher Wertheimer Bürger beider Konfessionen sowie von Schülern, Lehrern und staatlichen Beamten. Mit dem Bau der Kirche nahm die katholische Pfarrgemeinde die Rechte an der Nutzung der Wertheimer Stiftskirche nicht mehr wahr. Die Besetzung der Pfarrstelle erfolgte in alternierender Weise durch Präsentation beim badischen Großherzog und beim Fürsten von Löwenstein-Wertheim-Rosenberg.
Erst 27 Jahre nach der Einweihung war die Kirchengemeinde im Jahr 1869 finanziell in der Lage, durch den Münchner Bildhauer Anselm Sickinger einen Hochaltar gestalten zu lassen, der durch Pfarrverwalter Oberle eingeweiht wurde. Der Hochaltar Sickingers, der bei der Purifizierung der 1960er Jahre zerstört wurde, wies deutliche Gestaltungsparallelen zum heute noch bestehenden Hochaltar der Münchener Ludwigskirche auf. In München fehlt allerdings die Kreuzigungsgruppe, die in Wertheim den Altar bekrönte.

### Renovierungen

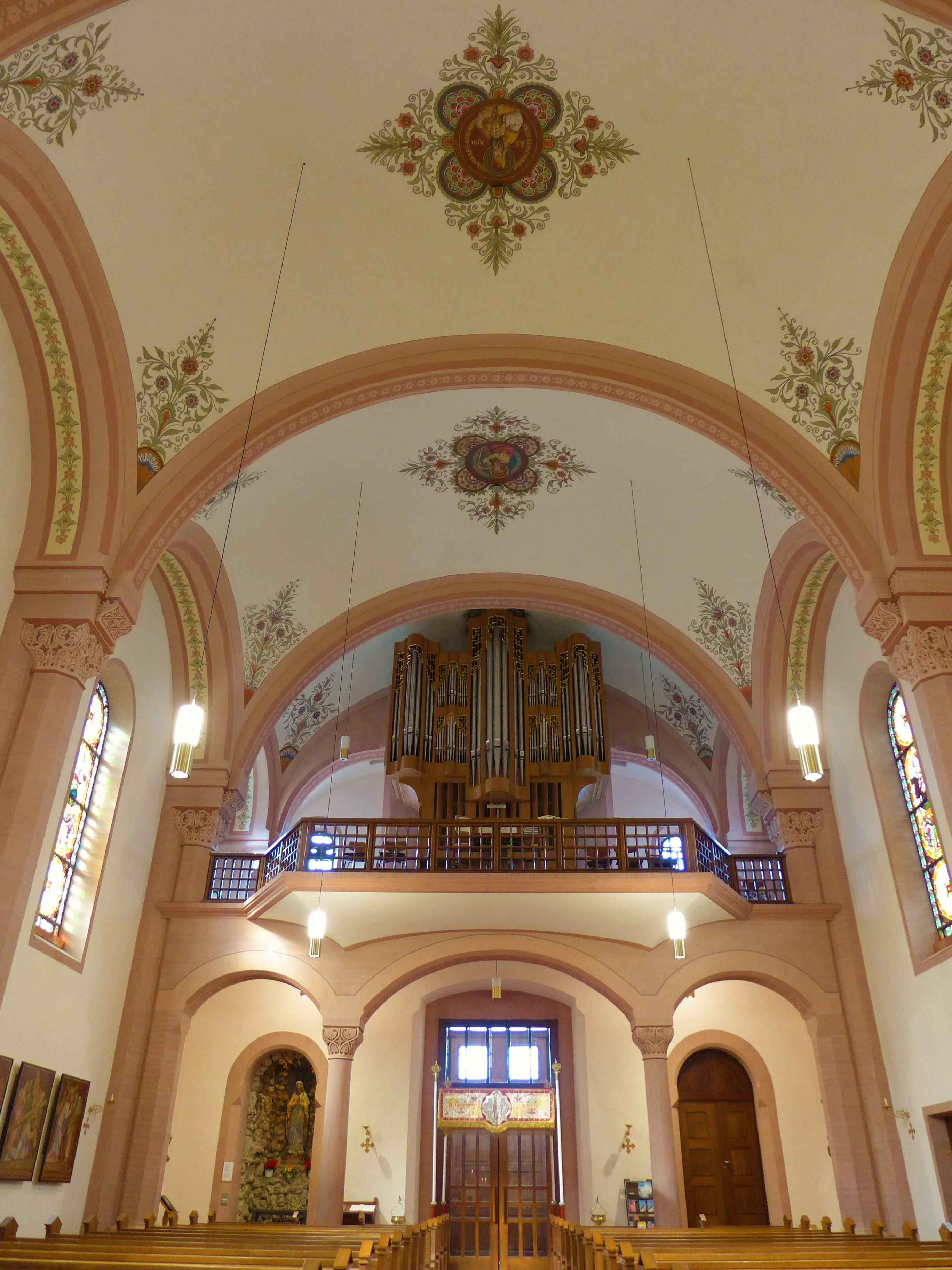
Orgelempore, darunter v. l. n. r. die Lourdesgrotte, der Turmeingang und der Aufgang zur Empore

Eine erste Renovierung der Kirche erfolgte im Jahr 1887, eine zweite im Jahr 1914 unter Pfarrer Karl Gottlieb Bär, der einen neuen Fußboden verlegen und elektrisches Licht installieren ließ.
Im Jahr 1963 wurde die historistische Ausstattung des Kircheninneren radikal purifiziert. Der Hochaltar des Bildhauers Anselm Sickinger (Schöpfer der im und nach dem Zweiten Weltkrieg zerstörten neogotischen Ausstattung der Münchener Frauenkirche) aus dem Jahr 1869, die Seitenaltäre und die Kanzel wurden entfernt, die Apsisfenster vermauert und die Wandmalereien übertüncht.
Als sich in den 1970er Jahren an der St. Venantiuskirche starke Mängel an der Bausubstanz zeigten, begann man im Mai 1980 mit der Einrüstung des Sakralbaues. Bei den Restaurierungsarbeiten wurde der Maßwerk-Turmhelm vollständig erneuert. Die in der Nachkriegszeit des 20. Jahrhunderts vollständig übertünchten Malereien des 19. Jahrhunderts wurden dabei teilweise wieder freigelegt und die ebenfalls vermauerten Chorfenster mit ihrer historistischen Verglasung wieder geöffnet. Das dabei beschädigte Zentralfenster der Apsis wurde durch eine angepasste, moderne Neuverglasung ersetzt. Während der baubedingten Schließung der katholischen Kirche vom 28. Juni 1981 bis zum 17. Juli 1983 wurde die Heilige Messe in der evangelischen Stiftskirche gefeiert. Im Zuge der Renovierung wurde auch eine neue Orgel mit 27 Registern von der Bonner Firma Johannes Klais für 440.000 DM gefertigt und am 11. November 1984 feierlich eingeweiht.
Ende des Jahres 2014 wurde eine neue Renovierungsmaßnahme eingeleitet. Bedingt durch Feuchtigkeitsdiffusion des Sandsteingemäuers war der Innenputz durch Ruß- und Staubpartikel tief ergraut. Ebenso waren Heizung, Beleuchtung, Sprechanlage und Elektrik überaltert. Nach grober Schätzung war ein Bauvolumen von 500.000 Euro angesetzt worden.
Letztendlich kostete die Renovierung 621.000 Euro.

St. Venantius (Wertheim), Impressionen der Restaurierung ab 2014
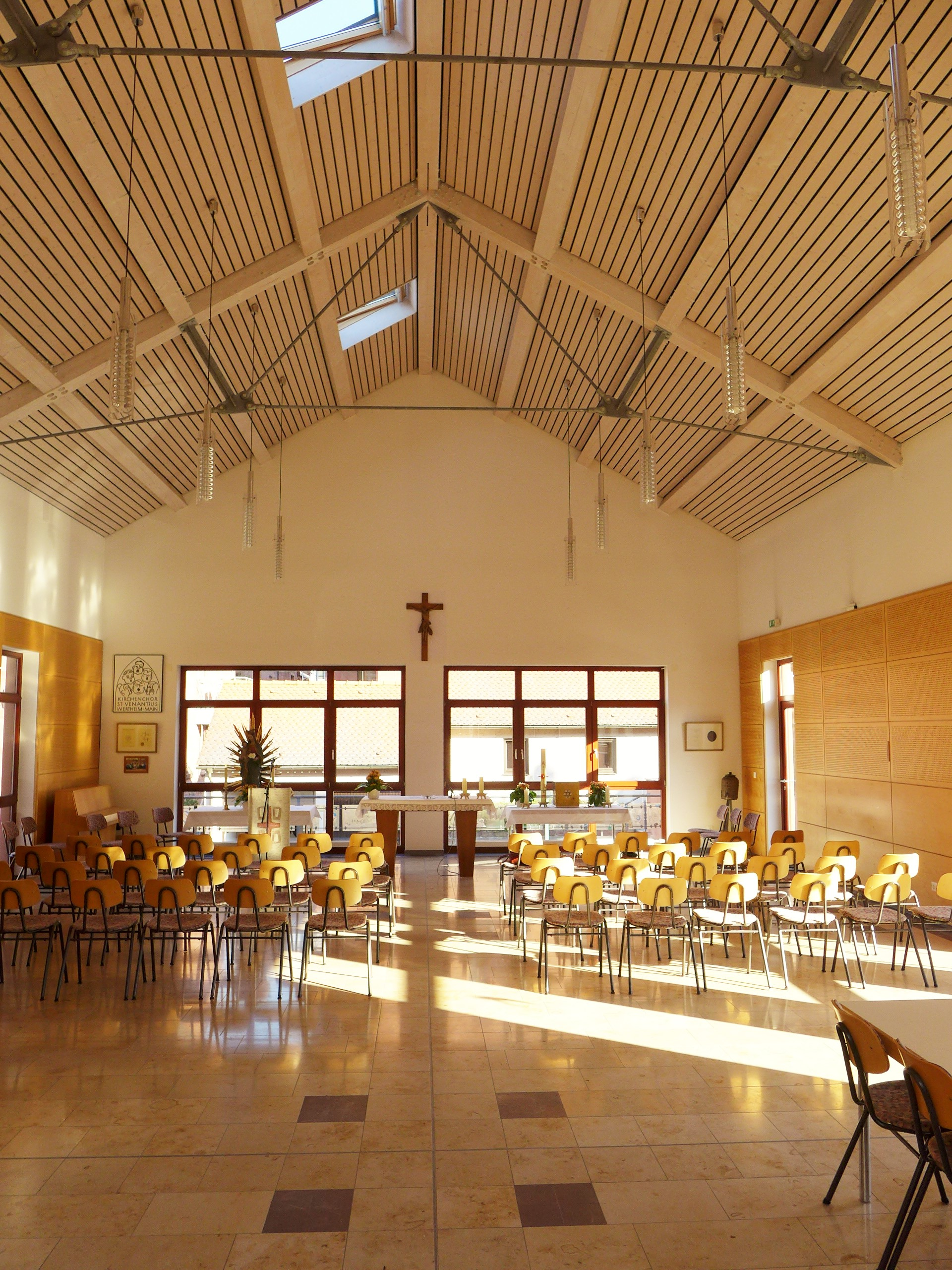
Behelfskirche im kath. Pfarrheim während der Restaurierung der Venantiuskirche ab 2014
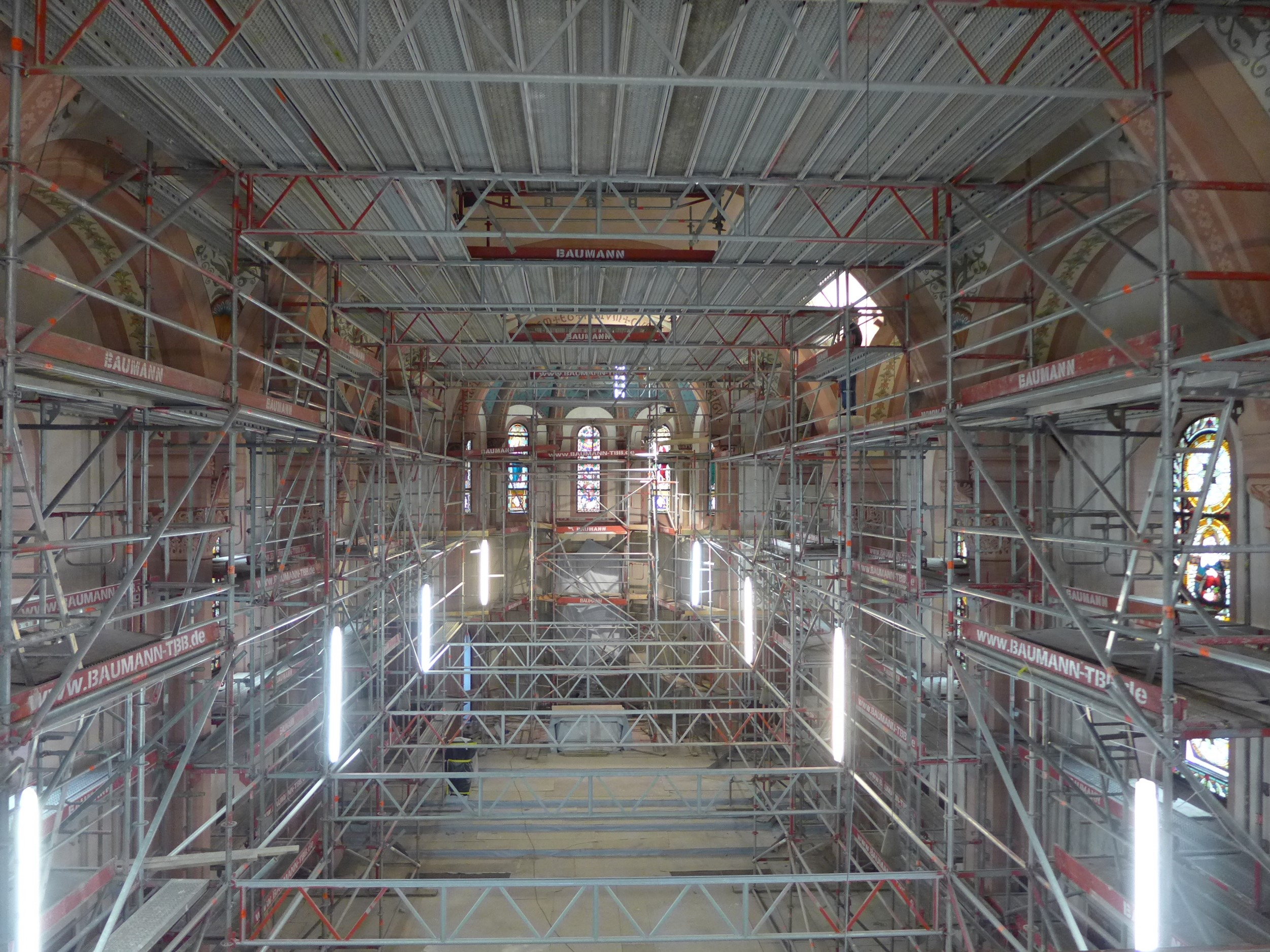
St. Venantiuskirche während der Restaurierung ab 2014, Blick von der Orgelempore ins Kirchenschiff
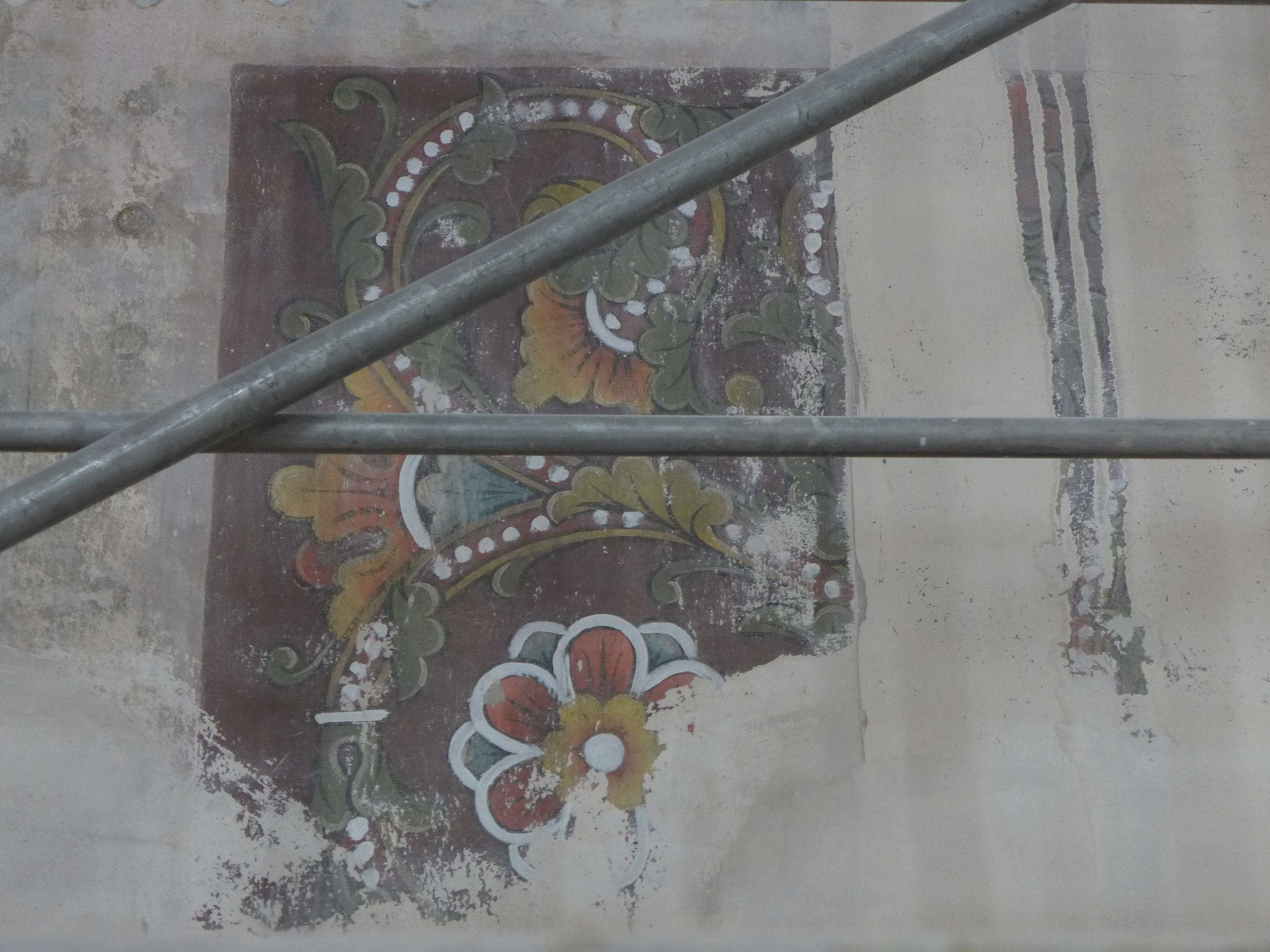
St. Venantiuskirche während der Restaurierung ab 2014, freigelegte Wandmalerei
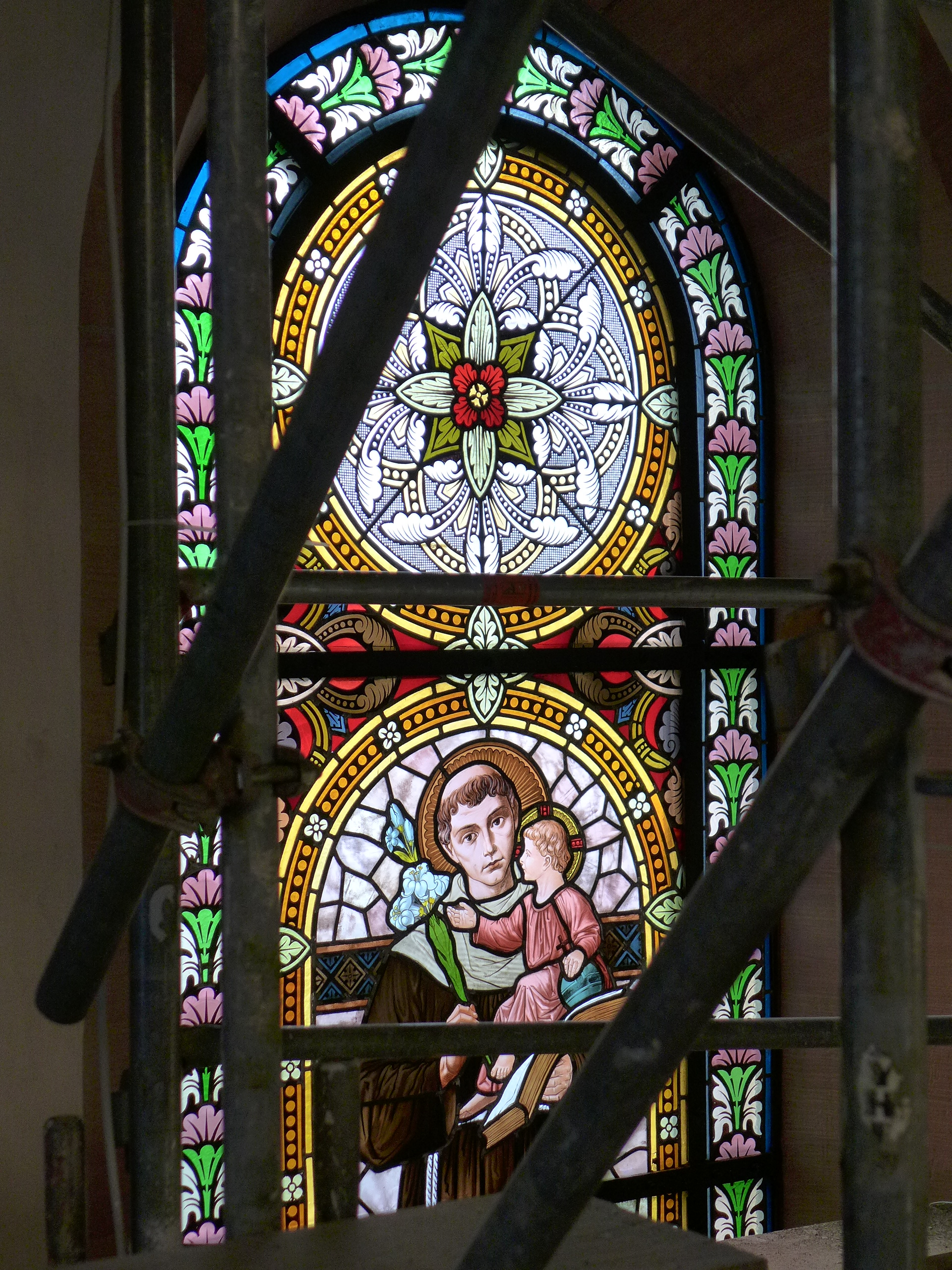
St. Venantiuskirche während der Restaurierung ab 2014, Kirchenfenster
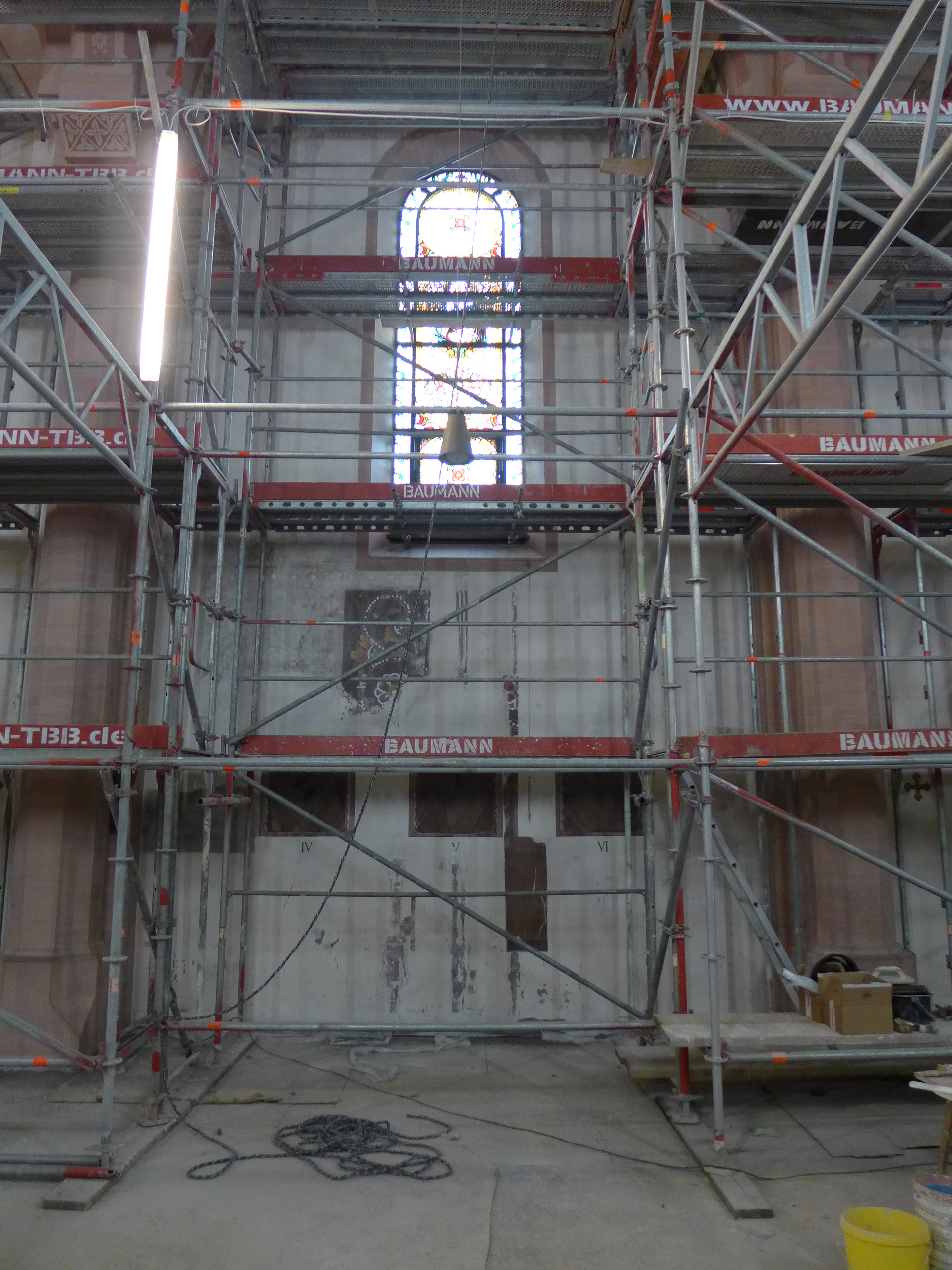
St. Venantiuskirche während der Restaurierung ab 2014, Innenwand
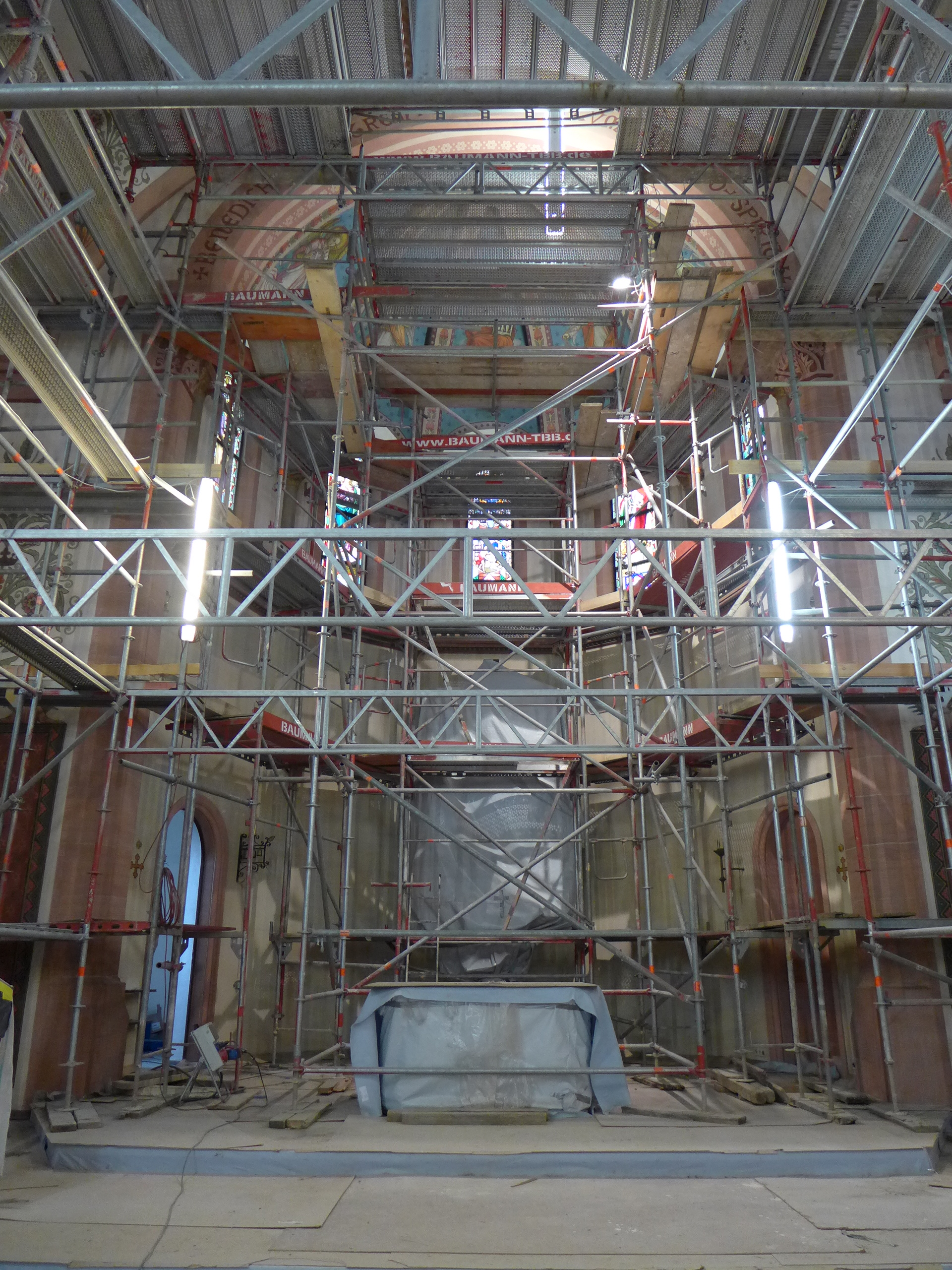
St. Venantiuskirche während der Restaurierung ab 2014, Apsis
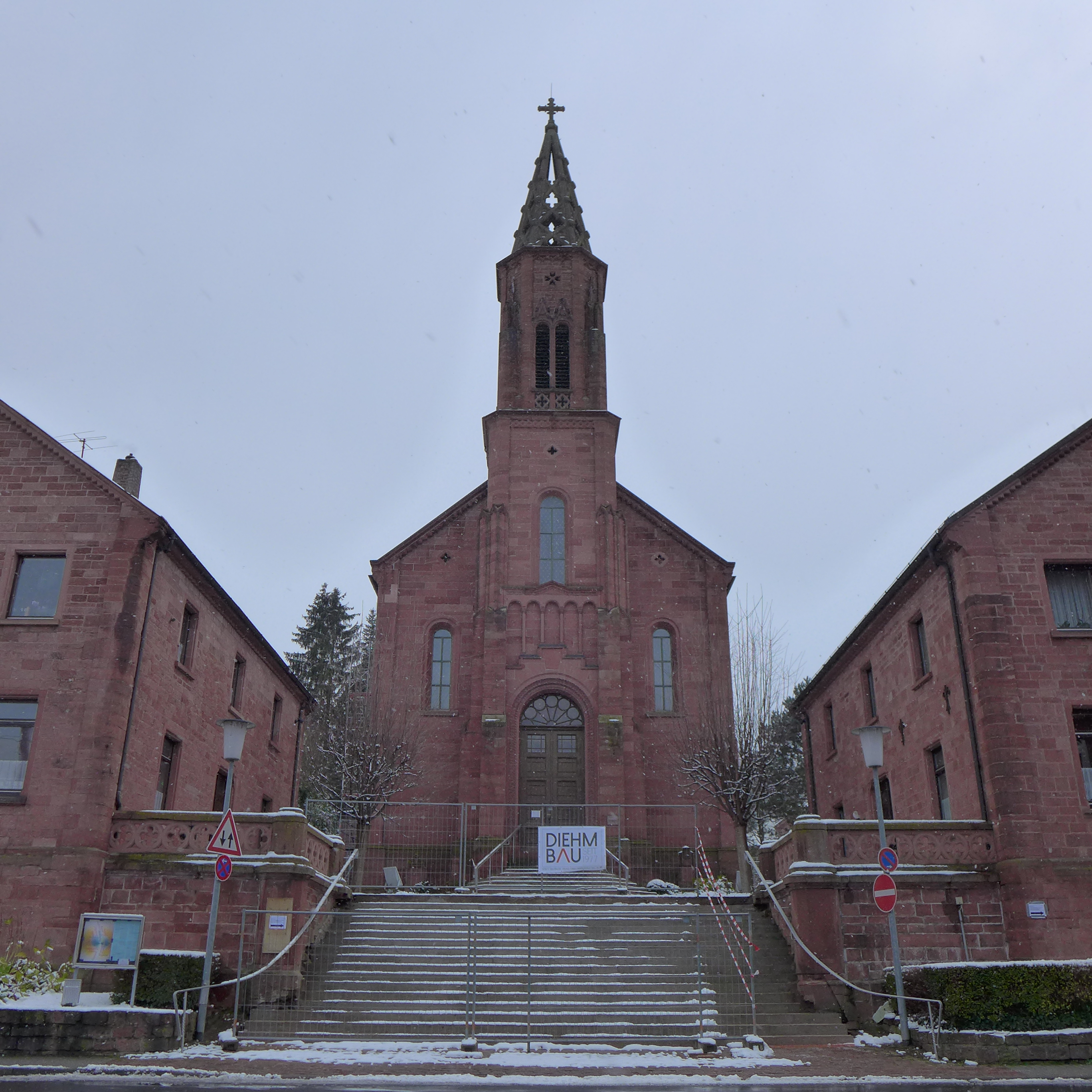
Bau der neuen Freitreppe vor der Kirche im Januar 2016

Die renovierte Kirche wurde am Pfingstsonntag, dem 15. Mai 2016, feierlich wiedereröffnet.

## Architektur der Kirche

### Architekt August Moosbrugger
Der aus Konstanz am Bodensee gebürtige August Moosbrugger (andere Schreibweise: ‚Mosbrugger‘, 1802–1858), der Architekt der Wertheimer St. Venantiuskirche, stammte aus einer Malerfamilie. Nach seinem Tod am 28. April 1858 in Wertheim wurde er neben dem Hauptportal der Venantiuskirche beigesetzt. Seit dem Jahr 1836 war er als Bezirksbaumeister in Wertheim tätig. Moosbruggers Lehrer an der Bauschule in Karlsruhe war der Architekt Friedrich Weinbrenner, sein Schaffen war jedoch von Heinrich Hübsch beeinflusst, der sich von Weinbrenners Klassizismus distanzierte.

### Geistiger Hintergrund
Hintergrund der architektonischen Gestaltung der Wertheimer Kirche St. Venantius war die Tatsache, dass zu Beginn des 19. Jahrhunderts die bis dahin annähernd kontinuierliche Stilentwicklung in der Architektur abgebrochen war. Politische Wirren wie die Französische Revolution und die kriegerische Herrschaft Napoleons sowie die sozioökonomischen Veränderungen durch die Industrialisierung beförderten die Idee des Nationalismus und die Rückbesinnung auf nationale Spezifika. Die Entdeckung der Baukunst des Mittelalters (besonders Romanik und Gotik) durch Kunstgeschichte und Denkmalpflege verband sich mit einem romantischen, sehnsuchtsvollen Gefühl nach der mittelalterlichen Epoche als einer Zeit, in der Kirche und Staat mächtig und würdevoll erschienen.
Der badische Architekt und Architekturtheoretiker Heinrich Hübsch hatte bereits im Jahr 1828 in seiner architekturtheoretischen Schrift „In welchem Style sollen wir bauen?“ mit der klassizistischen Baukunst des frühen 19. Jahrhunderts gebrochen. Zwar war sich Hübsch, als er die Frage „In welchem Style sollen wir bauen?“ stellte, sicher, dass der moderne Rundbogenstil die Option schlechthin sei. Trotzdem fasst seine Frage das Problem eindeutig in Worte, das mit dem 19. Jahrhundert erstmals in der Kunstgeschichte auftrat.
In dem Augenblick, da die Frage gestellt wurde, erhielt sie einen immer weiteren Inhalt, und es wurde immer schwieriger sie eindeutig zu beantworten. Die Epoche des Historismus, der den Klassizismus des frühen 19. Jahrhunderts als kalt und dürftig bewertete, machte Anleihen bei allen Epochen der abendländischen Kunst und bediente sich, umso älter das Jahrhundert wurde, einer immer üppigeren Formensprache. Auch empfand man, dass sich der Klassizismus nur wenig zum Bau christlicher Kirchen eigne, denn zum einen war er vom Ursprung her heidnisch und zum anderen bot der Bautyp des antiken Peripteros-Tempels wenig Möglichkeiten der Variation. Eine weitere Schwierigkeit war, den für christliche Gottesdienste erforderlichen Glockenturm einem klassischen antiken Architekturschema zuzuordnen.
Auf der Suche nach neuen Architekturformen für den Sakralbau stieß man zunächst auf die romanische Baukunst. So ließ sich Leo von Klenze in den Jahren 1826–1837 beim Bau der Allerheiligen-Hofkirche von der Cappella Palatina in Palermo inspirieren. Auch Friedrich von Gärtner orientierte sich beim Bau der katholischen Pfarr- und Universitätskirche St. Ludwig in München in den Jahren zwischen 1829 und 1844 an romanischen Vorbildern in Italien. Die Anknüpfung an gotische Formen, wie sie von den britischen Inseln herüberkamen, in der Folgezeit des sogenannten romantischen Historismus, begründete man zunehmend theologisch. Die nach oben, in die himmlischen Sphären verweisende Gotik schien in noch stärkerem Maße christlicher Frömmigkeit Gestalt zu verleihen.
So verbinden sich im Wertheimer Kirchenbau romanische und gotische Formen mit Böhmischen Kappengewölben. Die Kirche wurde weitgehend in einem romanisierenden Rundbogenstil errichtet. Der Turm nimmt mit seinem aufwendig durchbrochenen Maßwerkhelm Formen der Gotik auf. In der näheren Umgebung Wertheims entwarf Moosbrugger die Kirche in Werbach in ähnlichen Architekturformen. Auch hier erkennt man den Einfluss von Heinrich Hübsch auf die Arbeiten Moosbruggers.

### Äußeres der Kirche
Die in rotem Mainsandstein errichtete Wertheimer St. Venantius-Kirche ist dem Bautypus einer Saalkirche zuzuordnen. Hinter der Apsis befindet sich in der Längsachse der Kirche der Anbau der Paramentenkammer und der Sakristei. Die Turmfront ist reich gegliedert. Der hohe, schlanke Turm tritt mittig aus der Fassade hervor. Über dem Rundbogenportal erhebt sich eine rundbogige Blendakarde, die den hohen Turm gliedert. Der von einer durchbrochenen Pyramide bekrönte Turm ist auf Fernsicht ausgelegt. Schul- und Pfarrhaus bilden zwei nach vorne springende Flügel rechts und links neben der Kirche. Diese liegt nach hinten versetzt. Dadurch wird ein gelungener Hofraum gebildet. Die Seitenwände des Kirchenbaues sind schlicht gestaltet und nur durch Strebepfeiler und Rundbogenfenster gegliedert. Unter der Dachtraufe befindet sich als Schmuckform ein „deutsches Band“, ein Fries aus übereckgelegtem Schmucksteinen, deren vordere Kante in der Mauerfläche liegen.

### Inneres der Kirche
Die inneren Maße der Kirche betragen:
- höchste Gewölbehöhe: 12,90 m
- Interkolumnium der Wandarkaden: 5,25 m
- innere Breite des Kirchenschiffes: 11,90 m
- Tiefe der Apsis 4,30 m
- Breite der Apsis: 7 m
- Länge des Kirchenschiffes vom Emporenportal bis zu den Seitenaltären: 27,30 m
- Länge des Kirchenschiffes vom Emporenportal bis zur Apsisachse: 31,60 m

Bei 19 Bankreihen à zwölf Sitzplätze (je sechs links und rechts vom Mittelgang) verfügt die Kirche über 228 Sitzplätze für Kirchenbesucher. Dazu kommen Plätze auf der Empore.

Gemälde in den Böhmischen Kappen
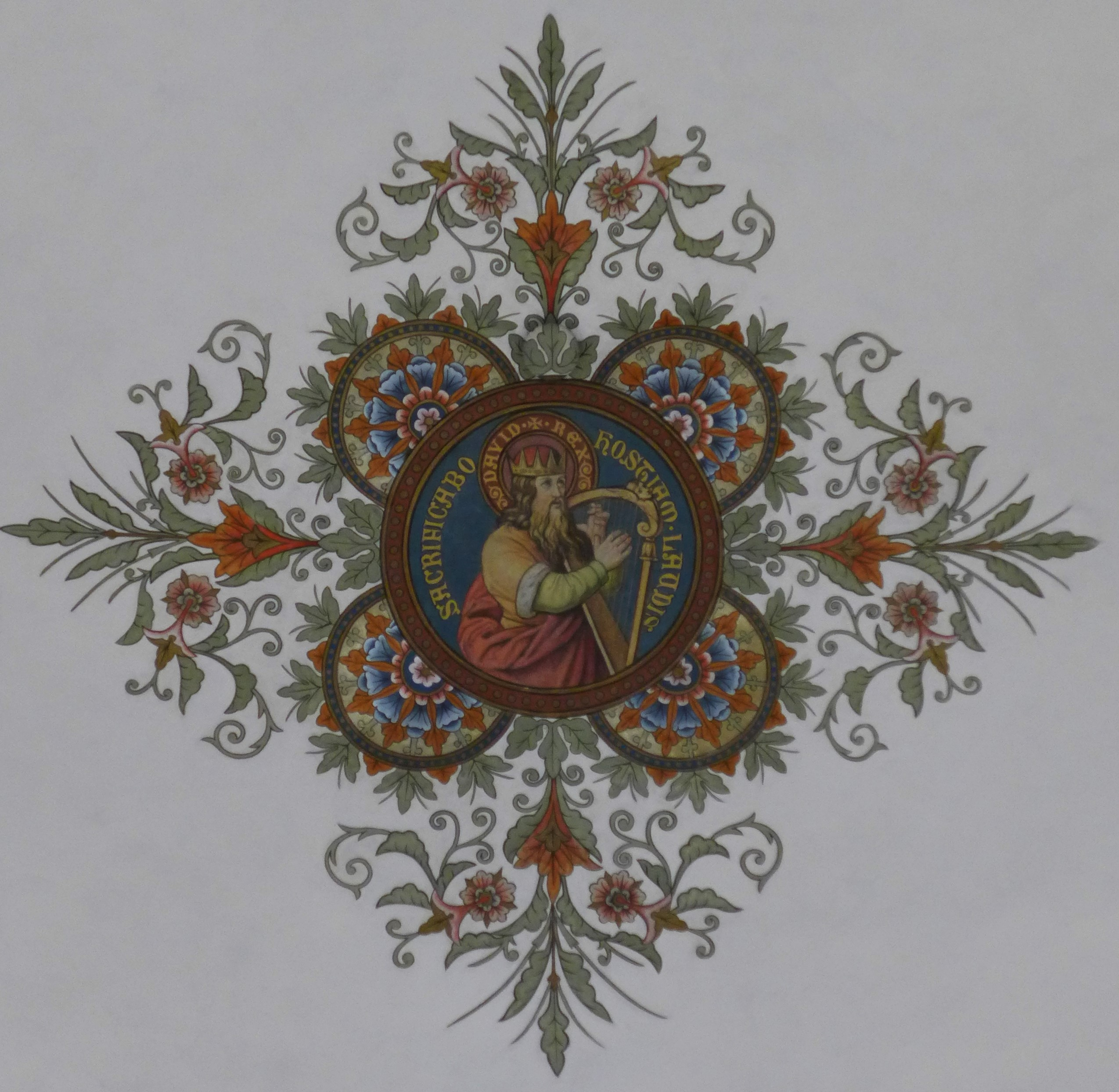
Deckengemälde, Inschrift: David Rex, Sacrificabo hostiam laudis (dt.: König David, Ich will Dir ein Dankopfer bringen, Psalm 116,17)
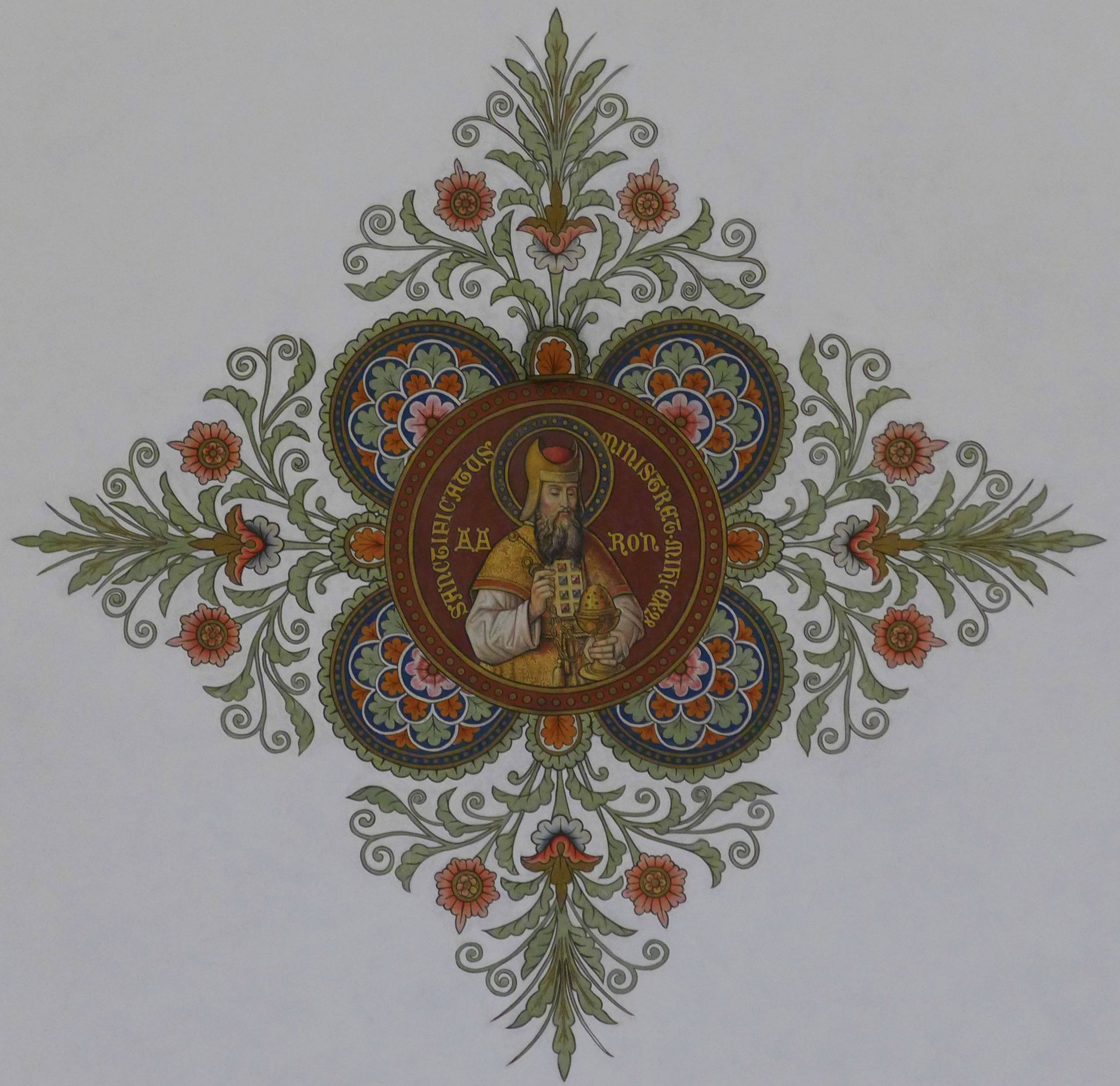
Deckengemälde, Inschrift: Aaron, sanctificatus ministret mihi, Ex 28 (dt.: Aaron, Damit er geheiligt sei und mir als Priester dient, Exodus 28, 3)
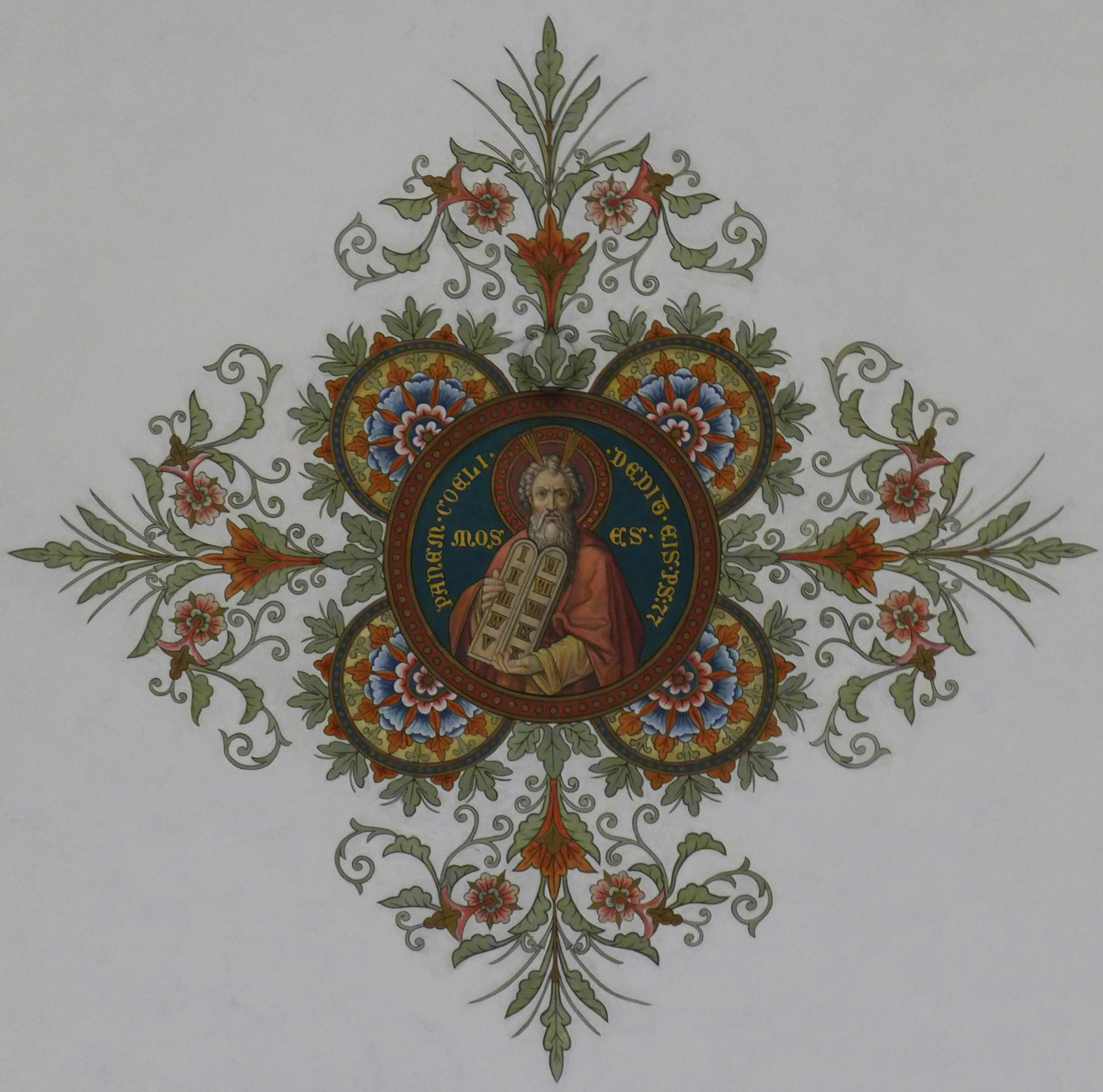
Deckengemälde, Inschrift: Moses, Panem coeli dedit eis, Ps 77 (dt.: Moses, Er gab ihnen Brot vom Himmel, Psalm 78, 24)
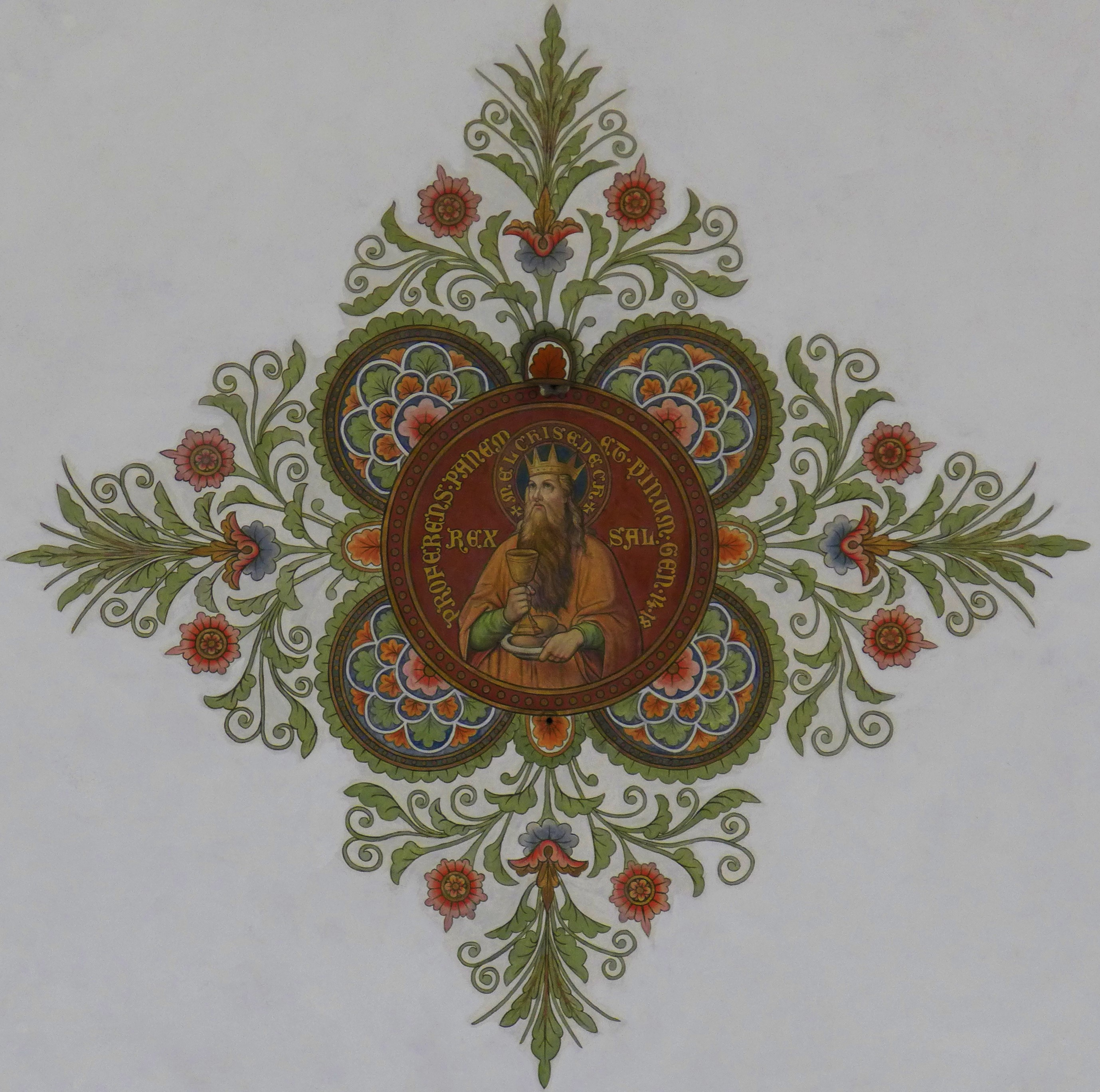
Deckengemälde, Inschrift: Melchisedech, Rex Sal., Proferens panem et vinum, Gen, 14, 18 (dt.: Melchisedek, König Salomon, Er brachte Brot und Wein heraus, Genesis 14, 18)

Der Kirchenraum ist mit Hängekuppeln, sogenannten "Böhmischen Kappen", überwölbt. Diese Gewölbeausbildung gleicht dem Kuppelgewölbe. Sie unterscheiden sich jedoch darin, dass bei der Böhmischen Kappe der Grundkreis außerhalb des zu überwölbenden rechteckigen oder quadratischen Raumes liegt. Somit ergeben sich Wandbögen in Segmentbogenform. Die Kuppeln zeigen ausgehend vom Hauptportal in Richtung Apsis Deckengemälde mit den Darstellungen von König David mit der Harfe, Aaron in priesterlichen Gewändern, Mose mit den Gesetzestafeln sowie den Priesterkönig Melchisedek
bzw. den König Salomo mit Kelch und Patene jeweils in Rundmedaillons umgeben von Vierpässen und floralen Rahmen. Auch die Zwickel der Kappen sind mit floralen Ornamenten geschmückt.
Die Pfeiler stehen als Vorlage direkt an der Innenwand. Die heutige historistische Verglasung wurde erst im Jahr 1866 entworfen und eingebaut. Die linke Fensterreihe zeigt ausgehend vom Hauptportal in Richtung Apsis den hl. Antonius von Padua mit dem Jesuskind, den hl. Karl Borromäus, den hl. Aloisius von Gonzaga und den hl. Sebastian.

Fenster im Kirchenschiff, links
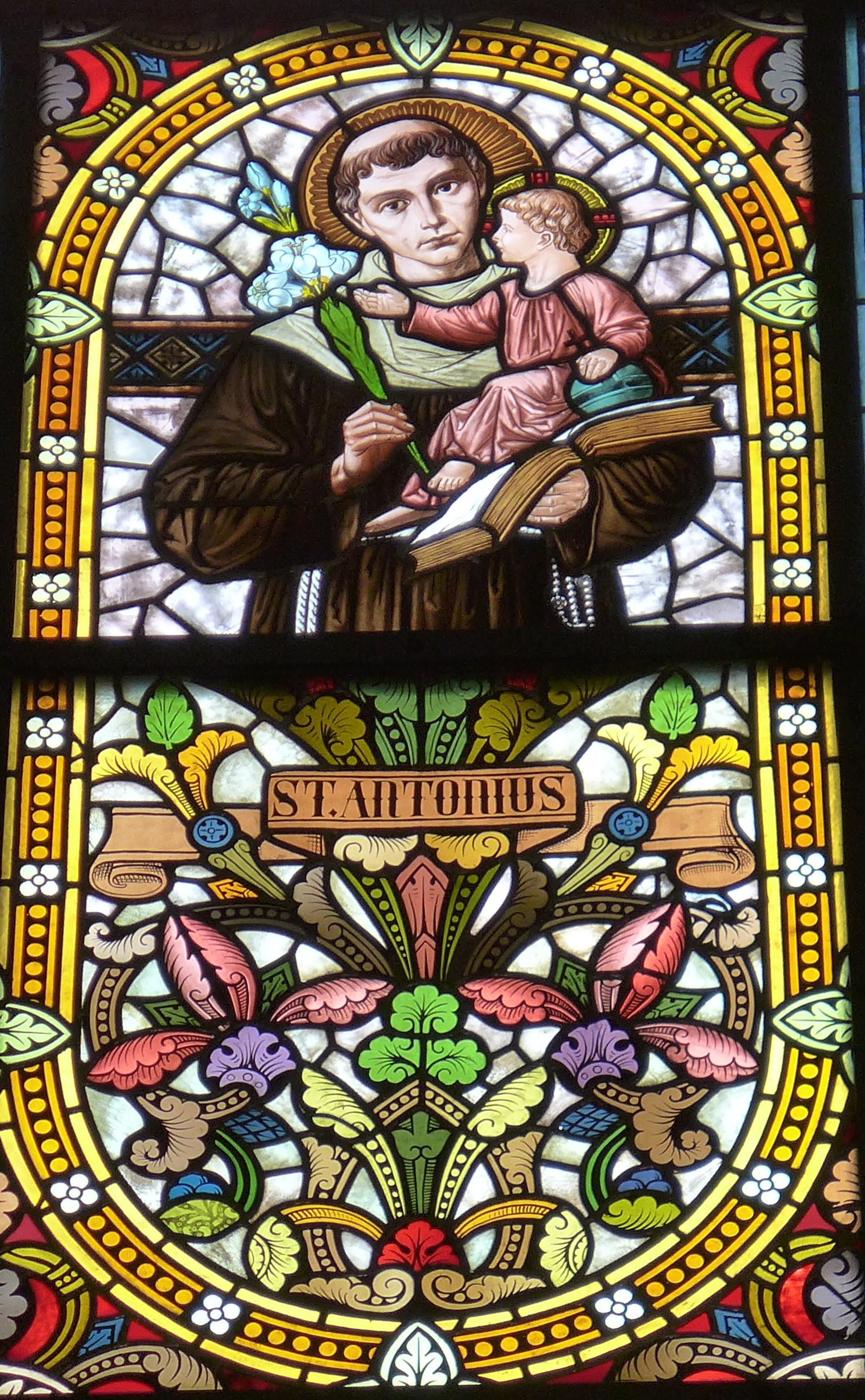
Kirchenschifffenster „Hl. Antonius von Padua“
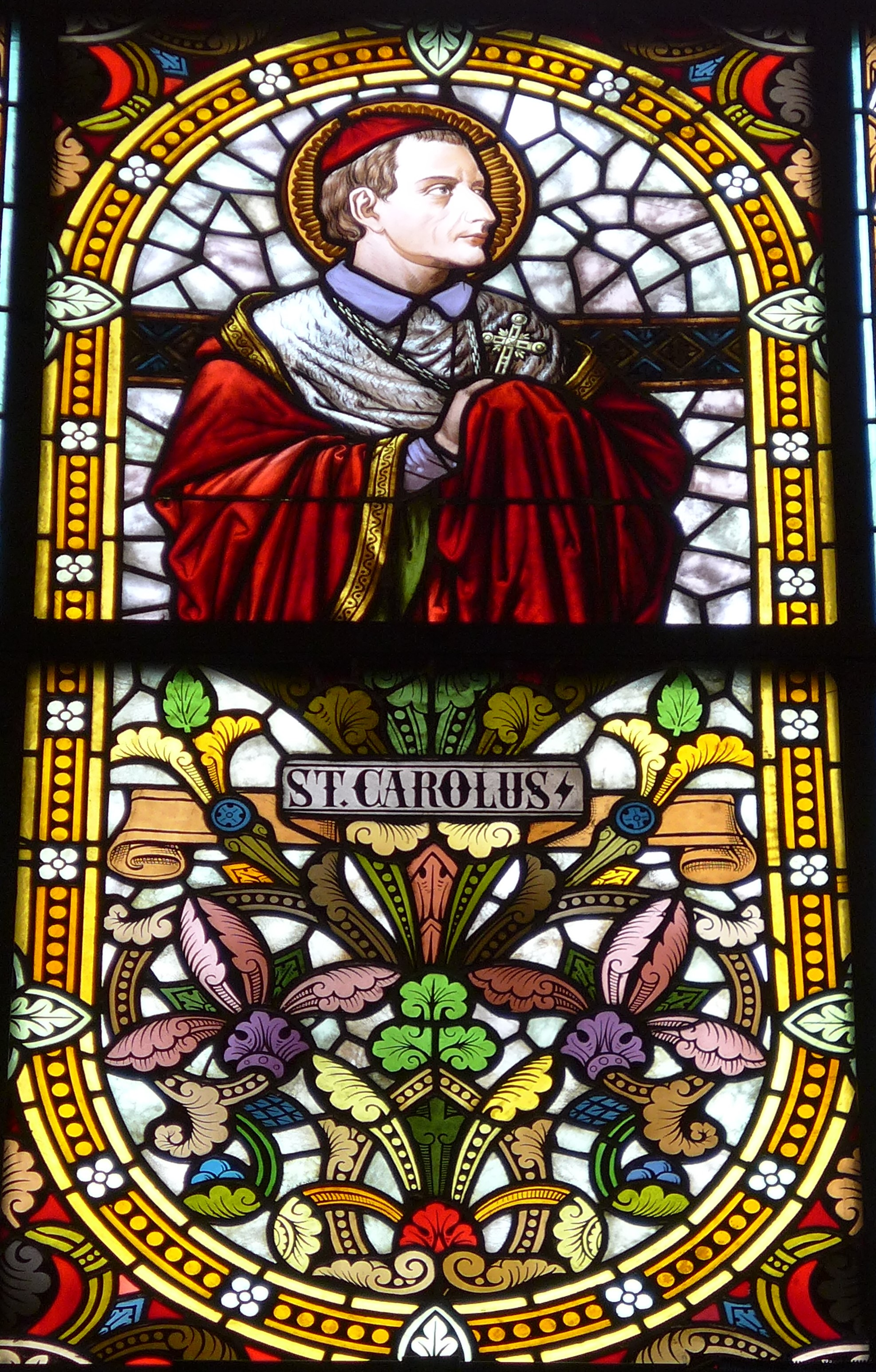
Kirchenschifffenster „Hl. Karl Borromäus“
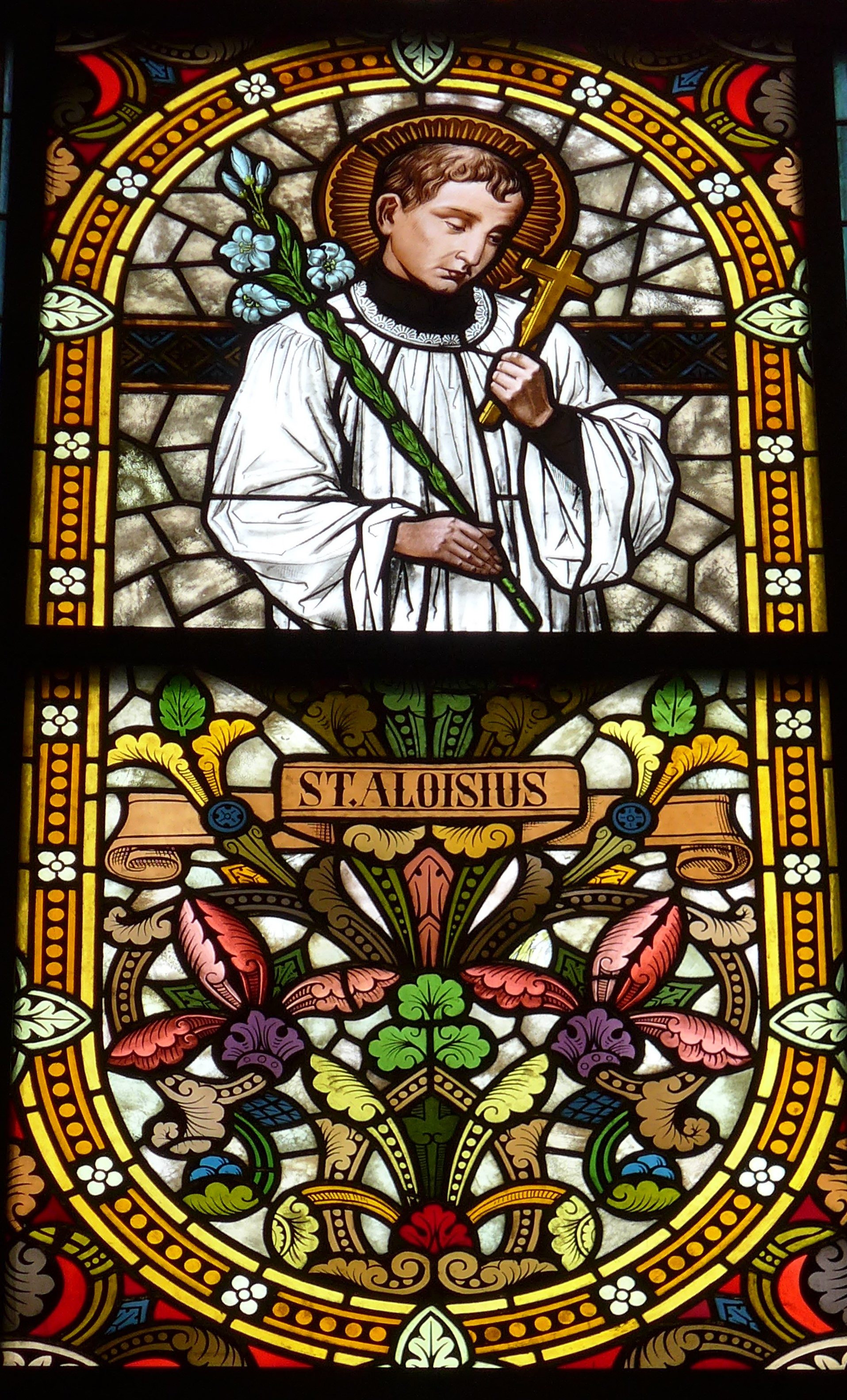
Kirchenschifffenster „Hl. Aloisius von Gonzaga“
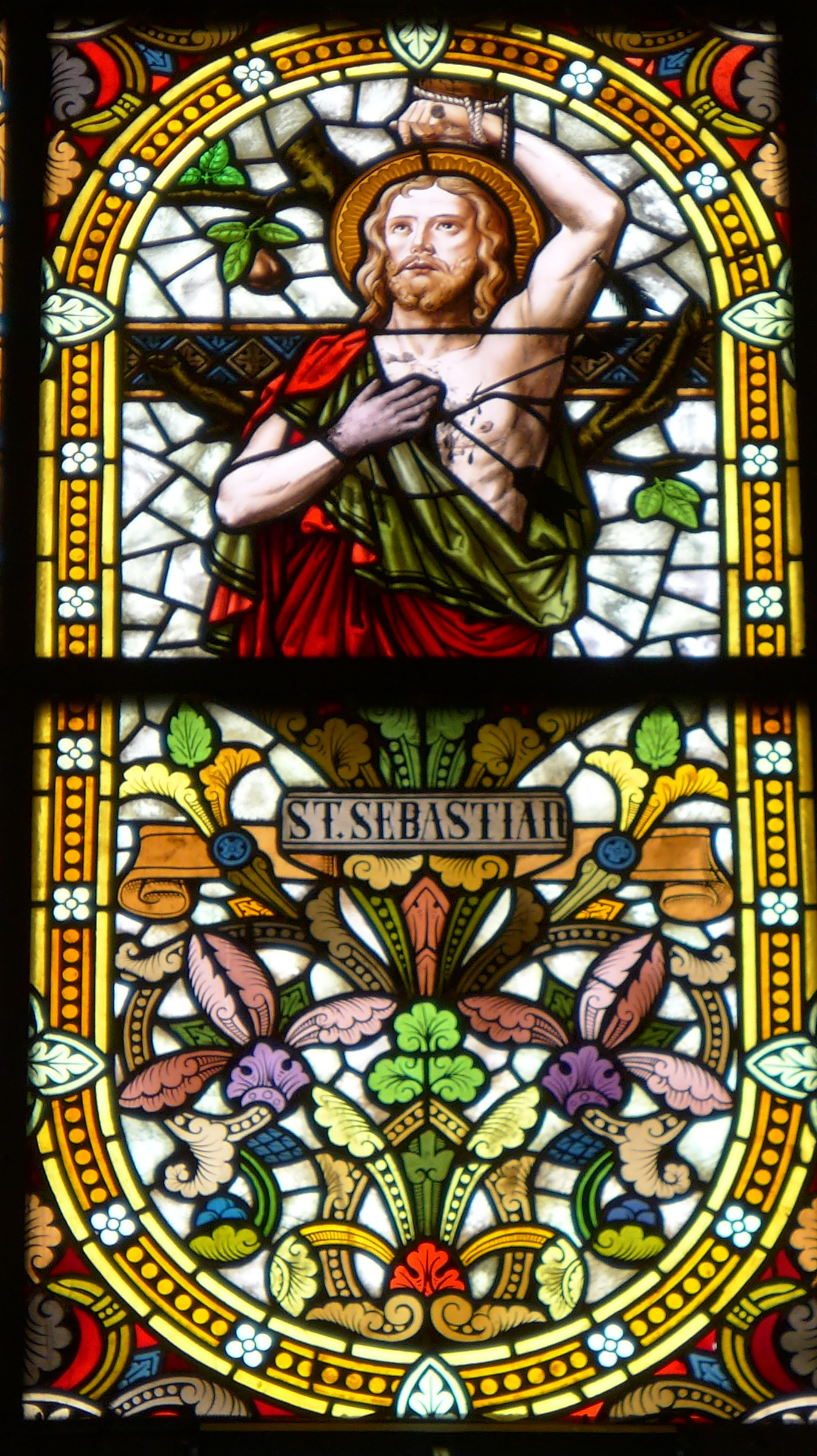
Kirchenschifffenster „Hl. Sebastian“

Die rechte Fensterreihe zeigt ausgehend vom Hauptportal in Richtung Apsis die hl. Notburga von Rattenberg, die hl. Elisabeth von Thüringen, die hl. Agnes von Rom und die hl. Teresa von Ávila.

Fenster im Kirchenschiff, rechts
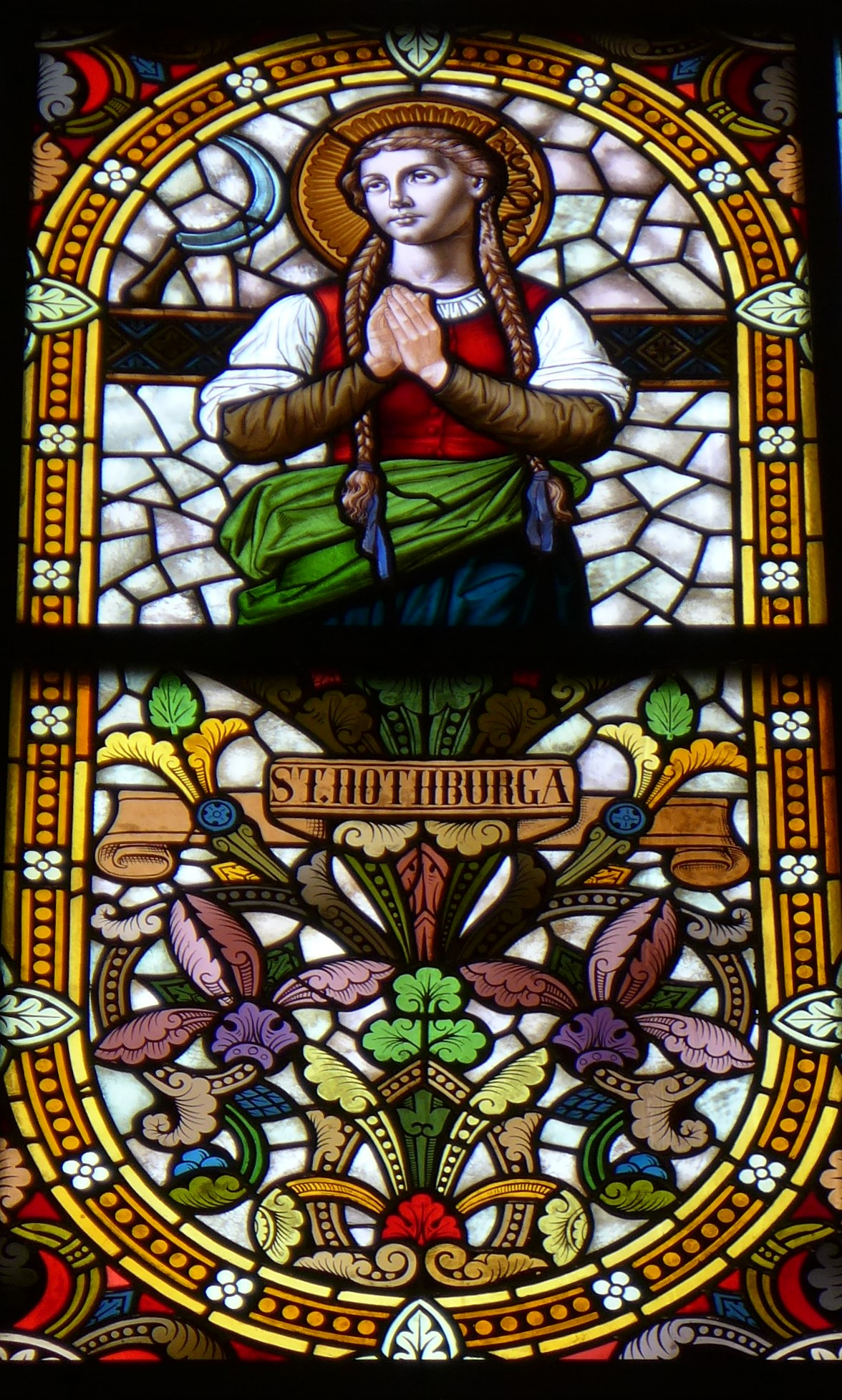
Kirchenschifffenster „Hl. Notburga von Rattenberg“
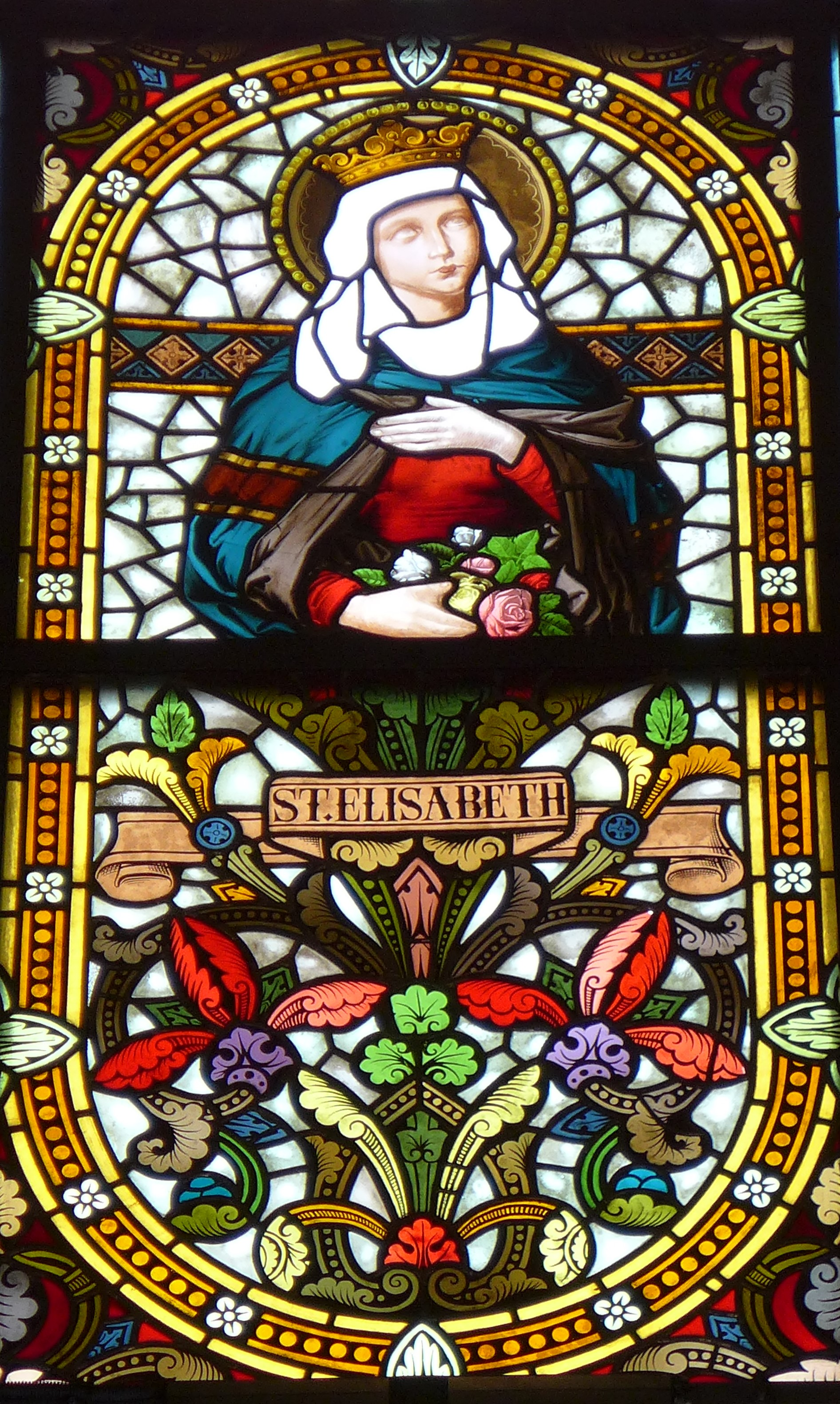
Kirchenschifffenster „Hl. Elisabeth von Thüringen“
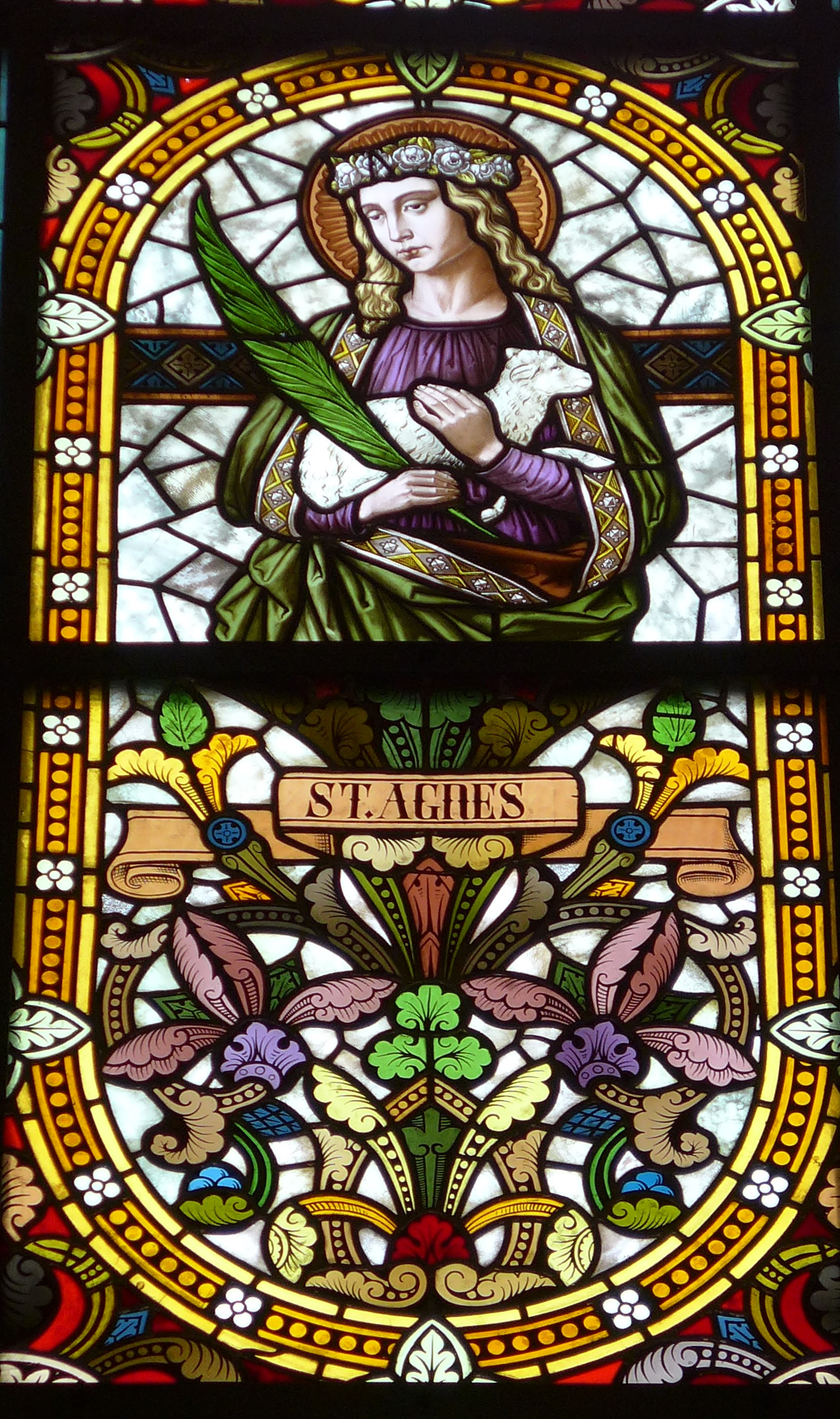
Kirchenschifffenster „Hl. Agnes von Rom“
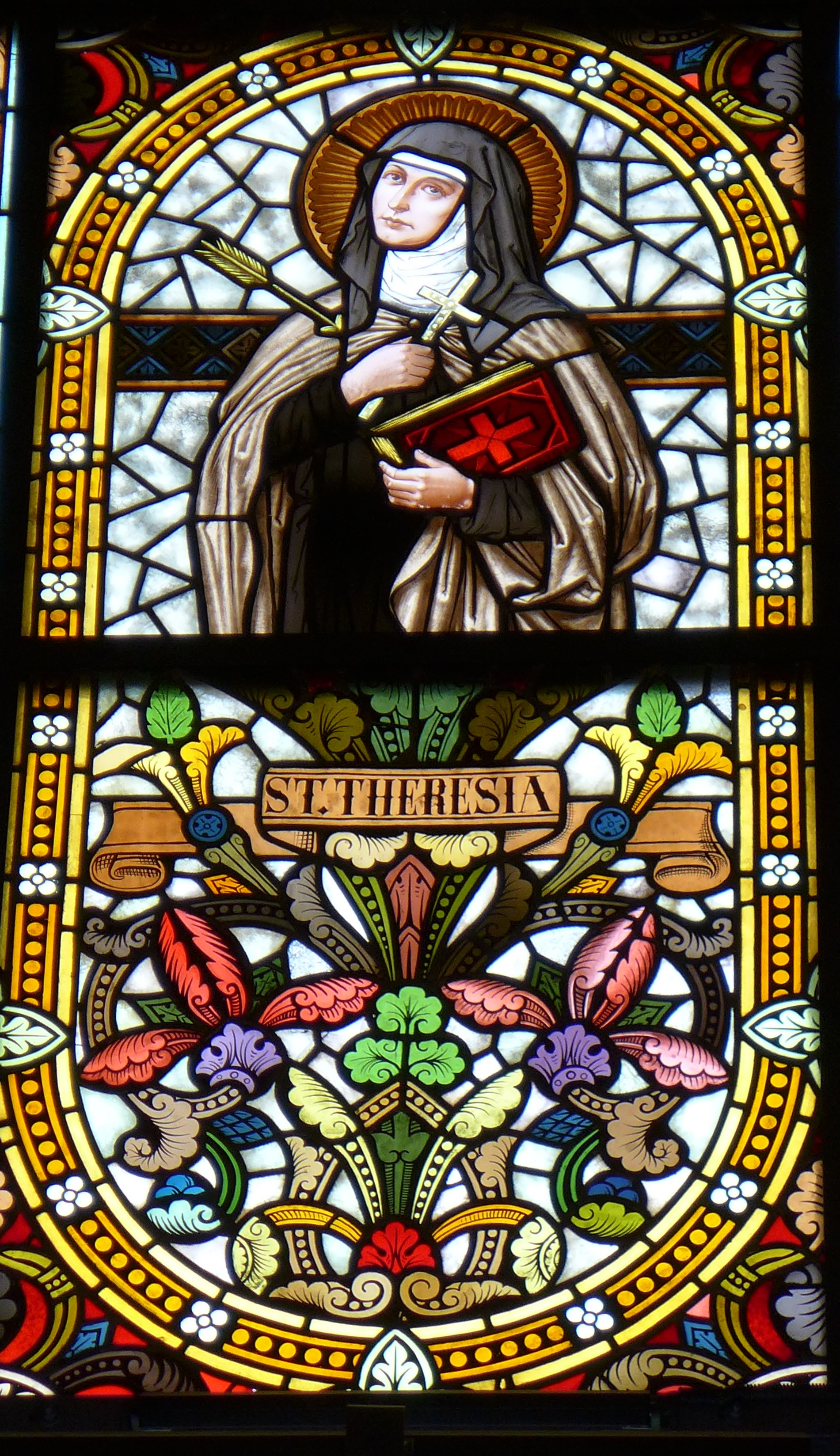
Kirchenschifffenster „Hl. Theresia von Avila“

Die fünfteilige Fensterreihe in der Apsis zeigt von links nach rechts den hl. Josef von Nazaret, die Jungfrau und Gottesmutter Maria als Unbefleckt Empfangene sowie das moderne Zentralfenster mit den Darstellungen der Auferstehung Jesu Christi, der Erscheinung Jesu vor dem ungläubigen Thomas und des Pfingstereignisses. Die Fensterreihe endet mit der Darstellung des Kirchenpatrons St. Venantius von Camerino und der Darstellung Johannes des Täufers.

Fenster in der Apsis
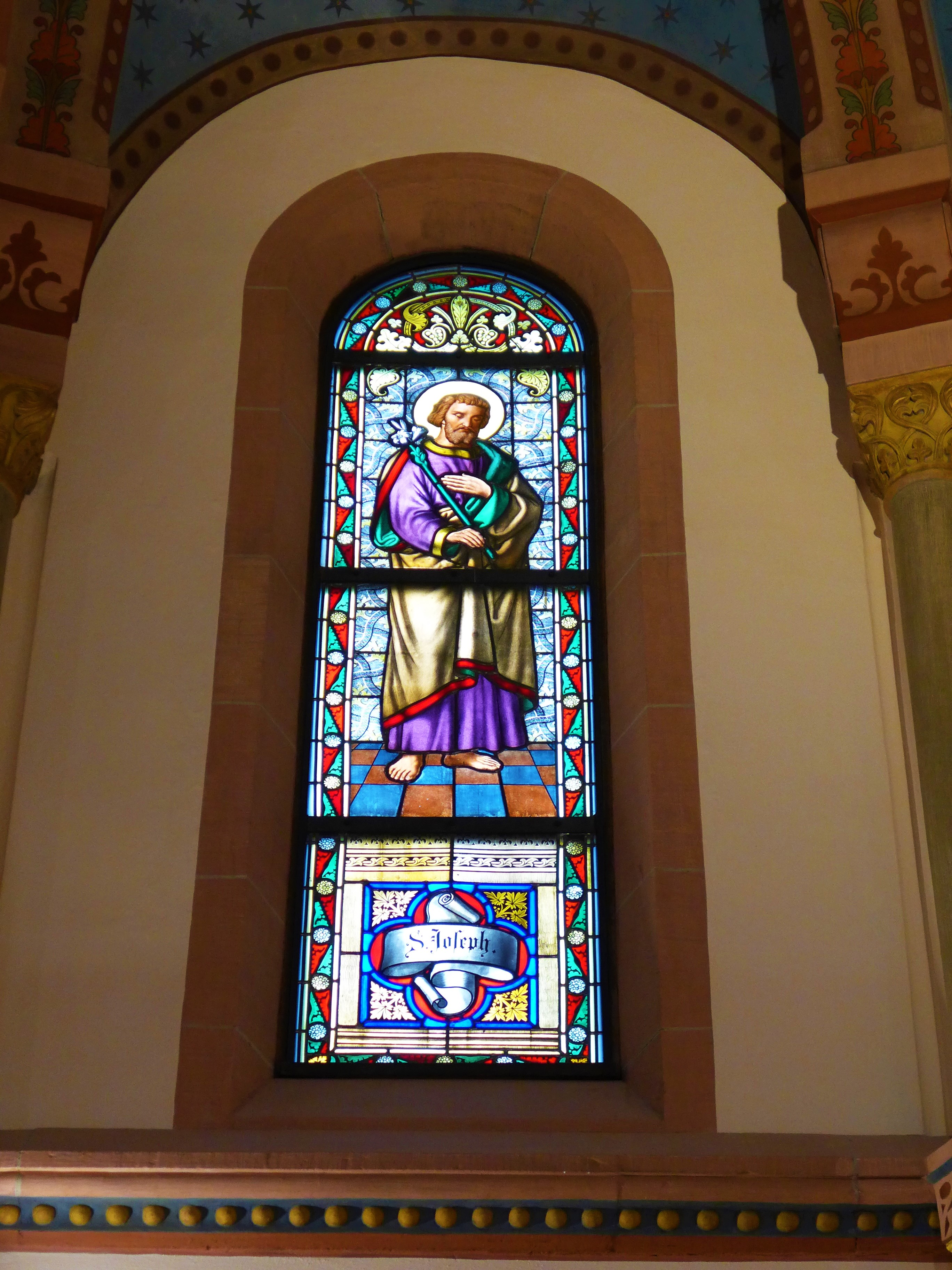
Apsisfenster „Hl. Josef“
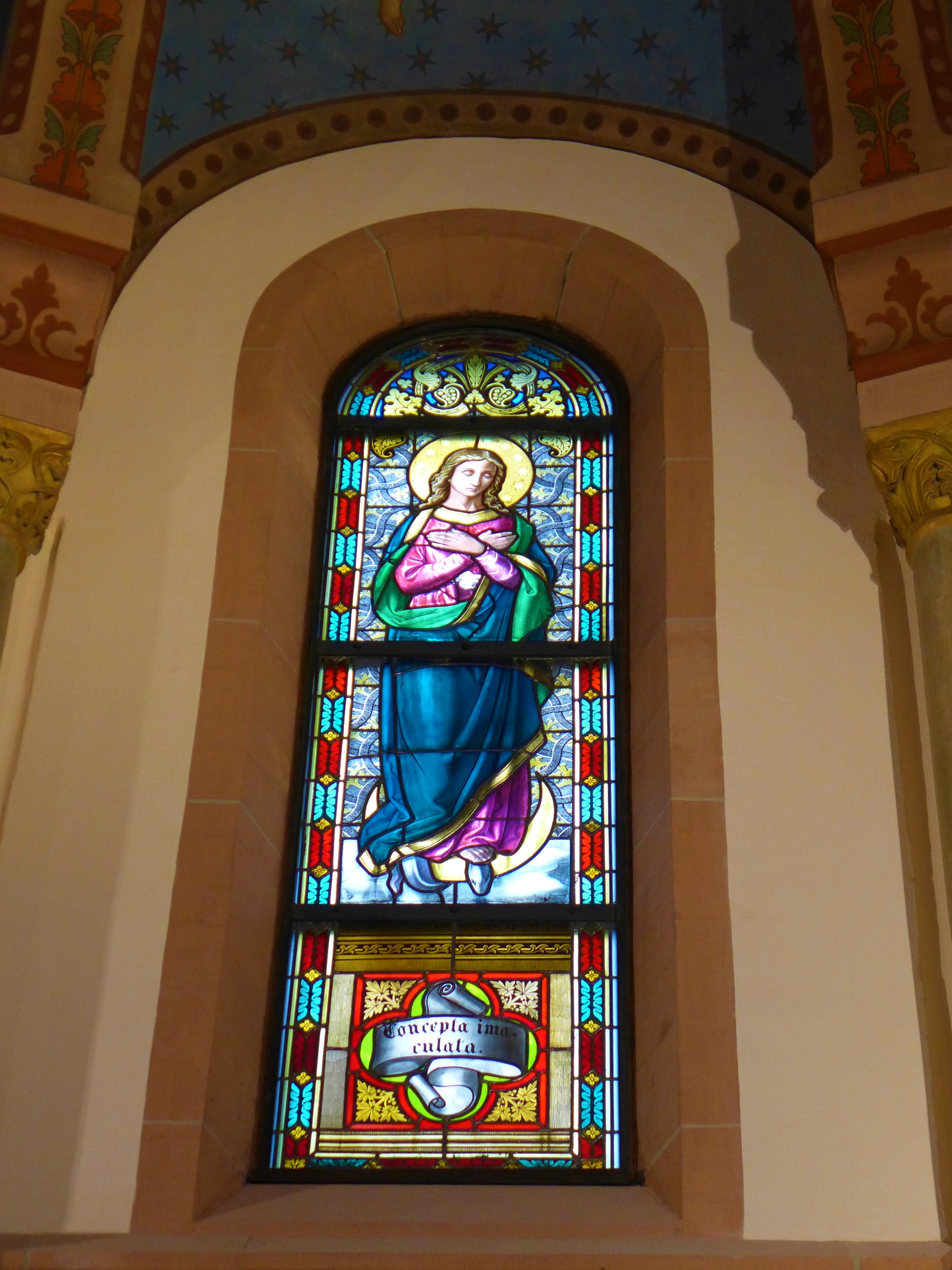
Apsisfenster „Unbefleckt Empfangene“
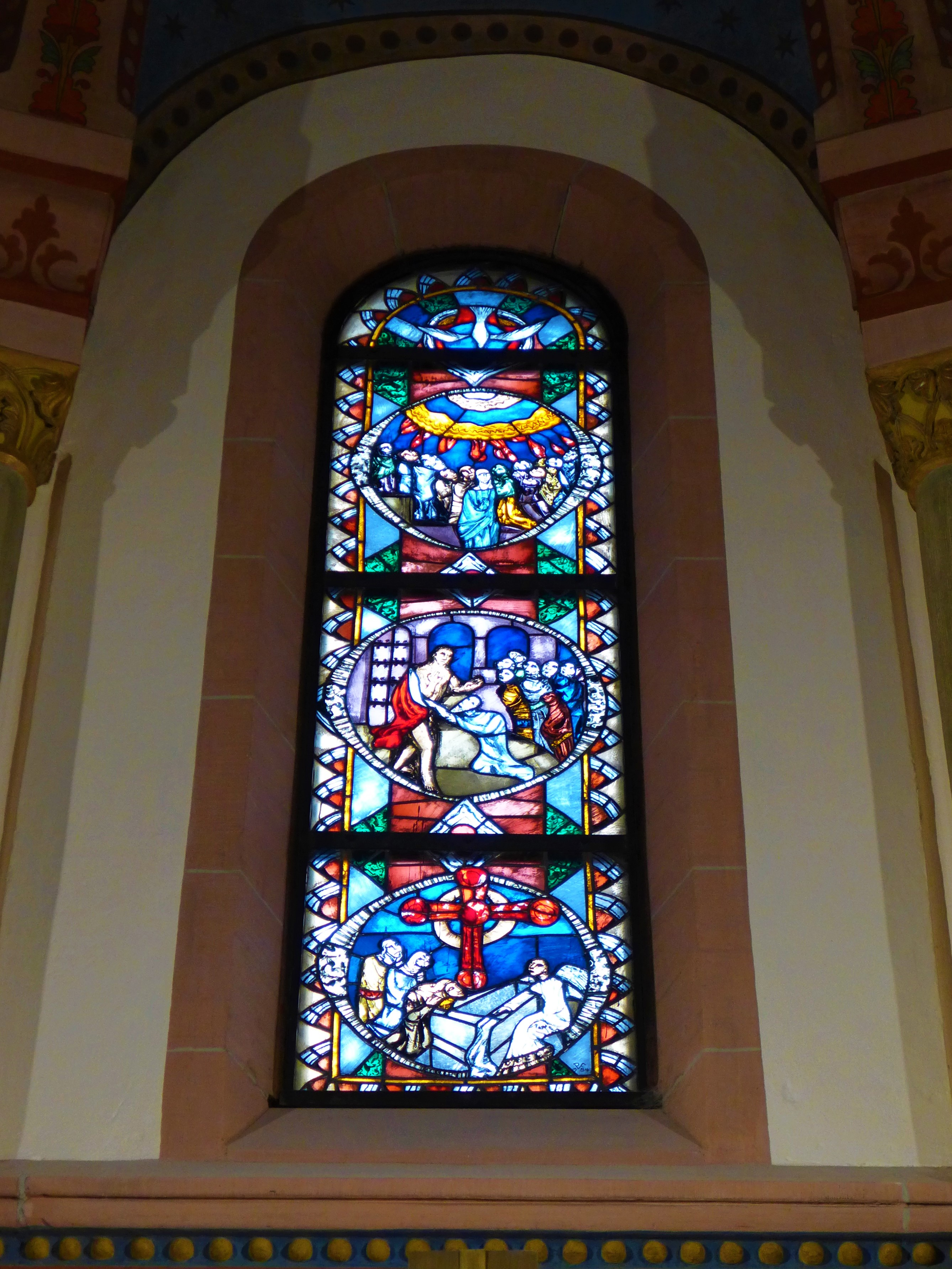
Apsis-Achsfenster
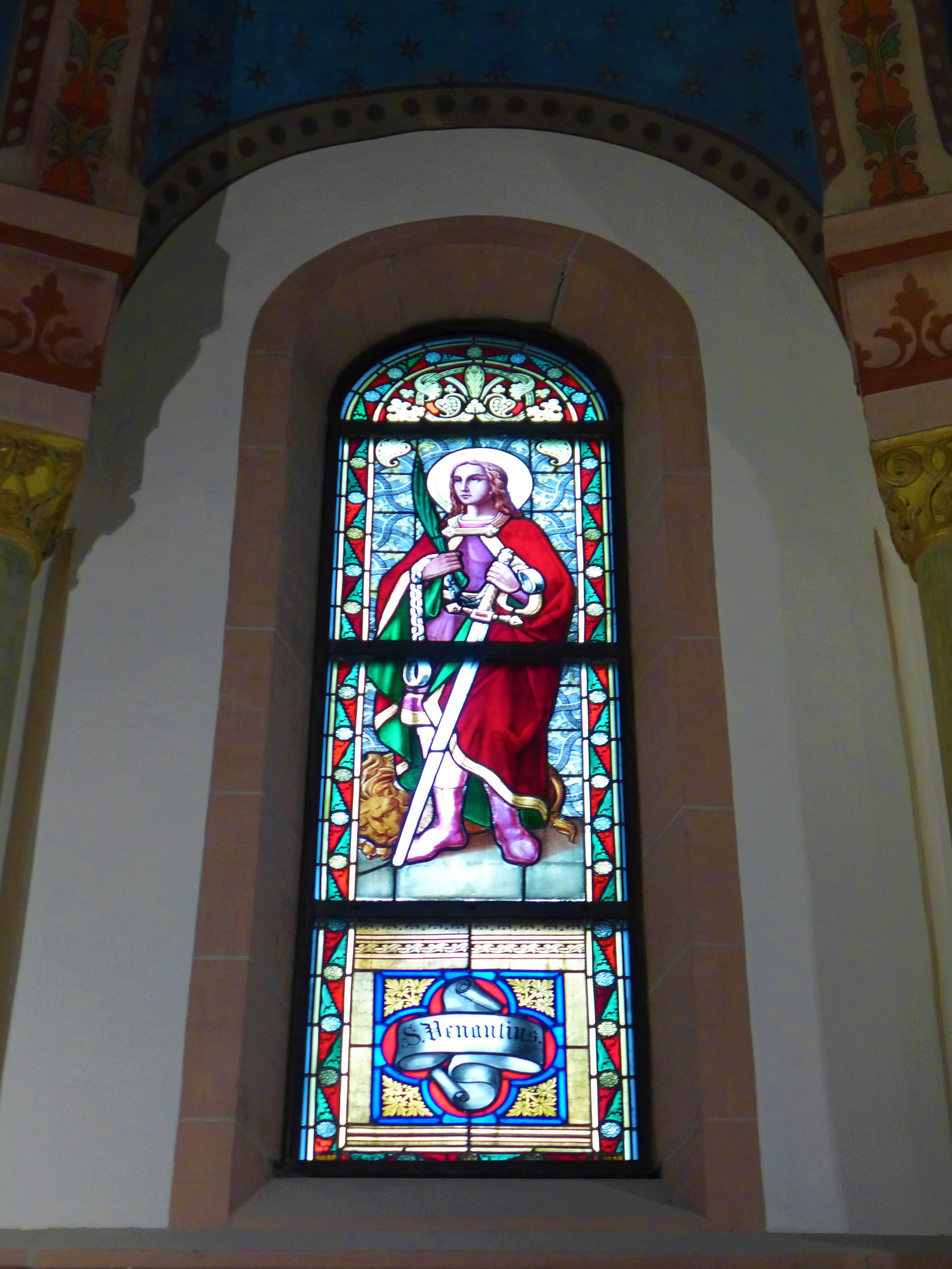
Apsisfenster „Hl. Venantius“
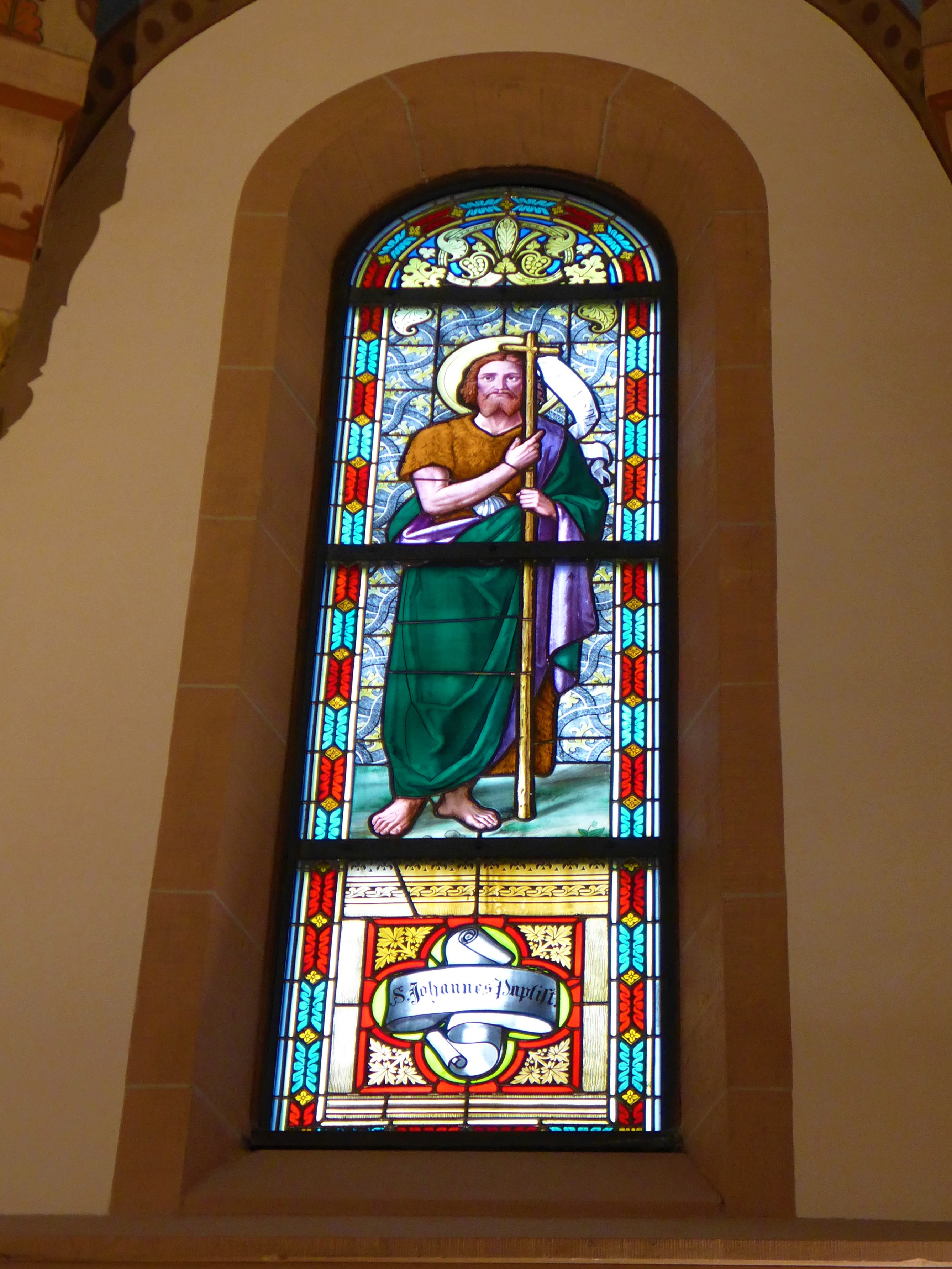
Apsisfenster „Hl. Johannes der Täufer“

In einer Nische rechts neben dem Turmportal befindet sich eine Lourdesgrotte, die an die Marienerscheinungen vom 11. Februar bis zum 16. Juli 1858 erinnert, die der damals vierzehnjährigen Bernadette Soubirous an der Grotte von Massabielle beim Fluss Gave de Pau zuteilgeworden sein sollen.
Die in sandsteinimitierendem Stuck gearbeiteten Kreuzwegstationen der 1960er Jahre sind im Laufe der Ende des Jahres 2014 begonnenen und an Pfingsten 2016 beendeten Renovierung der Kirche mit den ursprünglichen historistischen Kreuzwegstationen, die auf Metallblech gemalt wurden, verhängt worden.

Historistische Kreuzwegstationen
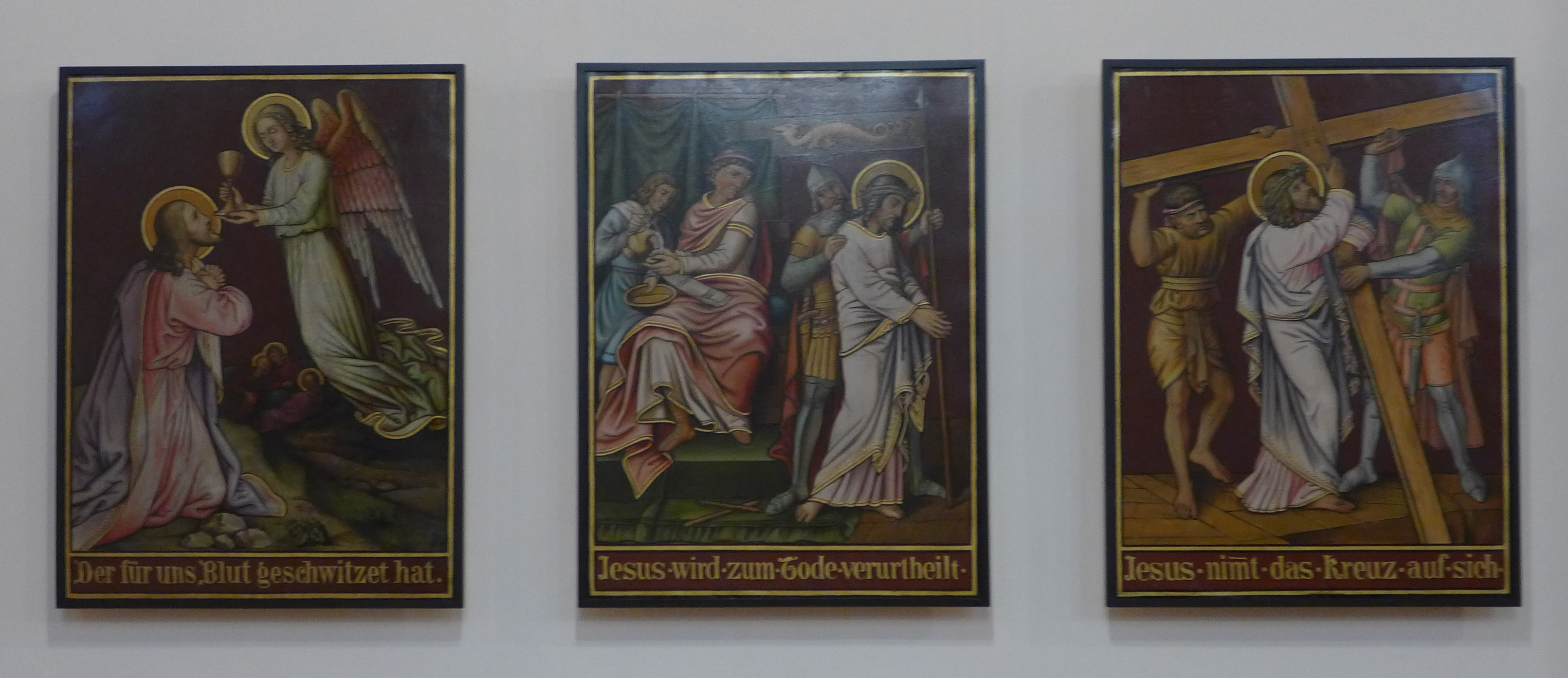
Kreuzwegstationen 1-2, Jesus schwitzt Blut im Garten Getsemani
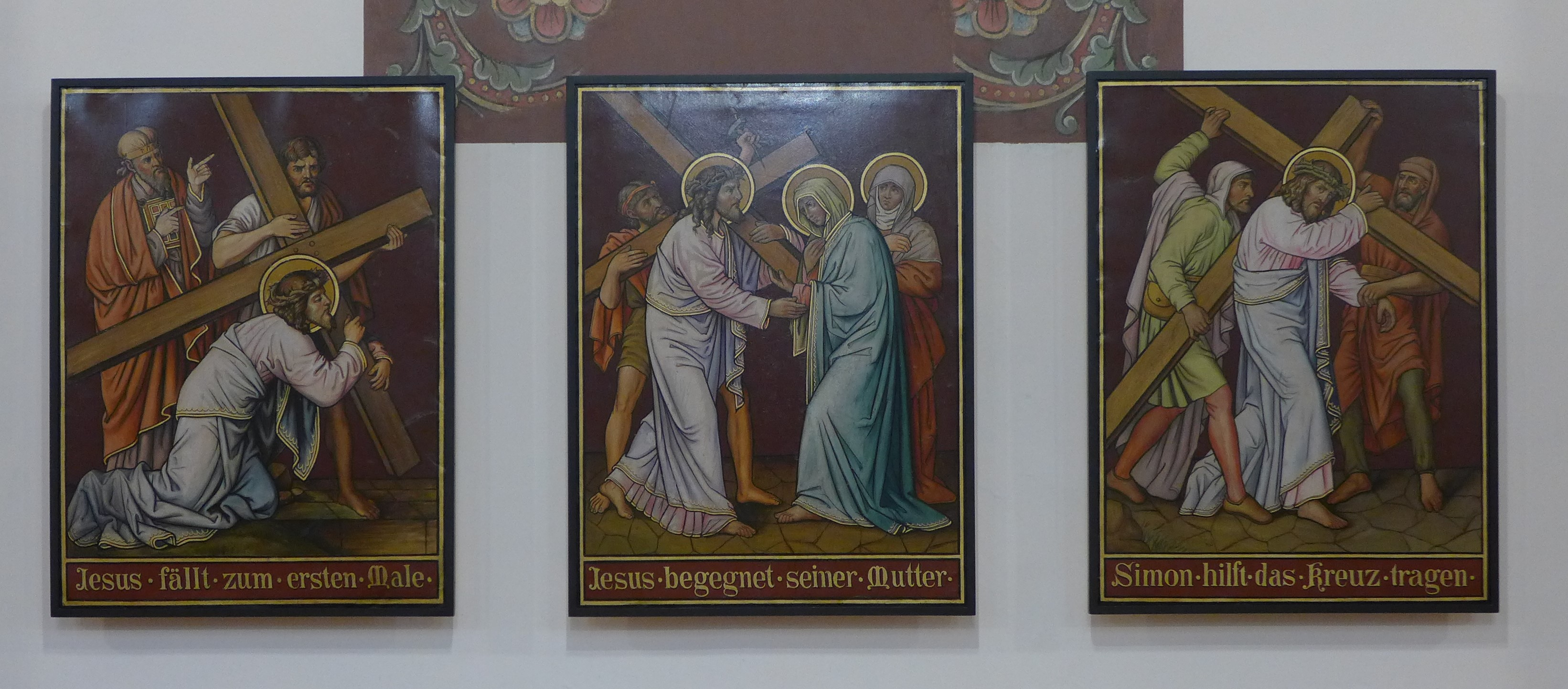
Kreuzwegstationen 3-5
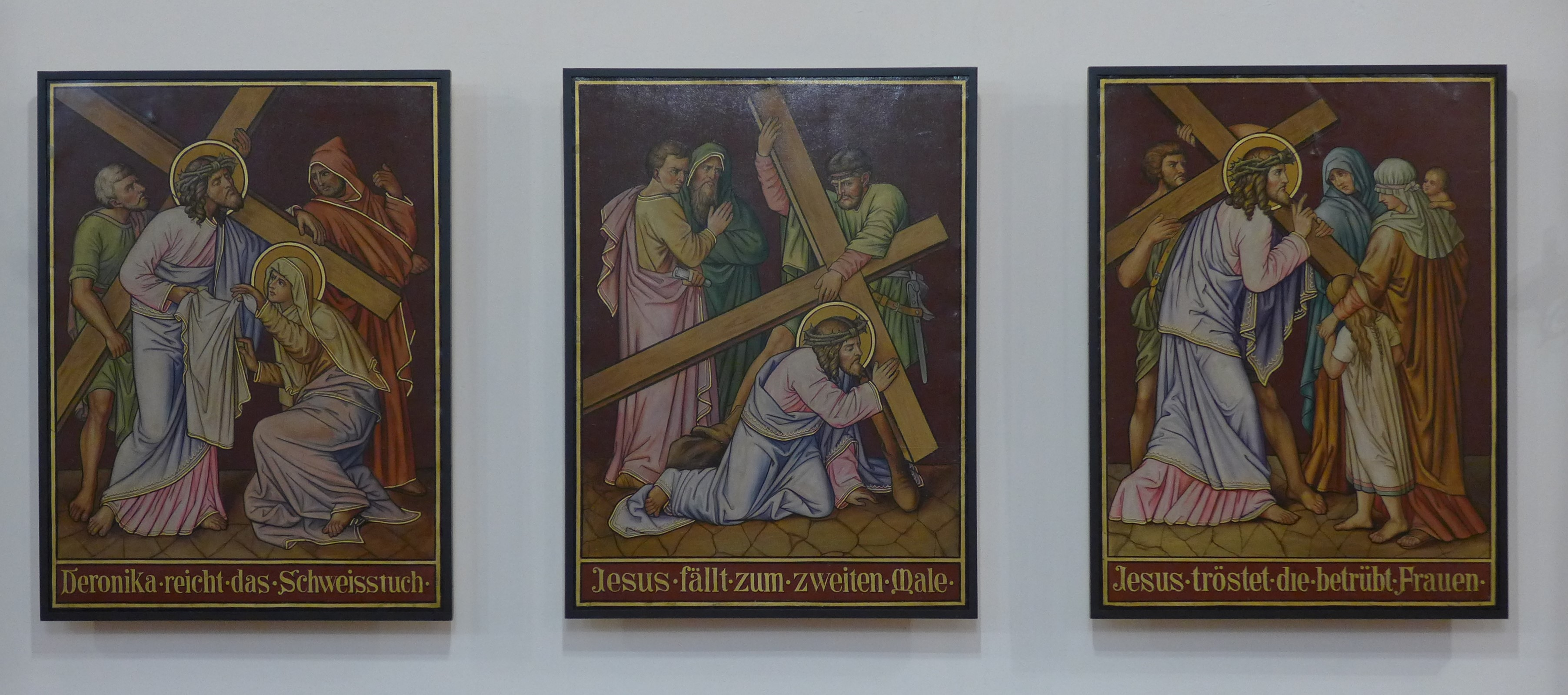
Kreuzwegstationen 6-8
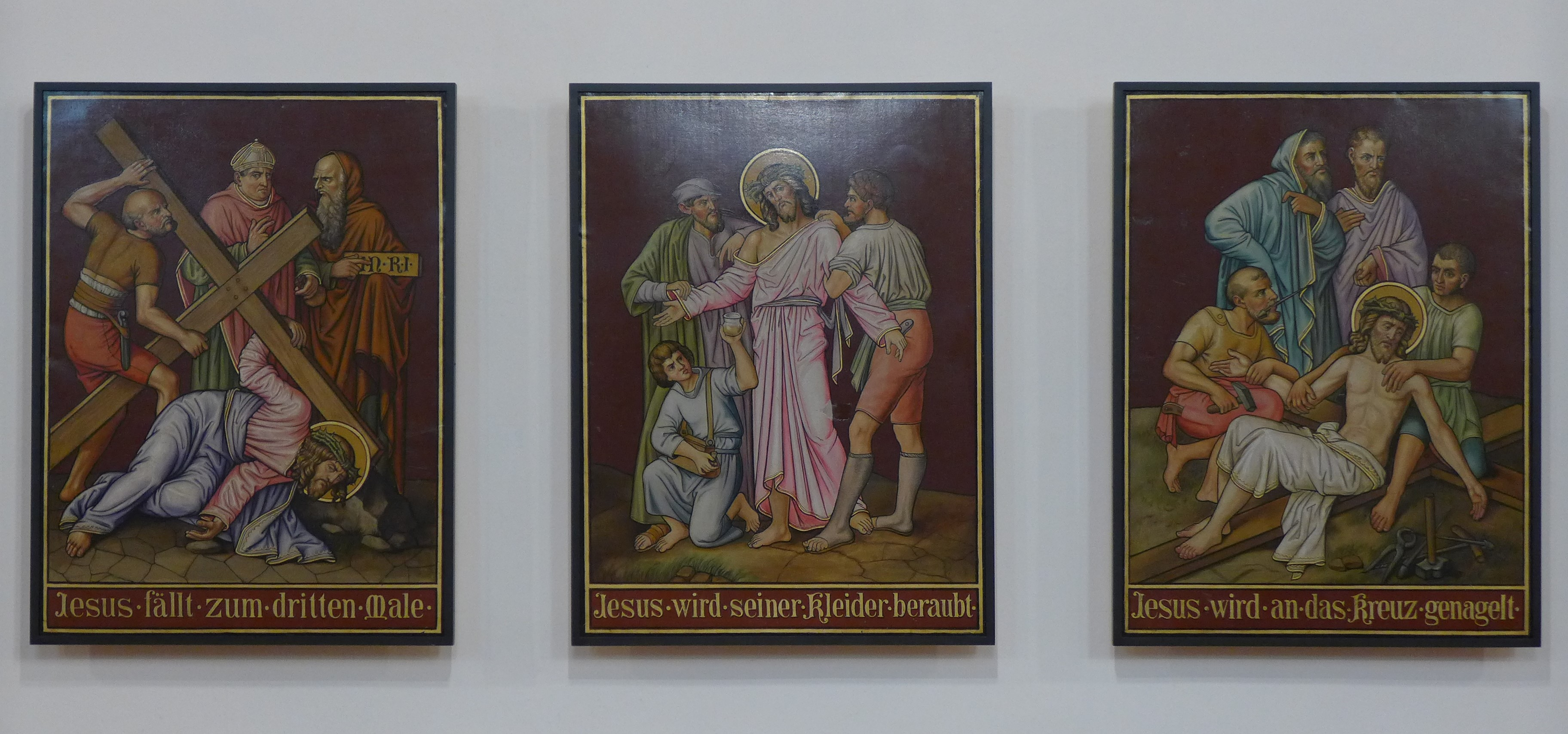
Kreuzwegstationen 9-11
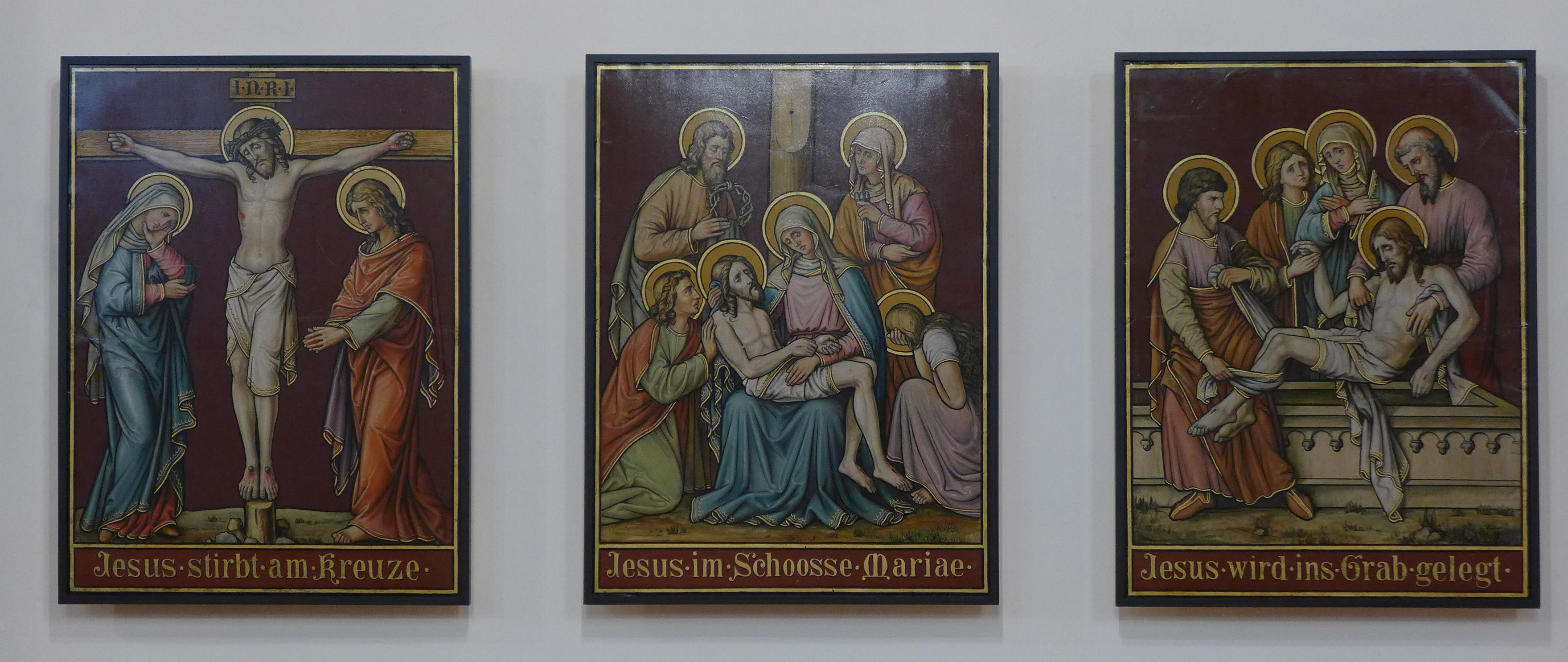
Kreuzwegstationen 12-14

Ambo und Altar aus Sandstein mit keramischen Schmuckelementen entstammen der Renovierungsphase der 1980er Jahre. Das Taufbecken, das an der rechten Außenwand in der Nähe des Aufganges zum Chorbereich angebracht ist, wurde im neugotischen Stil gestaltet und ist von einem gotisierenden Baldachin gekrönt.

Apsisgestaltung
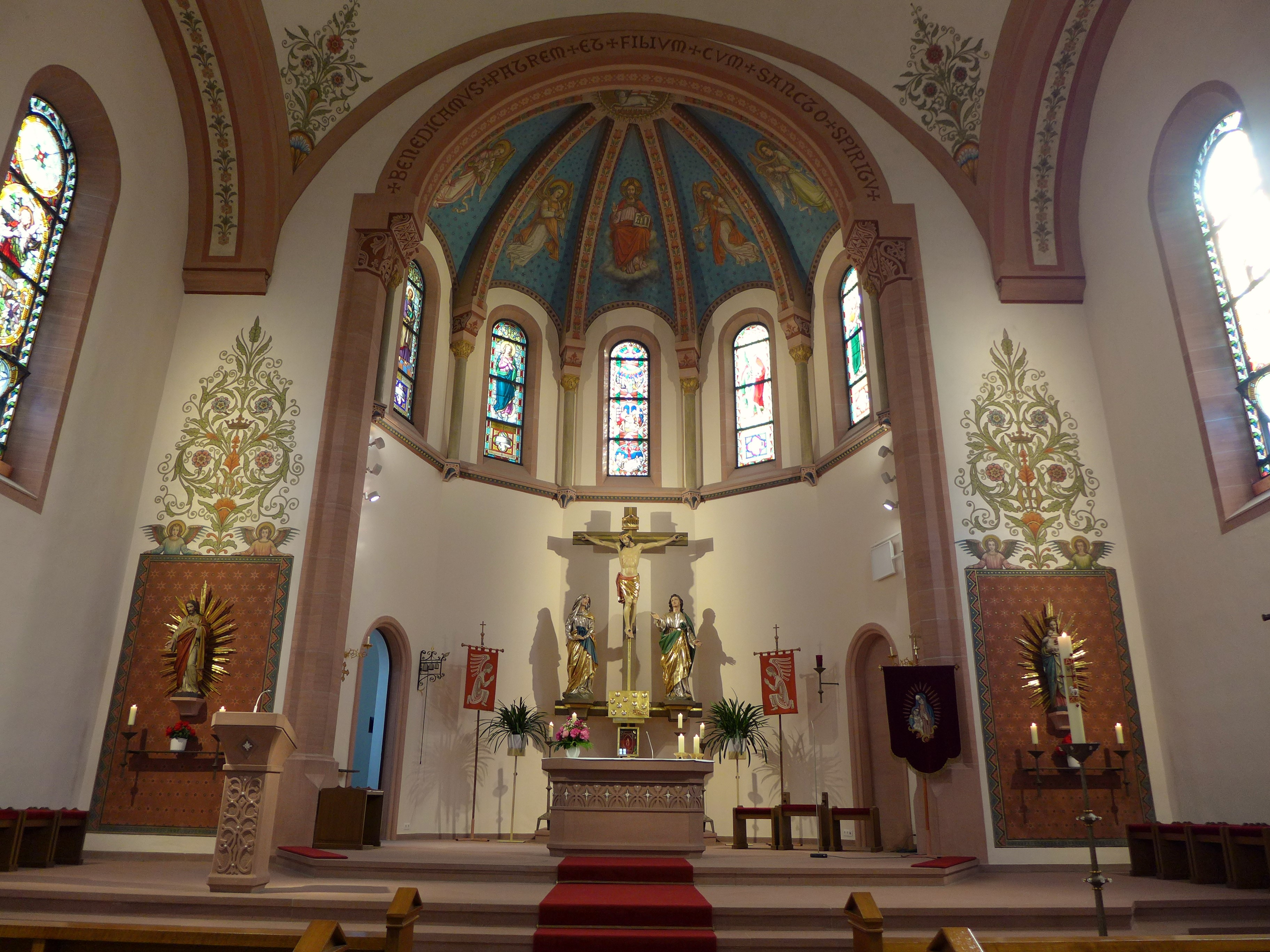
Apsis
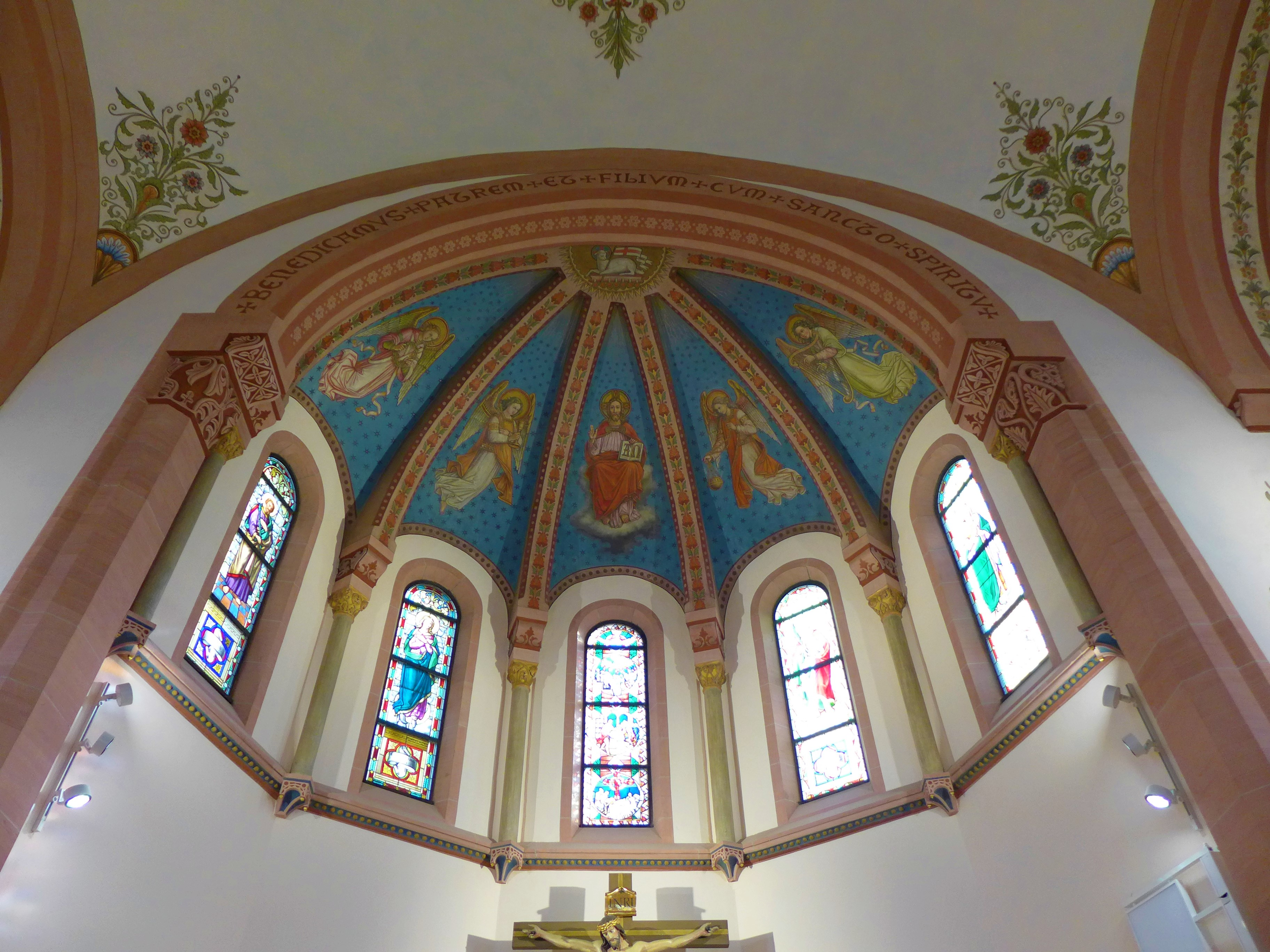
Apsisgemälde "Jesus Christus als Weltherrscher von Engeln verehrt"
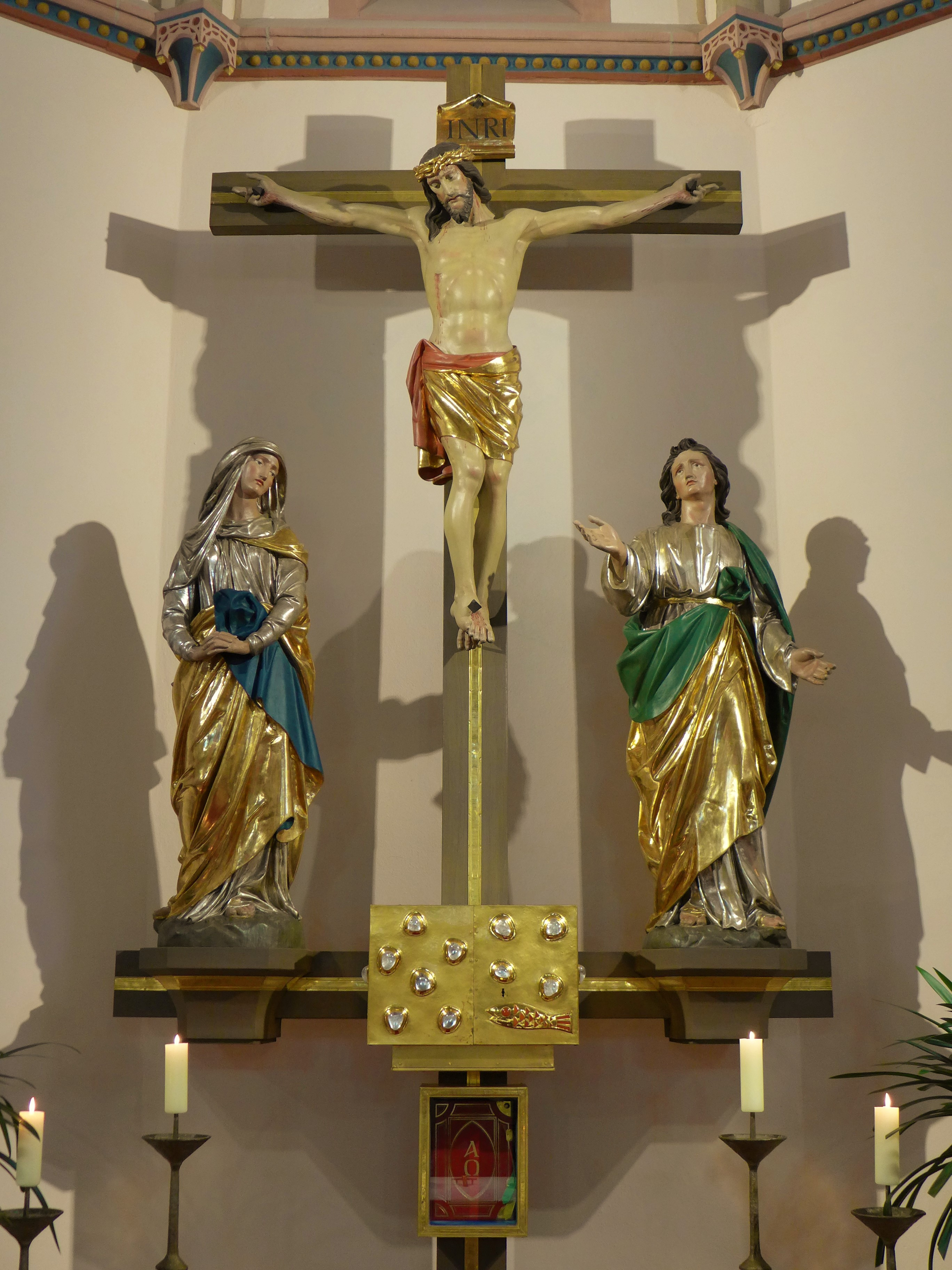
Kreuzigungsgruppe in der Apsis mit Tabernakel
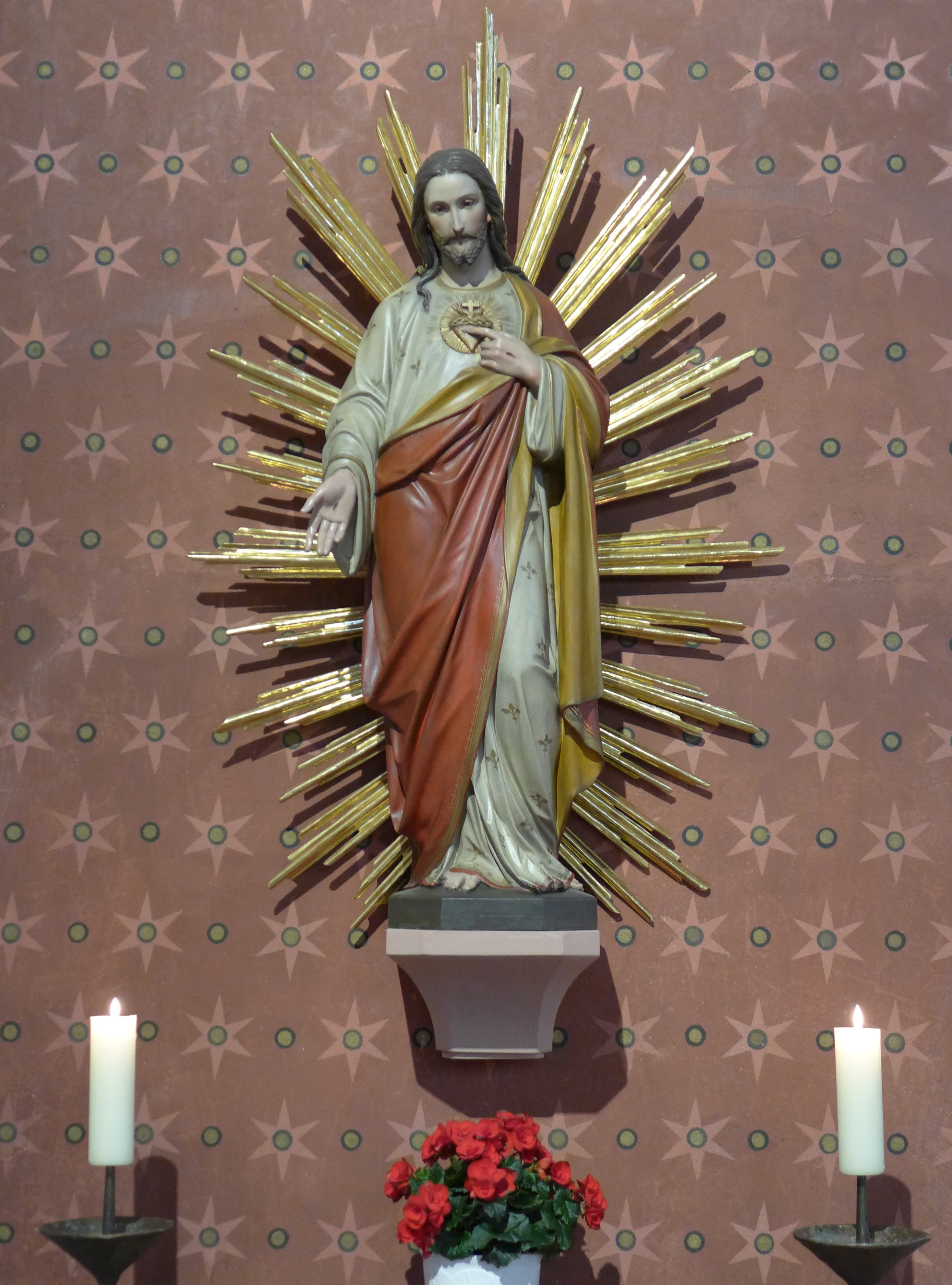
Herz Jesu-Statue
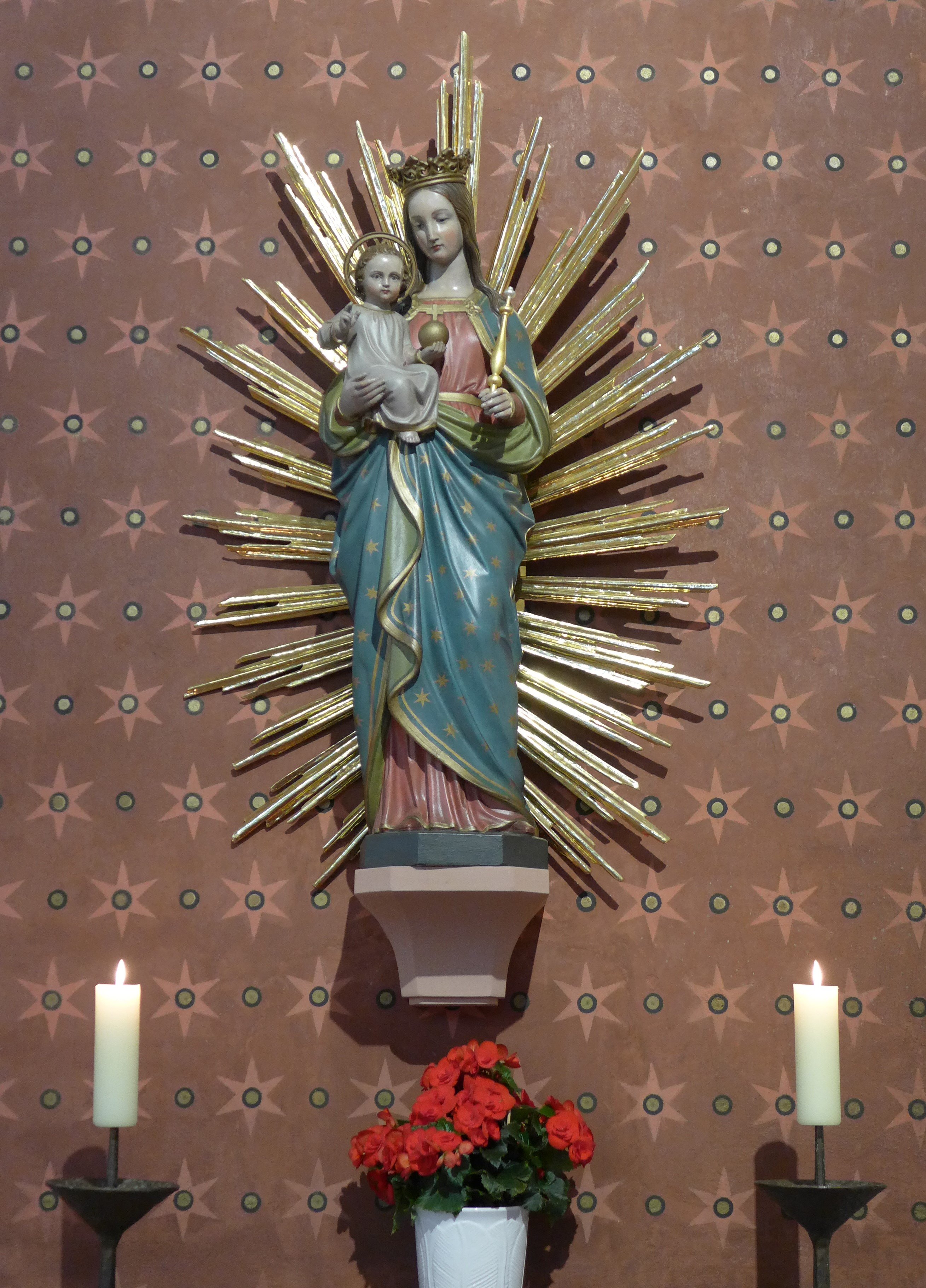
Madonnen-Statue

Der Chorbogen wird flankiert von Darstellungen des Heiligsten Herzens Jesu (links) und der Jungfrau und Gottesmutter Maria mit dem Jesuskind (rechts) in barockisierenden, blattvergoldeten Strahlenkränzen. Die beiden Statuen stehen vor gemalten Teppich-Ornamenten, die von einem Engelpaar gehalten werden. Darüber erheben sich großflächige Akanthusornamente mit stilisierten Passionsblumen.
Der Chorbogen ist mit der lateinischen Inschrift "+ BENEDICAMUS + PATREM + ET + FILIUM + CUM + SANCTO + SPIRITU +" ("Wir loben den Vater und den Sohn und den Hl. Geist") geschmückt. Im zentralen Gewölbefeld der Apsis erscheinen in der Deckenmalerei zwischen den Gewölberippen Christus als Pantokrator umgeben von Engeln.
In der Nähe des Aufgangs zur Orgelempore befindet sich eine Statue des Konrad von Parzham.
Der in Wertheim aufgewachsene Johann Wilhelm Völker, Karikaturist des Vormärz und der Deutschen Revolution 1848/1849, schuf im Jahr 1852 für die Kirche die beiden großformatigen Ölgemälde "St. Venantius von Camerino" und "Die Jungfrau Maria".

### Vasa sacra und Paramente
Die Venantiuskirche verfügt über eine reiche Ausstattung an Kelchen, Monstranzen und Reliquiengefäßen aus mehreren Stilepochen.
Eine Strahlenkranz-Monstranz entstammt der Stilepoche des Klassizismus. Eine Turm-Monstranz aus der Stilepoche der Neogotik, angefertigt von Juwelier Jos. Junes aus Antwerpen im Jahr 1906, stammt aus dem früheren Besitz des belgischen Konventes Turnhout (Provinz Antwerpen). Ein barocker Stiftungskelch stammt aus dem 17. Jahrhundert, das Tabernakel in der Behelfskirche während der Restaurierungsphase ab 2014 wurde in der zweiten Hälfte des 20. Jahrhunderts gefertigt (Goldüberzug mit Bergkristallen). 
Der reich bestickte historistisch-neogotische Fronleichnams-Traghimmel zeigt in Nadelmalerei vorne das Brustbild Jesu Christi, der auf sein heiligstes Herz als Symbol der göttlichen Liebe hindeutet, rechts den Pelikan mit drei Jungpelikanen im Nest und links das Lamm Gottes als Symbole des Opfertodes Jesu; hinten ist der IHS-Schriftzug angebracht. Der innere Himmel ist wiederum mit dem IHS-Schriftzug bestickt. Der zugehörige Schriftzug lautet: Benedictus, qui venit in nomine domini! (Gelobt sei, der da kommt im Namen des Herrn; Ps 118,26 ). Auf den vier herabhängenden, mit Posament-Kordeln verzierten Baldachin-Schabracken ist folgender Schriftzug aufgestickt: „O salutaris hostia!“ (O heilbringende Opfergabe!), „Quae coeli pandis“ (Die du die Tür des Himmels öffnest), „Bella premunt hostilia“ (Feindliche Kriege drängen), „Da robur fer auxilium“ (Gib Kraft, bringe Hilfe). Die Zeilen stammen aus dem Hymnus Verbum supernum prodiens, den Thomas von Aquin im Jahr 1264 für die Laudes des Fronleichnamsfestes geschrieben hatte. Die Verse O salutaris hostia werden, ähnlich wie das Panis angelicus, in der Liturgie oft als Gesang zum eucharistischen Segen oder auch zur Austeilung der Kommunion gesungen. Die vier Stangen des Traghimmels weisen reiche filigrane Metallaufsätze auf.

### Glocken
Die Pfarrkirche St. Venantius in Wertheim verfügt über ein vierstimmiges Geläut (2443 kg).
- Die Glocke 1 wurde von dem Glockengießer Bustelli (Aschaffenburg) im Jahr 1847 gegossen: Bronze, ⌀ 1220 mm, 1116 kg, Nominal e'+1. Sie ist im Andenken an den Freiburger Erzbischof Hermann von Vicari dessen Namenspatron Hermann von Reichenau (Hermann der Lahme) gewidmet. Im Schmuckrelief der Glocke sieht man den heiligen Hermann in Verehrung der Gottesmutter Maria, da ihm die Antiphonen Alma redemptoris mater und Salve Regina zugeschrieben werden.
- Die Glocke 2 stammt von der Glockengießerei Rosenlächer (Konstanz) aus dem Jahr 1861: Bronze, ⌀ 994, 586 kg, Nominal g'-2
- Die Glocke 3 wurde von F. W. Schilling (Heidelberg) im Jahr 1959 gegossen: Bronze, ⌀ 868, 415 kg, Nominal a'-1
- Die Glocke 4 stammt von der Glockengießerei Rosenlächer (Konstanz) aus dem Jahr 1849: Bronze, ⌀ 840, 326 kg, Nominal h'-1. Das Schmuckrelief der Glocke zeigt den heiligen Petrus mit dem umgekehrten Kreuz seines Martyriums und den Schlüsseln des Himmelreiches

In der Melodielinie erklingt das ausgefüllte Mollmotiv.
In einem mittig in den Eingangsgiebel der Pfarrkirche gestellten Glockenturm hängen die Glocken in einem im Jahr 1981 errichteten, dreigeschossigen Stahlglockenstuhl.
Die Glocke 2 wurde im Zusammenhang mit der Geläuteergänzung von der Glockengießerei Schilling durch innenwändiges Ausdrehen nachgestimmt.
Der Turm ist nicht mit Uhrenzifferblättern bestückt. Die Anlage besitzt kein Schlagwerk.

St. Venantius (Wertheim), Impressionen des Kirchenäußeren
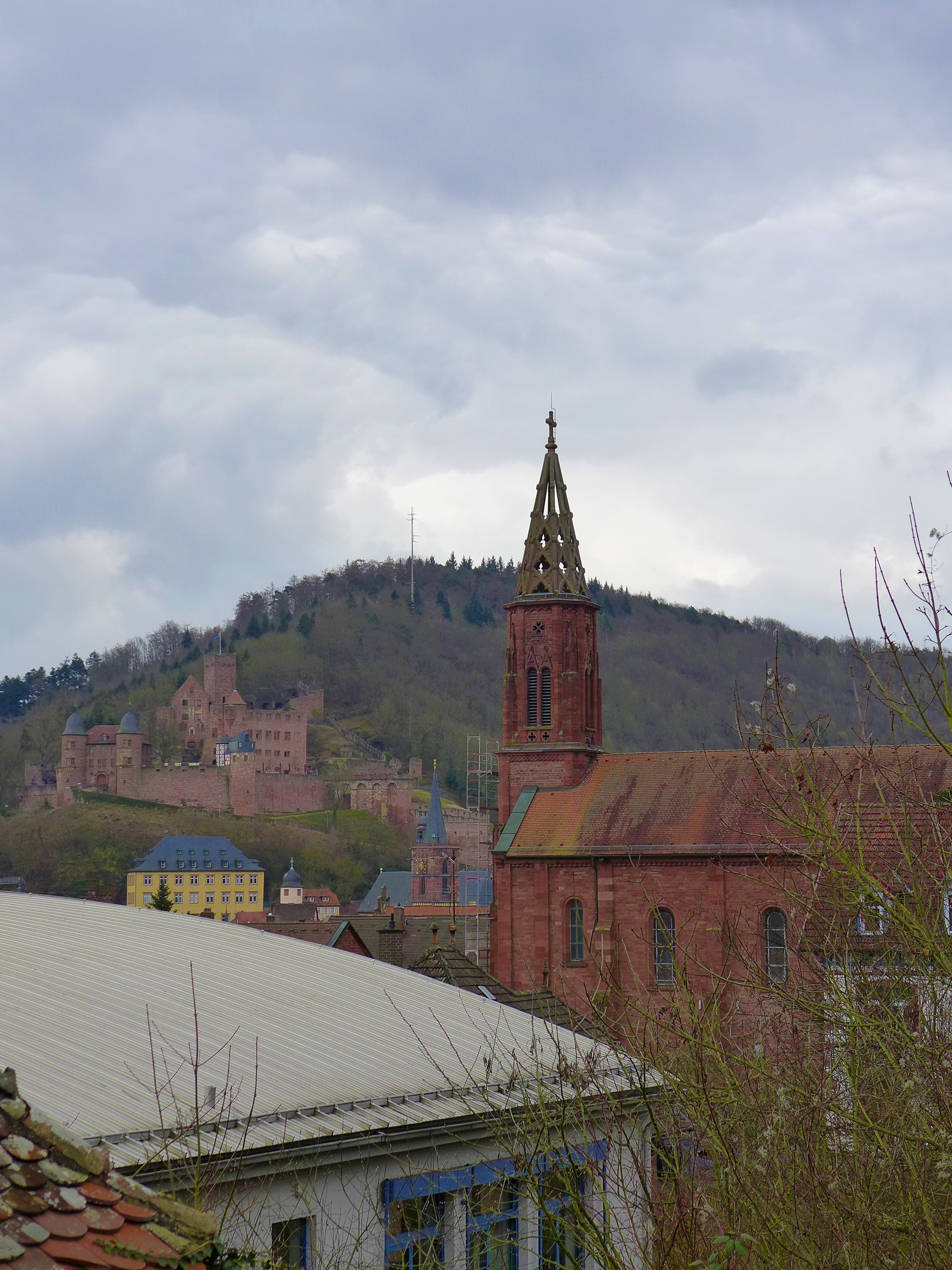
Kirche vom Tauberhofgarten aus mit Blick zur Stiftskirche und zur Burg
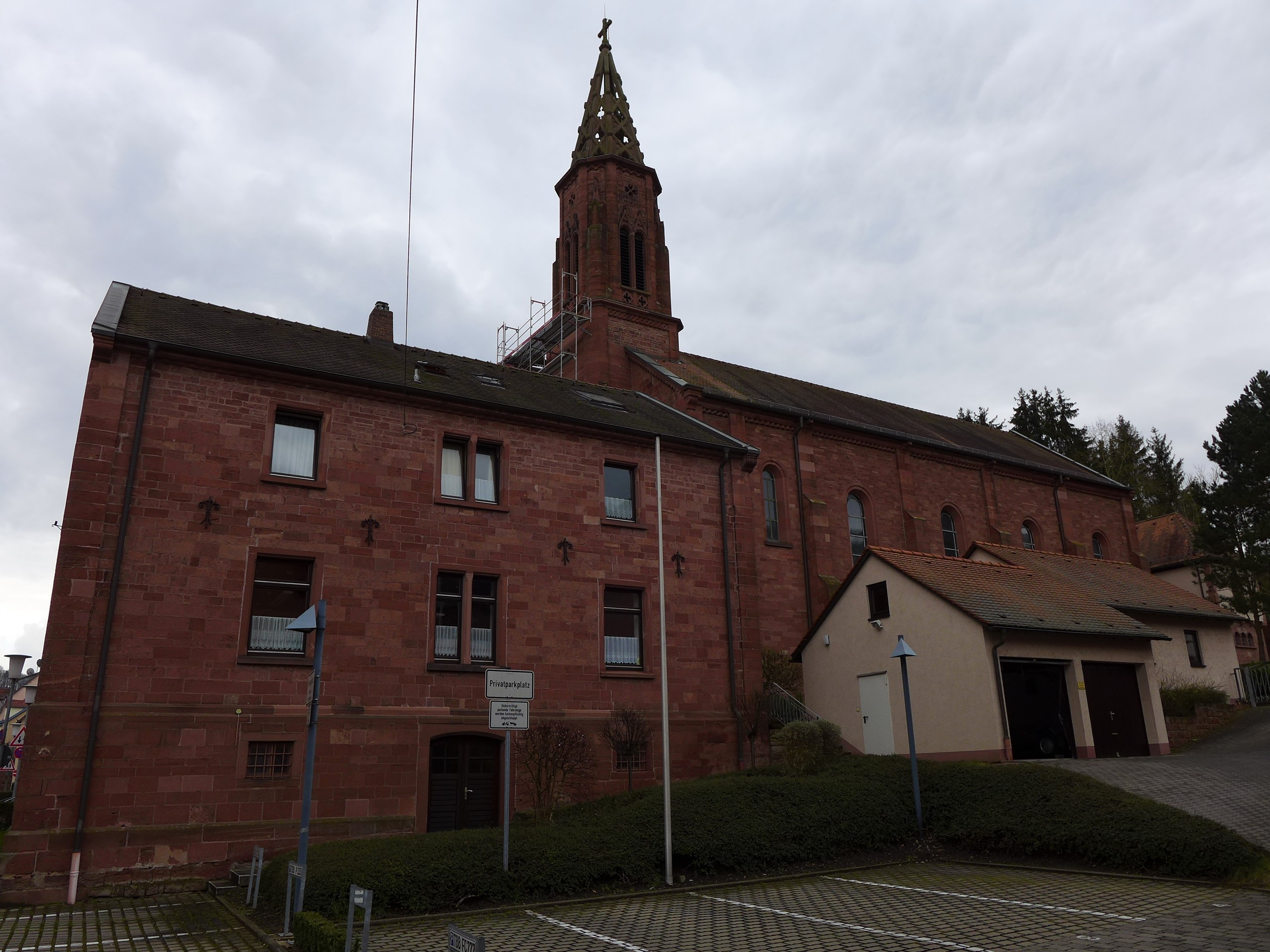
Kirche mit Pfarrhaus
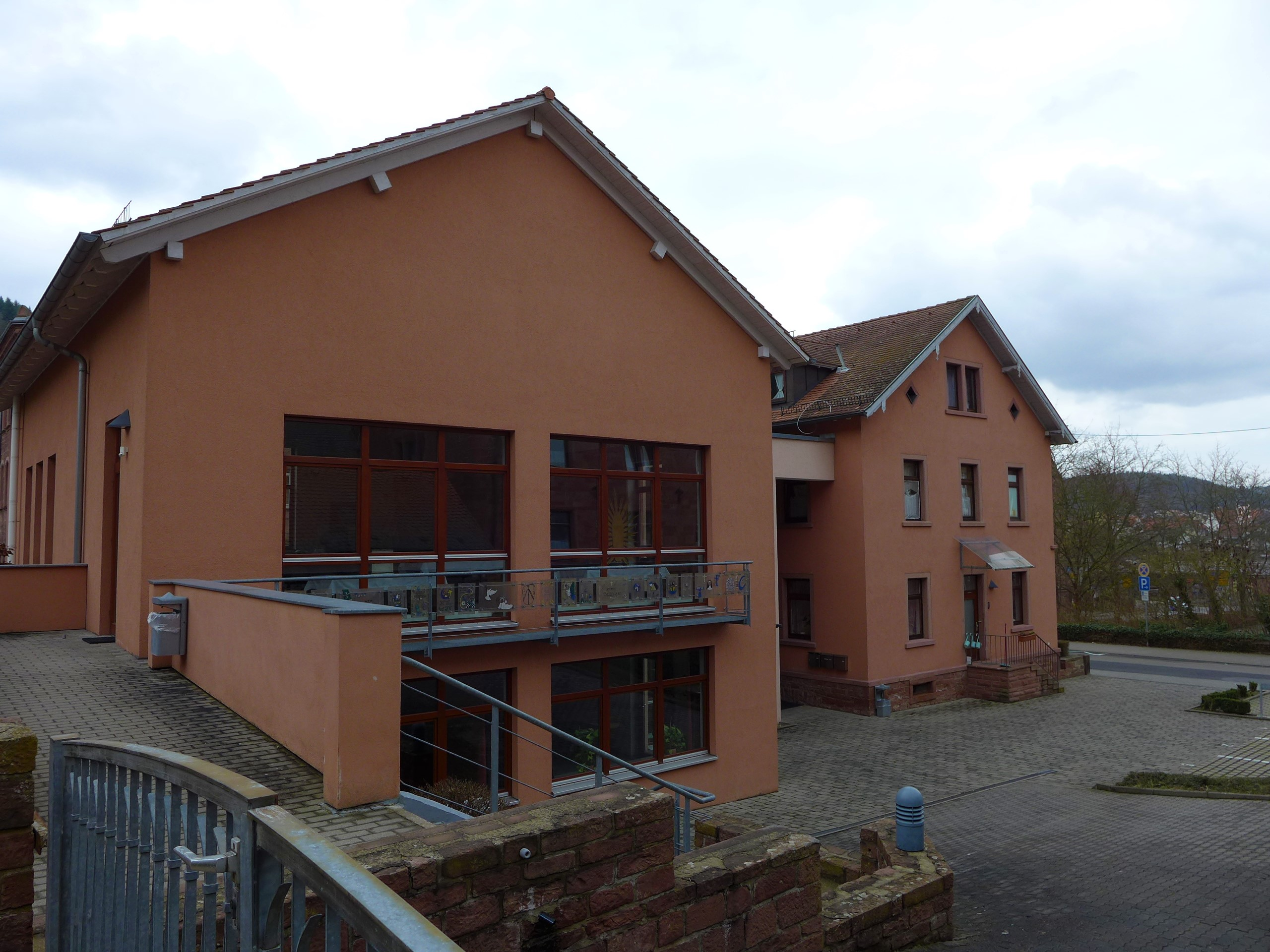
Pfarrsaal
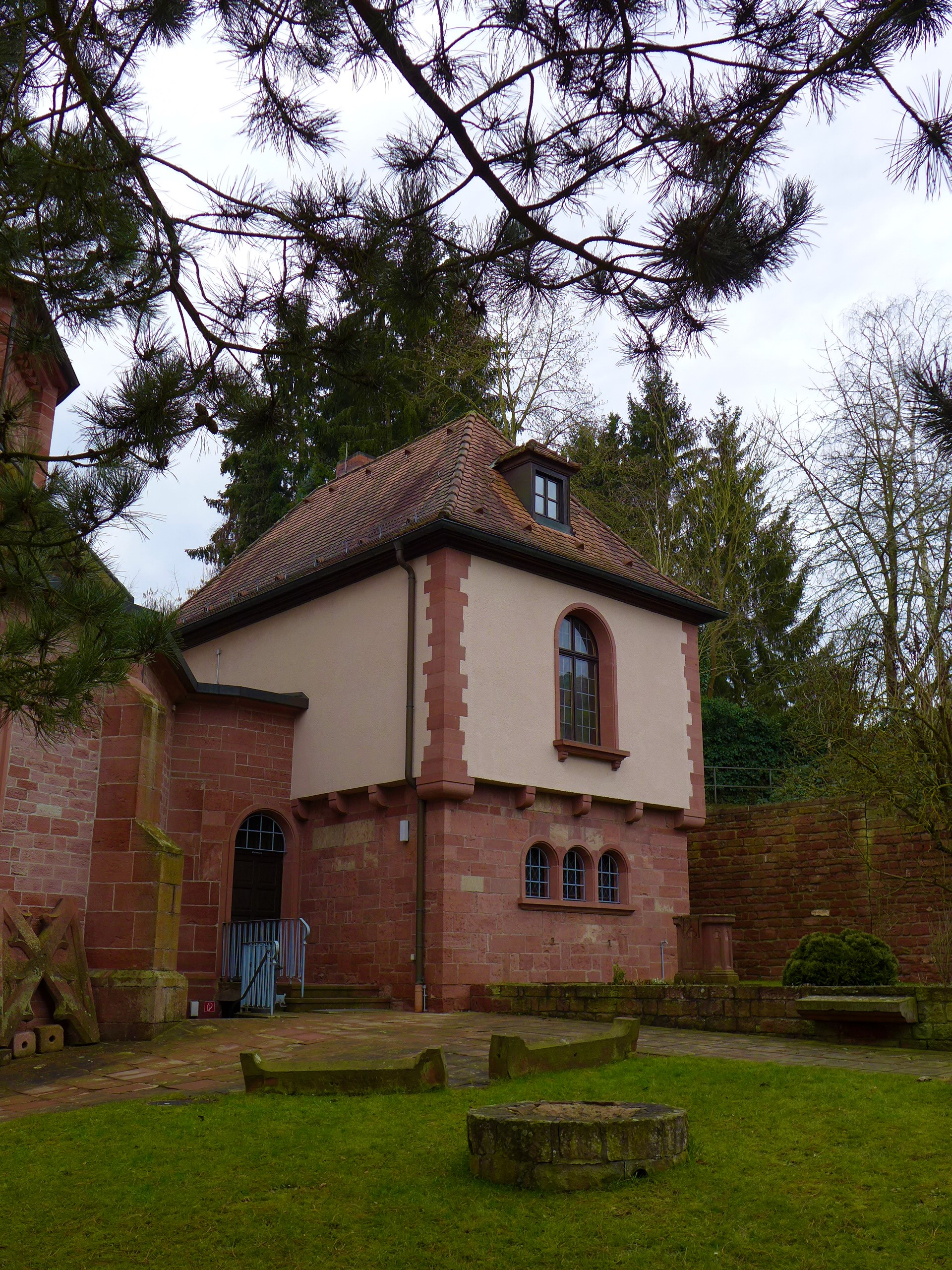
Sakristei
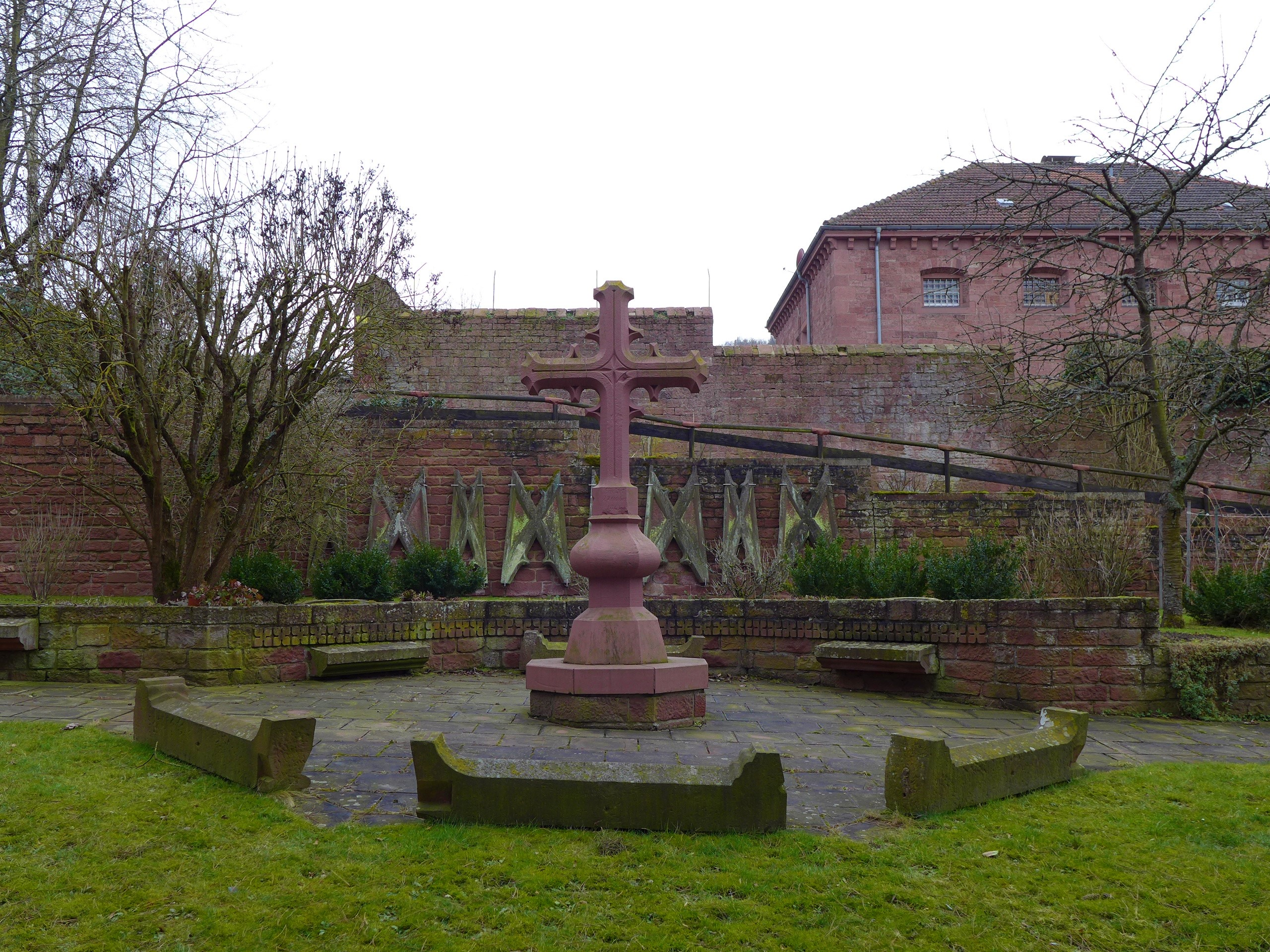
Altes Turmkreuz im Pfarrgarten
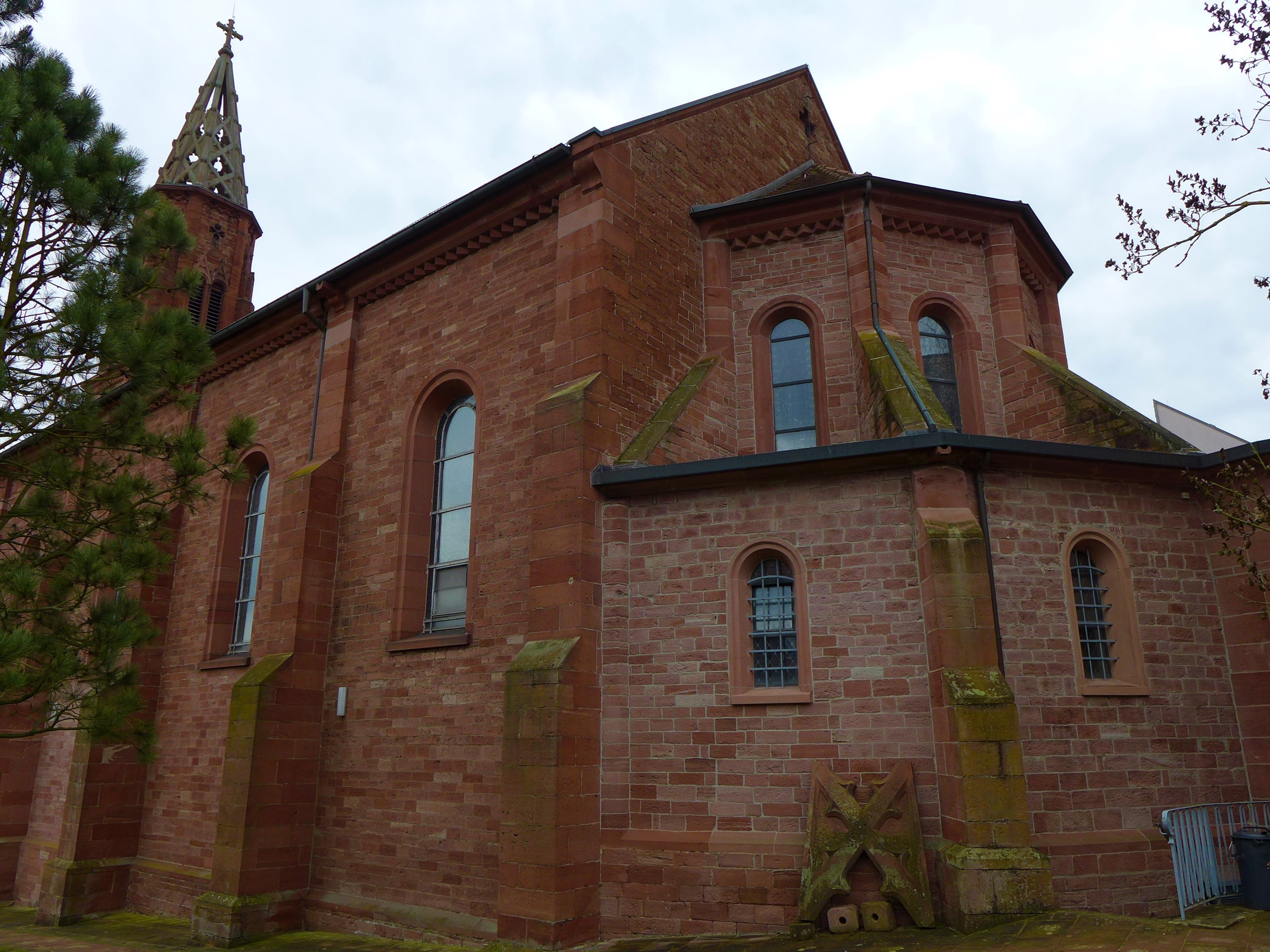
Apsis
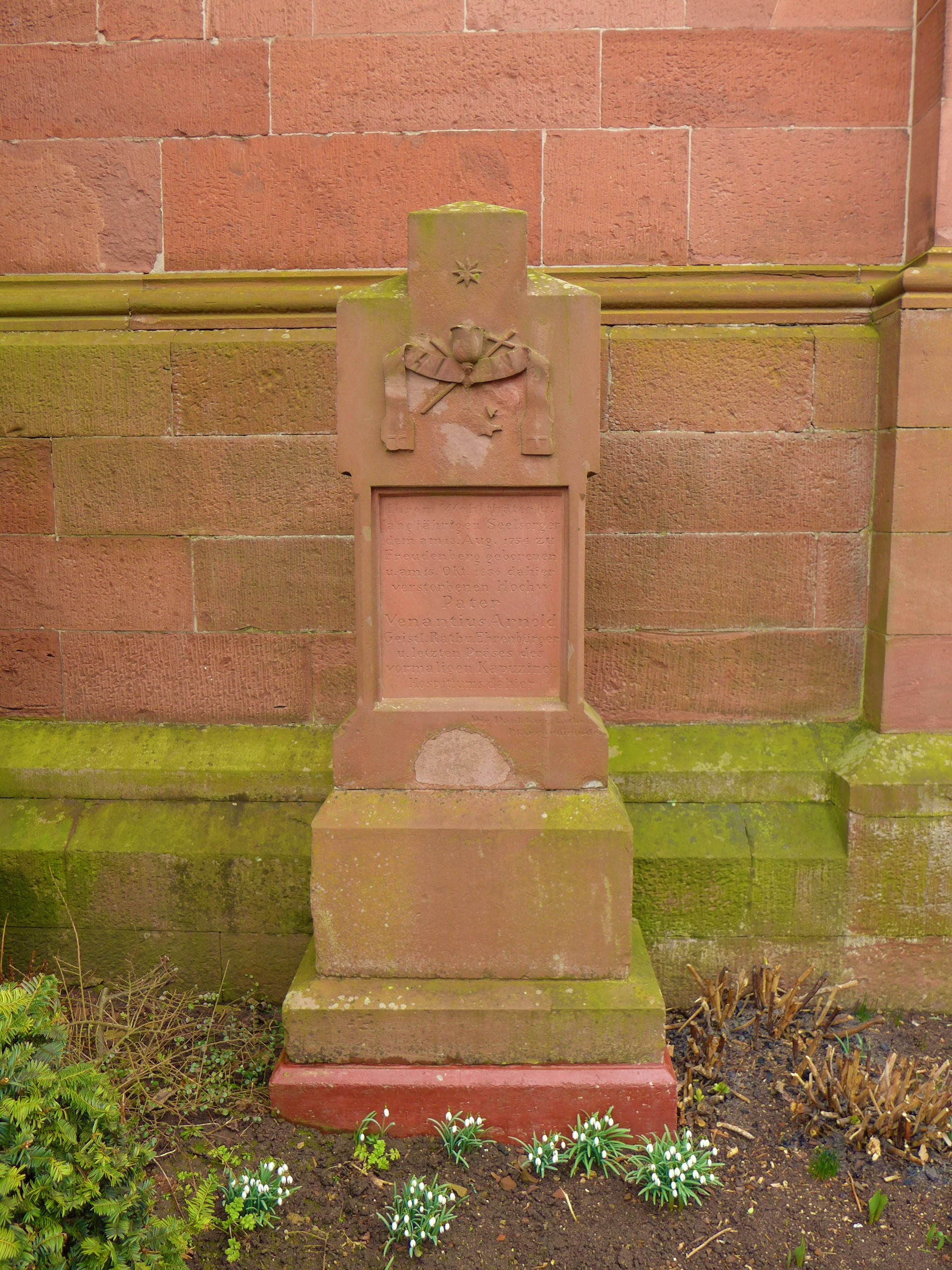
Grabmal von Pater Venantius Arnold rechts neben dem Turmportal
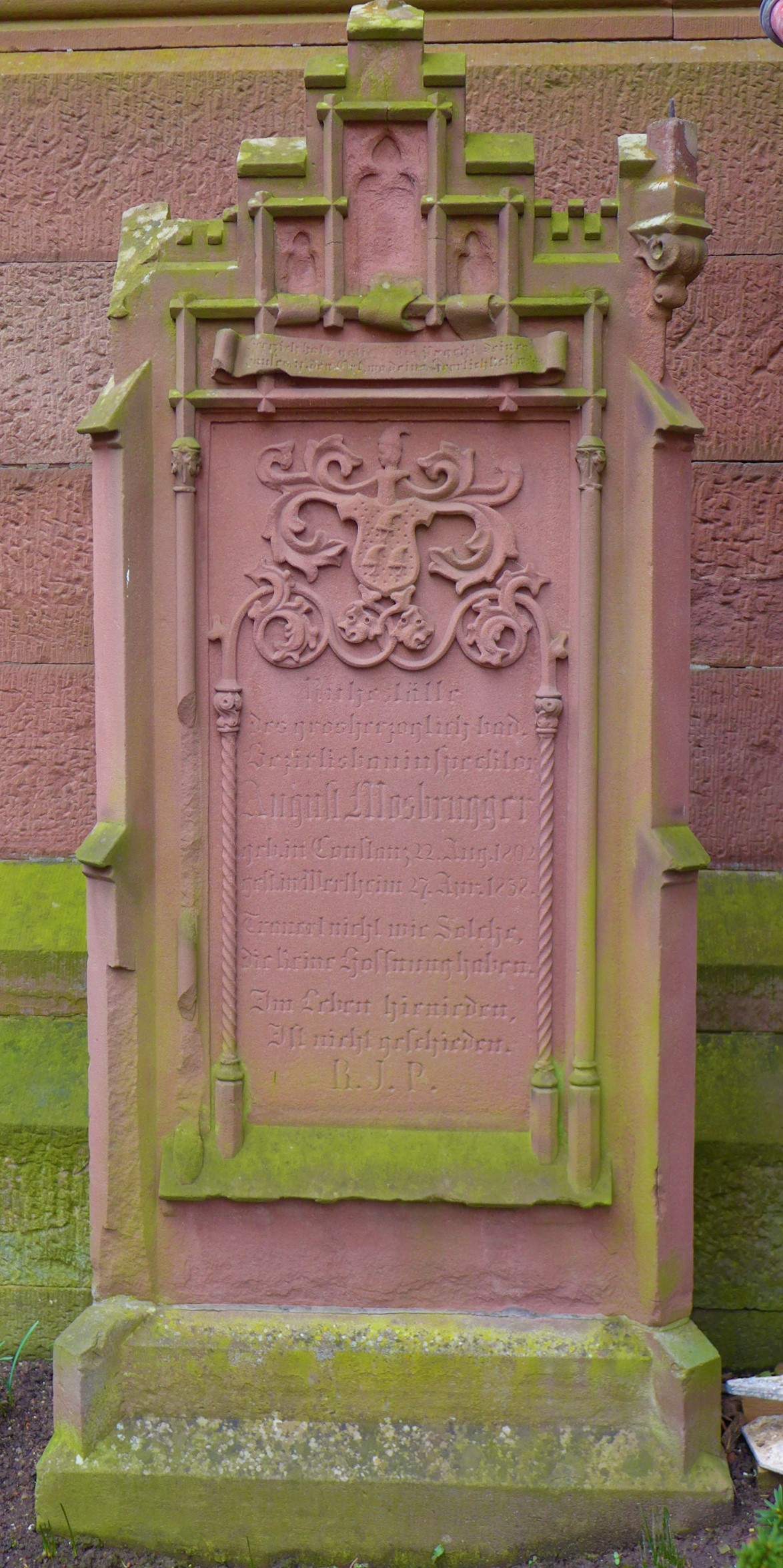
Grabmal von Architekt Moosbrugger (hier Mosbrugger geschrieben) links neben dem Turmportal

## Filialgründungen

St. Venantius (Wertheim), Filialgründungen
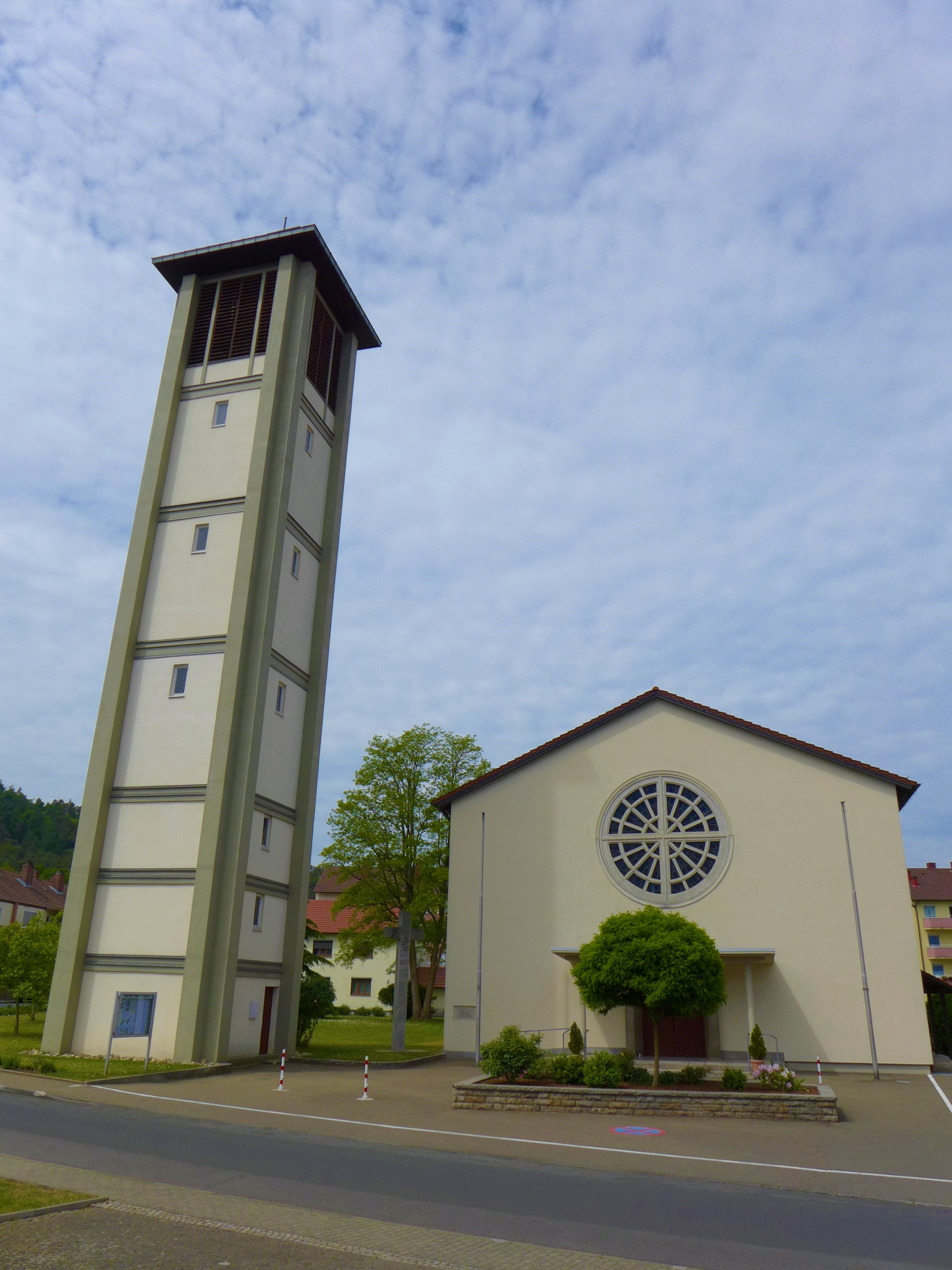
Wertheim-Bestenheid, St. Elisabeth
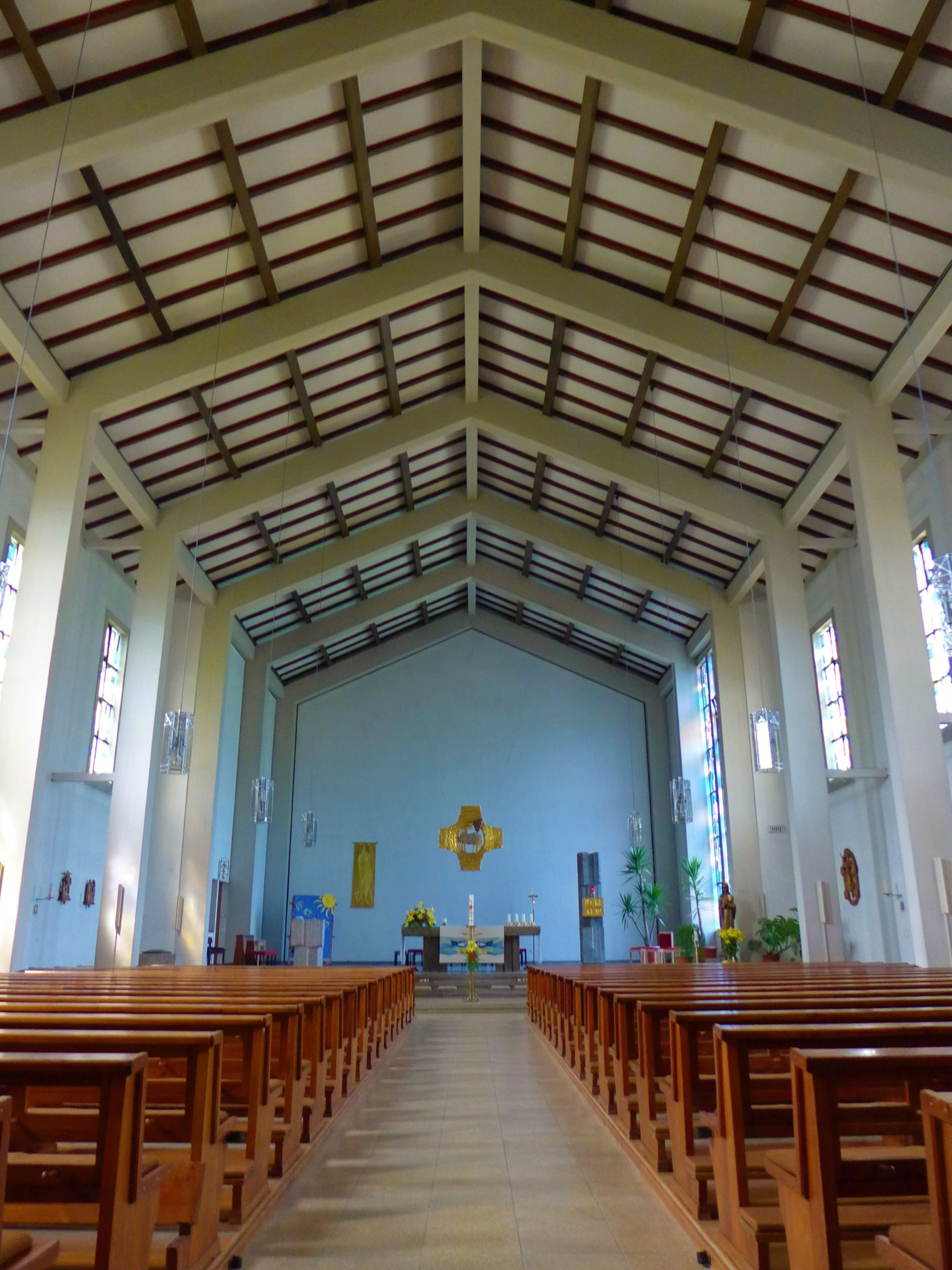
Wertheim-Bestenheid, St. Elisabeth, Inneres
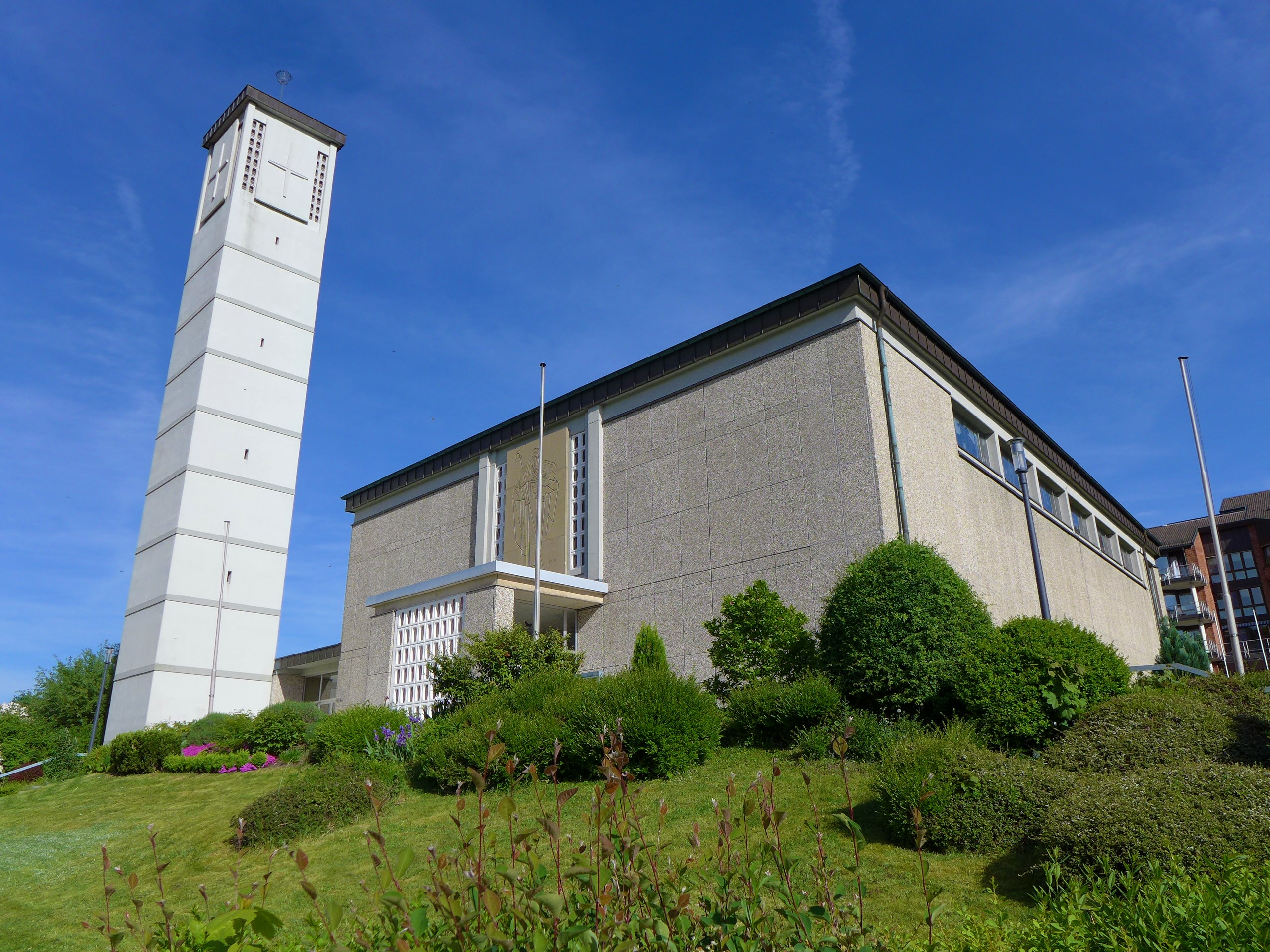
Wertheim-Hofgarten, St. Lioba, Außenansicht
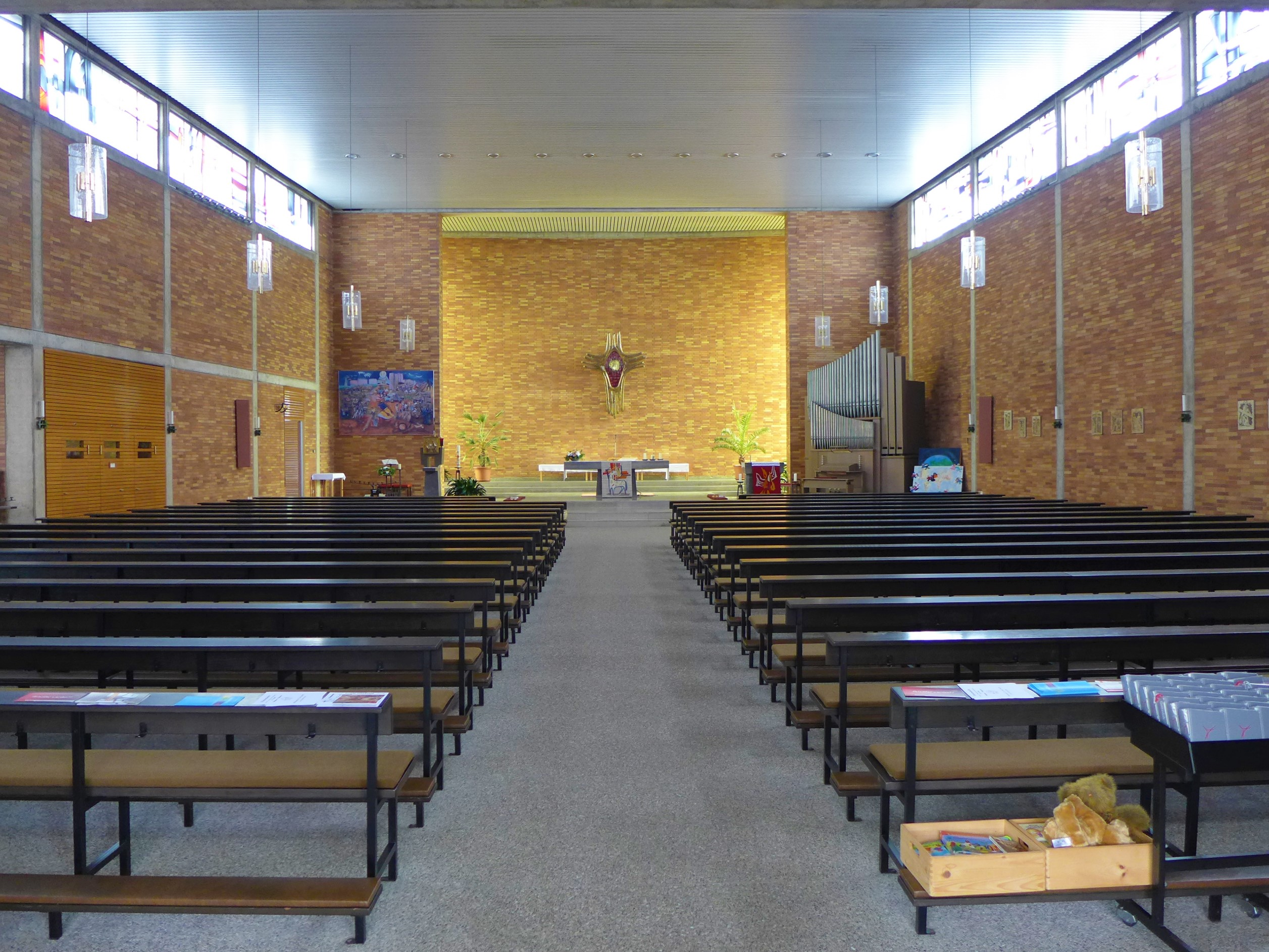
Wertheim-Hofgarten, St. Lioba, Inneres mit Blick zum Altar
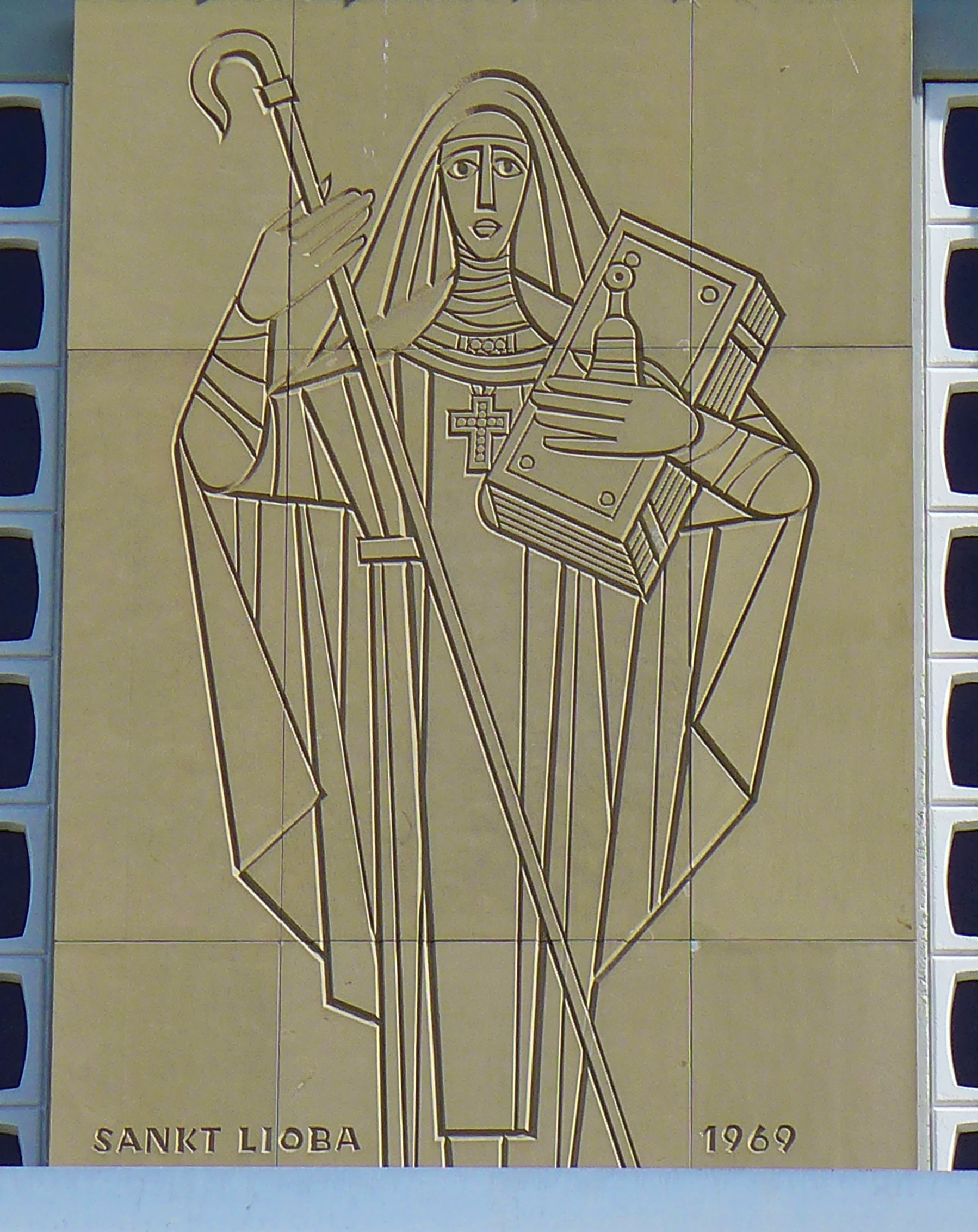
Wertheim-Hofgarten, St. Lioba, Fassadenrelief
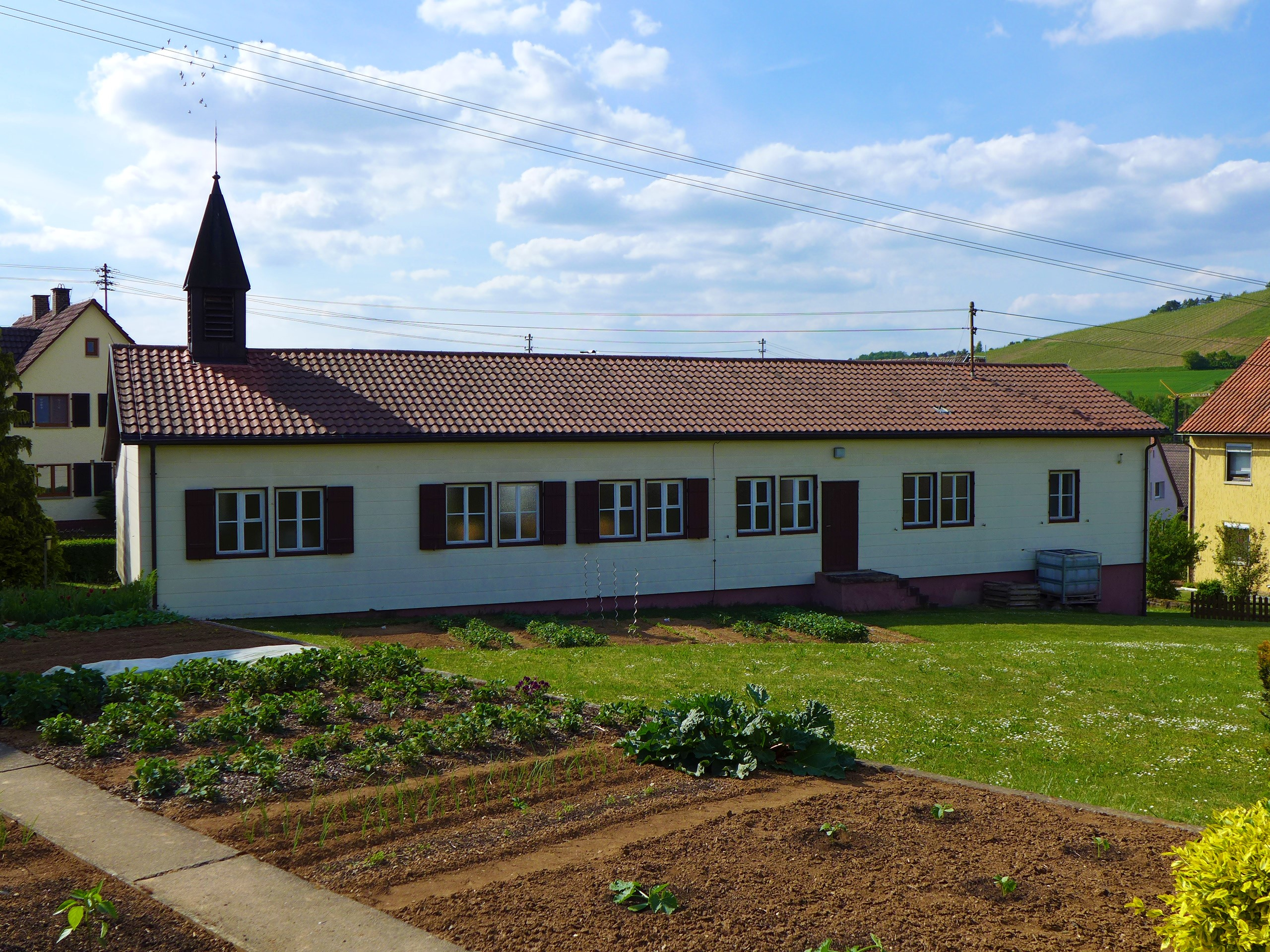
Wertheim-Dertingen, Filialgemeinde Maria Rosenkranzkönigin

Da eine industrielle Entwicklung Wertheims im 19. Jahrhundert kaum stattfand, wuchs die Einwohnerzahl nur mäßig. Bis zum Zweiten Weltkrieg zählte die katholische Einwohnerzahl maximal 1.100 Seelen. Durch den Zuzug von kriegsbedingten Flüchtlingen war die Zahl der Katholiken bereits zu Beginn des Jahres 1946 auf 1.900 Seelen angewachsen. Am Ende desselben Jahres waren es schon 6.000. Allein 2.200 Katholiken aus Ungarn und Südmähren hatte man provisorisch in den Gebäuden des ehemaligen Fliegerhorstes auf dem Reinhardhof untergebracht. Hier wurden in einer Halle dann auch die ersten Flüchtlingsgottesdienste abgehalten. In den evangelischen Nachbargemeinden Wertheims (Dertigen, Bettingen, Lindelbach, Dietenhan und Kembach) hatten sich 800 katholische Flüchtlinge angesiedelt. Im Jahr 1951 wurde für sie eine katholische Expositur eingerichtet und die heute noch bestehende Barackenkirche in Dertingen gebaut. Als im Jahr 1952 der Fliegerhorst auf dem Reinhardshof geräumt wurde, wurden die Vertriebenen in die neu errichtete Bundessiedlung nach Neu-Bestenheid/Glashütte um. Hier fanden die ersten katholischen Gottesdienste in einem Zelt statt, das die US-Armee zur Verfügung gestellt hatte.
Alle katholischen Pfarrgemeinden im heutigen Stadtgebiet Wertheims gehören zur Seelsorgeeinheit Wertheim im Dekanat Tauberbischofsheim des Erzbistums Freiburg.

### Bestenheid
In der nach dem Zweiten Weltkrieg ab dem Jahr 1949 errichteten Glashüttensiedlung, später Stadtteil (Neu-)Bestenheid, wurde im Jahr 1953 die Kirche St. Elisabeth errichtet, die im Jahr 1970 zur Pfarrkirche erhoben wurde. Das Kirchengebäude wurde für die dort angesiedelten Vertriebenen aus Ungarn, Böhmen und Thüringen erbaut. Der Kirche wurde deshalb das Patrozinium der aus Ungarn stammenden heiligen Elisabeth gegeben. Darüber hinaus hat das Sakralgebäude auch einen zweiten Patron, den heiligen Klemens Maria Hofbauer, der aus Südmähren stammte.

### Eichel-Hofgarten
Im Stadtteil Eichel entstand im Jahr 1968/1969 die Kirche St. Lioba, die für den gesamten östlichen Bereich der Stadt Wertheim zuständig ist. Das Patrozinium bezieht sich auf die heilige Lioba von Tauberbischofsheim, eine Verwandte des heiligen Bonifatius, die als Missionarin im Fränkischen Reich wirkte und in Wertheims Nachbarstadt Tauberbischofsheim Äbtissin des dortigen Klosters war. Lioba hatte mit ihrer Tätigkeit entscheidend zur Christianisierung im Taubertal beigetragen. Die Erhebung zur Pfarrei geschah im Jahr 1972. Einen eigenen Pfarrer besaß die Pfarrkirche allerdings nur bis zum Jahr 1989.

### Dertingen
Im Stadtteil Dertingen gibt es seit der Nachkriegszeit die Filialkirchengemeinde Maria Rosenkranzkönigin, die bis heute in einem provisorischen Holzbarackengebäude untergebracht ist.

## Mitverwaltete Kirchen

St. Venantius (Wertheim), Mitverwaltete Kirchen
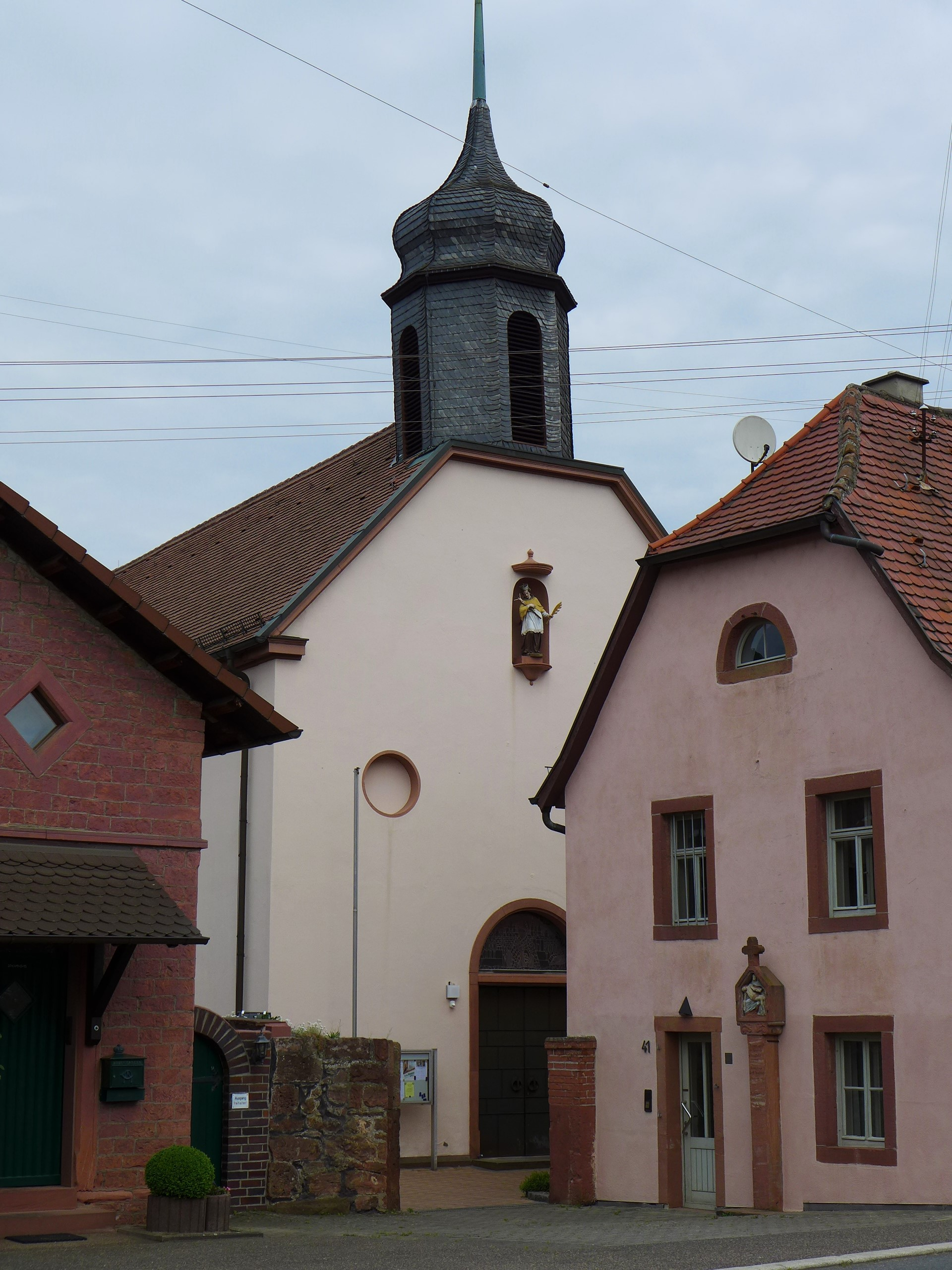
Wertheim-Mondfeld, Filialkirche St. Martin
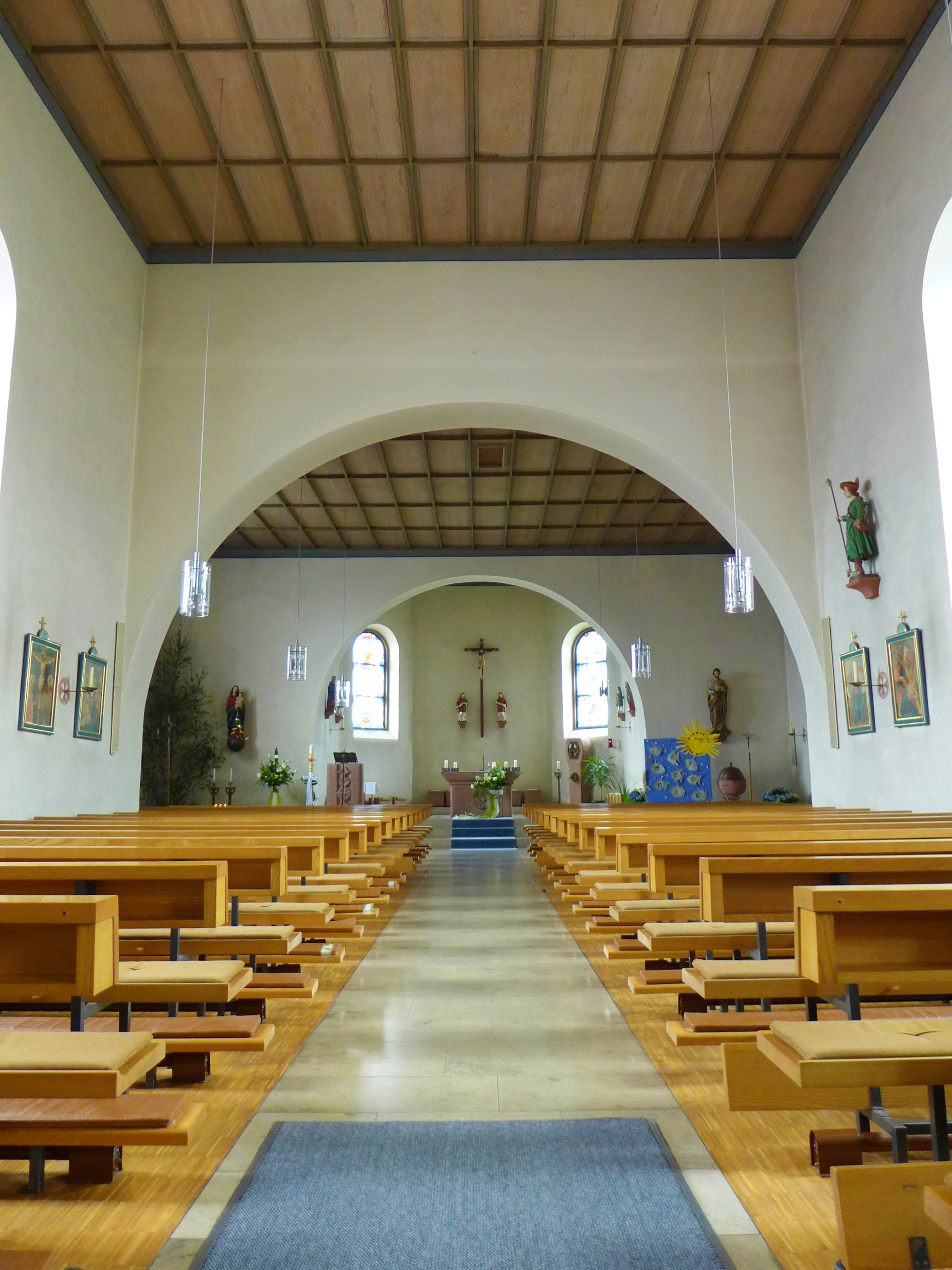
Wertheim-Mondfeld, Filialkirche St. Martin, Inneres
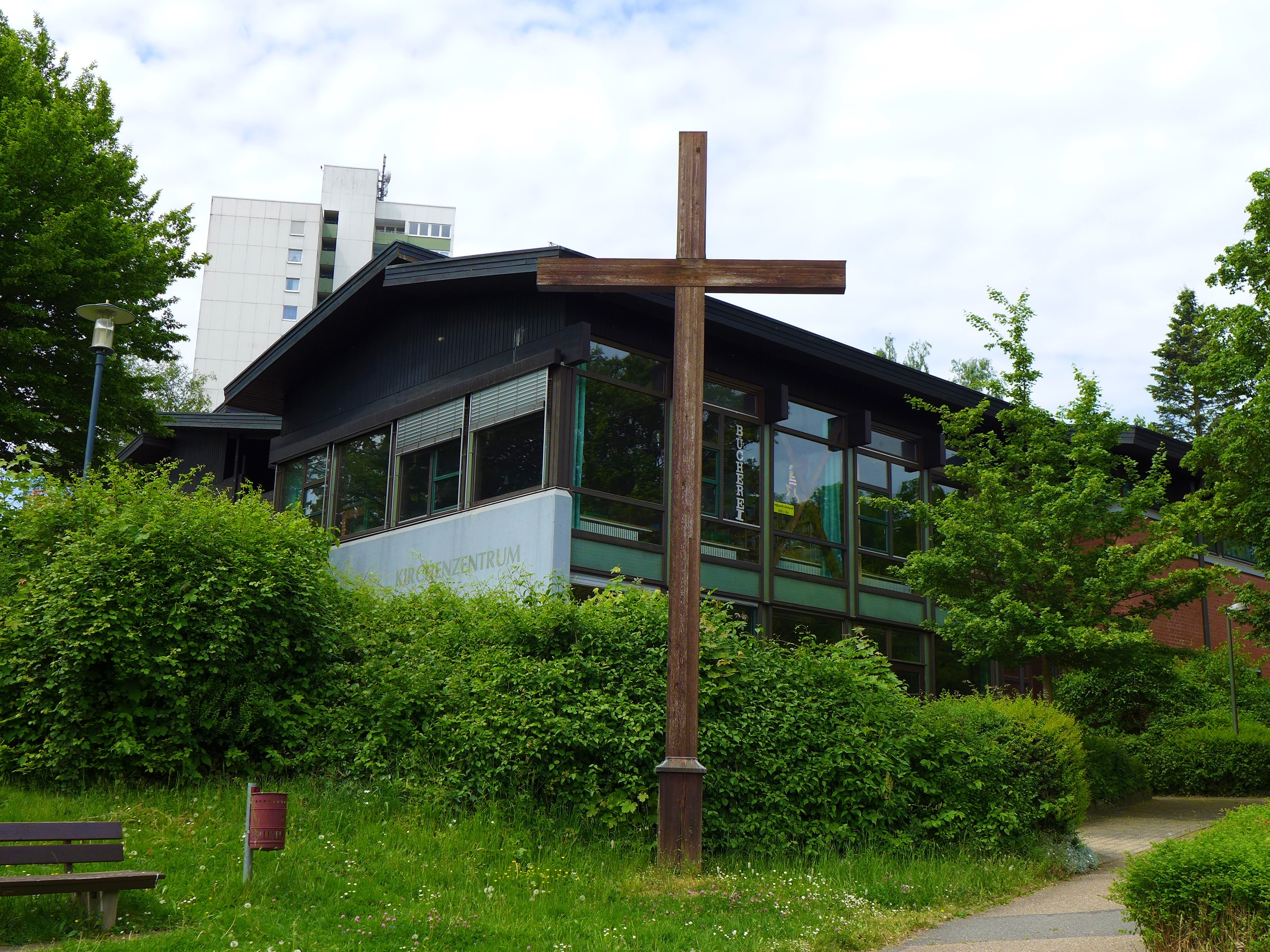
Wertheim-Wartberg, Gemeindezentrum
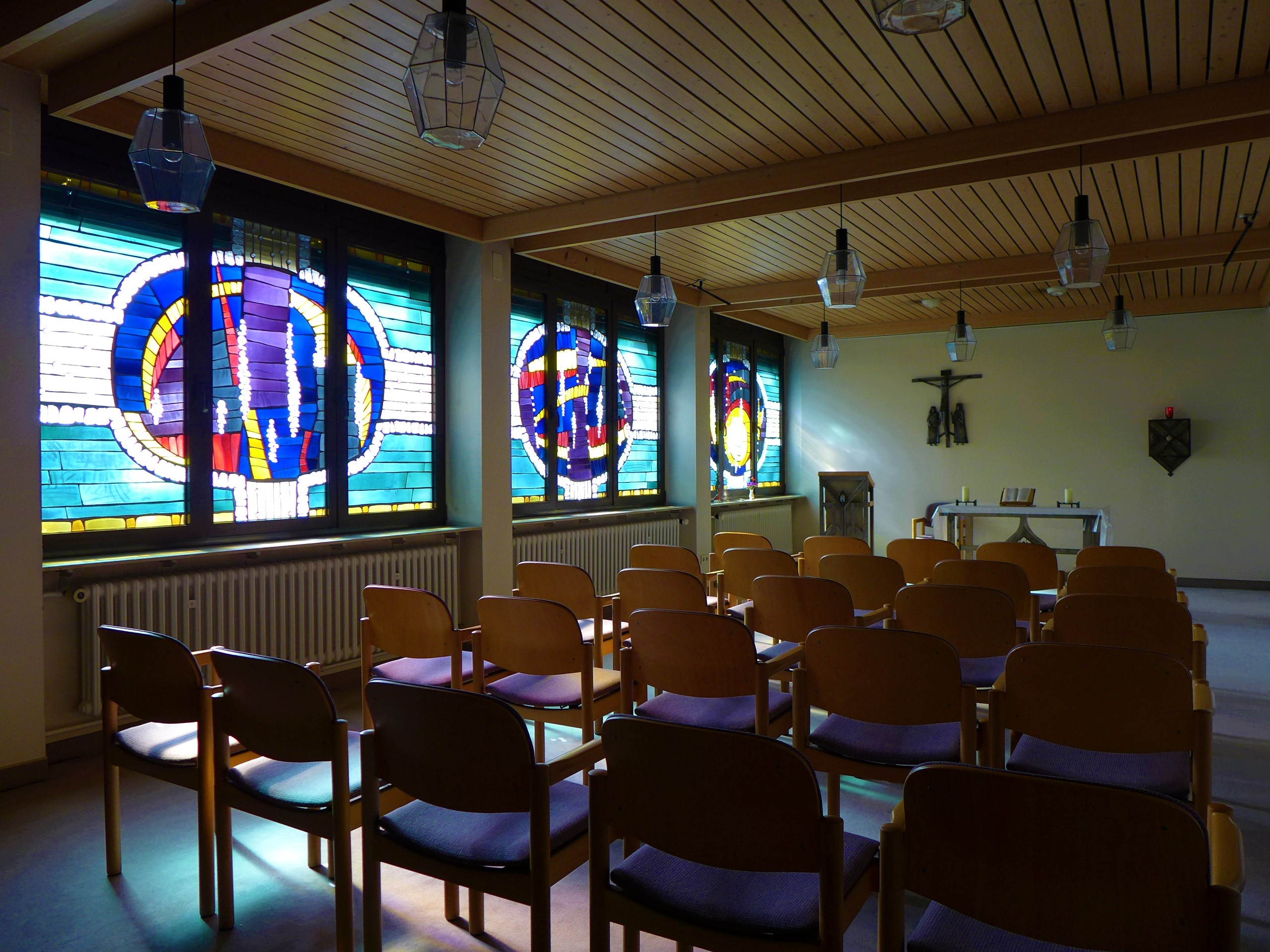
Wertheim, Katholische Krankenhauskapelle

### Mondfeld
Mondfeld ist ebenfalls ein überwiegend katholischer Stadtteil. Die dortige Kirche St. Martin stammt aus dem Jahr 1887 mit älteren Teilen. Man erweiterte die frühere Kirche damals dadurch, dass im rechten Winkel ein größeres Kirchenschiff an das bisherige angebaut wurde. Der frühere Altarraum wurde Sakristei, das alte Kirchenschiff wurde Altarbereich.

### Kirchenzentrum Wartberg
Das zur Pfarrei zugehörige Kirchenzentrum auf dem Wartberg wurde im Jahr 1976 eingeweiht.

### Katholische Krankenhauskapelle
In der Rotkreuzklinik Wertheim (Einrichtungen der Schwesternschaft München vom Bayerischen Roten Kreuz e. V.) gibt es eine katholische Krankenhauskapelle. Die Seelsorge wird von der Seelsorgeeinheit Wertheim geleistet.

## Seelsorger in St. Venantius
Folgende Seelsorger wirkten bisher in der Pfarrei:
| - Philipp Gärtner (1836–1842) - Rock (1842–1844) - J. Grimm (1844–1853) - Bischoff (1853) - Franz Anton Gerber (1854–1856) - Bernhard Josef Mayland (1856–1860) - J. M. Schleyer (1860–1862) - Störbel (1862–1867) - Oberle (1867–1872) - Lorenz Murat (1872–1879) - Battlehner (1879–1882) | - S. Otto (1882–1887) - Albert Laub (1887–1901) - Adolf Gassner (1901–1902) - Viktor Barth (1902–1913) - Karl Gottlieb Bär (1913–1940) - Emanuel Kern (1940–1944) - Anton Nohe (1944–1963) - Hugo Werle (1963–1976) - Manfred Helfrich (1976–1977) - Georg Röser (1977–1999) - Jürgen Banschbach (1999 ad multos annos) |